# Zeittafel Paris

Die Ausmaße Paris’ seit dem 4. Jahrhundert
galloromanische Stadtmauer
karolingische Stadtmauer
Stadtmauer Philipp-Augusts
Stadtmauer Karls V.
Stadtmauer Ludwigs XIII.
Mauer der Generalsteuerpächter
Mauer von Adolphe Thiers
heute

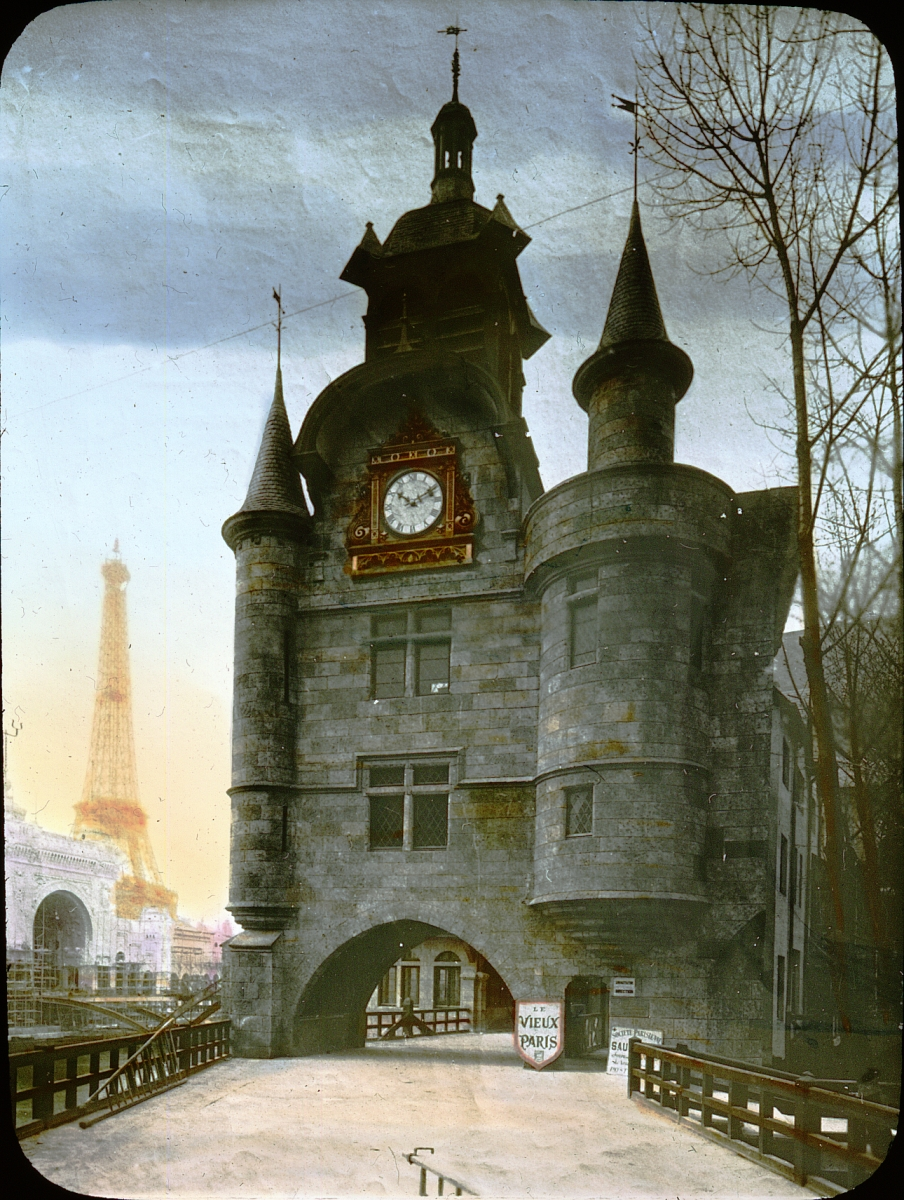
Alt-Paris vor dem Eiffelturm bei der Weltausstellung 1900

Die Zeittafel Paris stellt wichtige Ereignisse in der Geschichte der Hauptstadt Frankreichs dar.

## Vor- und Frühgeschichte
- 40.000 v. Chr.: erste Belege für menschliche Siedlungen auf dem Gebiet von Paris
- 4200 v. Chr.: Belege für durchgehende Besiedelung in Paris. 1991 wurden bei Ausgrabungen in Bercy unter anderem mehrere Einbäume aus Eichenholz, ein Bogen und Werkzeuge gefunden.

## Antike

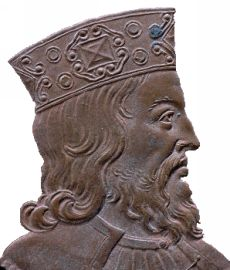
Chlodwig I.

- Vor 300 v. Chr.: Ankunft des gallischen Stammes der Parisier in der Region
- Während der keltischen Zeit heißt die Region Loutouchezi[1][2], was etwa „Siedlung in der Mitte des Wassers“ bedeutet. Die Römer formten diesen Begriff zu Lutetia um und der Geograph Ptolemäus nannte den Ort Lucotetia.
- Um 100 v. Chr.: Erste Goldmünzen der ParisierGoldmünzen der Parisier

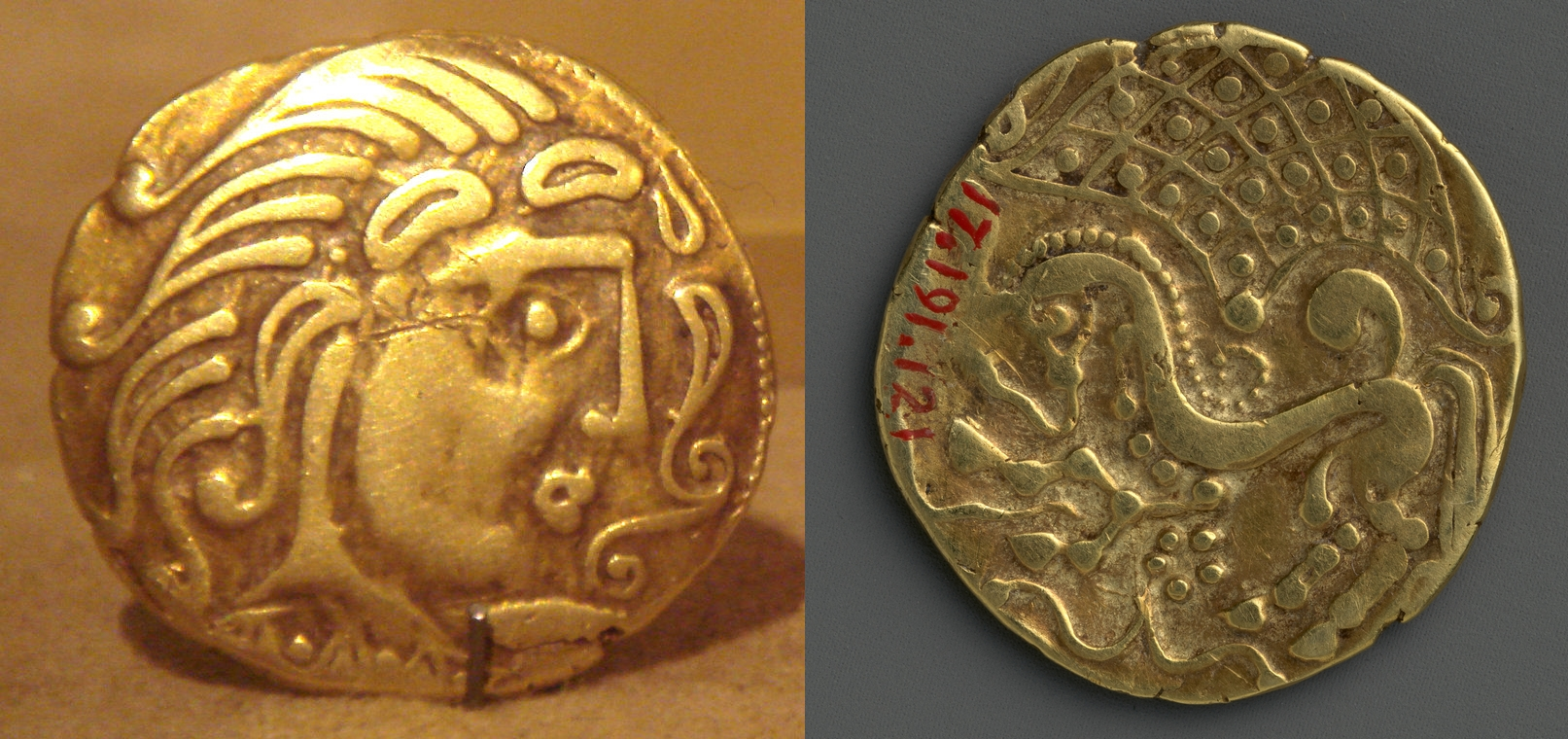
Goldmünzen der Parisier

- 53 v. Chr.: Großer Rat der Gallier im Beisein Cäsars. Die Abgeordneten der Parisier sind nicht anwesend.
- Mai 52 v. Chr.: Bei der Schlacht von Lutetia siegen die Legionen Labienus’, eines Leutnants Cäsars, über Camulogenus’ Aulerker, Senonen und Parisier. Letztere bewohnten die Gegend seit mehreren Jahrhunderten. Die Gallier zerstörten lieber die Brücken und zündeten die Stadt an, als sie den Römer zu überlassen. Der Brand des gallischen Lutetias erlaubte den Römern die Stadt nach römischen Strukturen aufzubauen, zumal die Parallele zu Rom mit sieben Hügeln und einem Fluss offensichtlich ist.
- Zwischen 37 und 14 v. Chr.: Die Nautae Parisiaci (parisischen Schiffsleute) errichten eine Säule zu Ehren Jupiters: der Pfeiler der Nautae Parisiaci, der in den Fundamenten von Notre-Dame gefunden wurde.NautenpfeilerErster Plan Lutetias

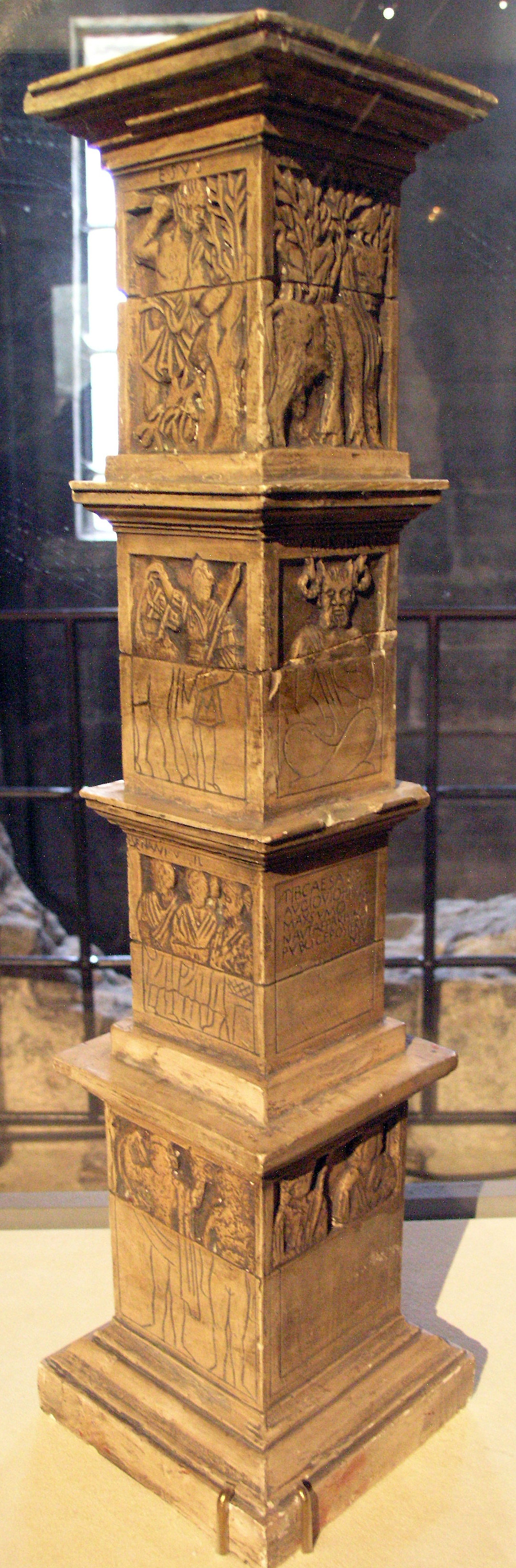
Nautenpfeiler

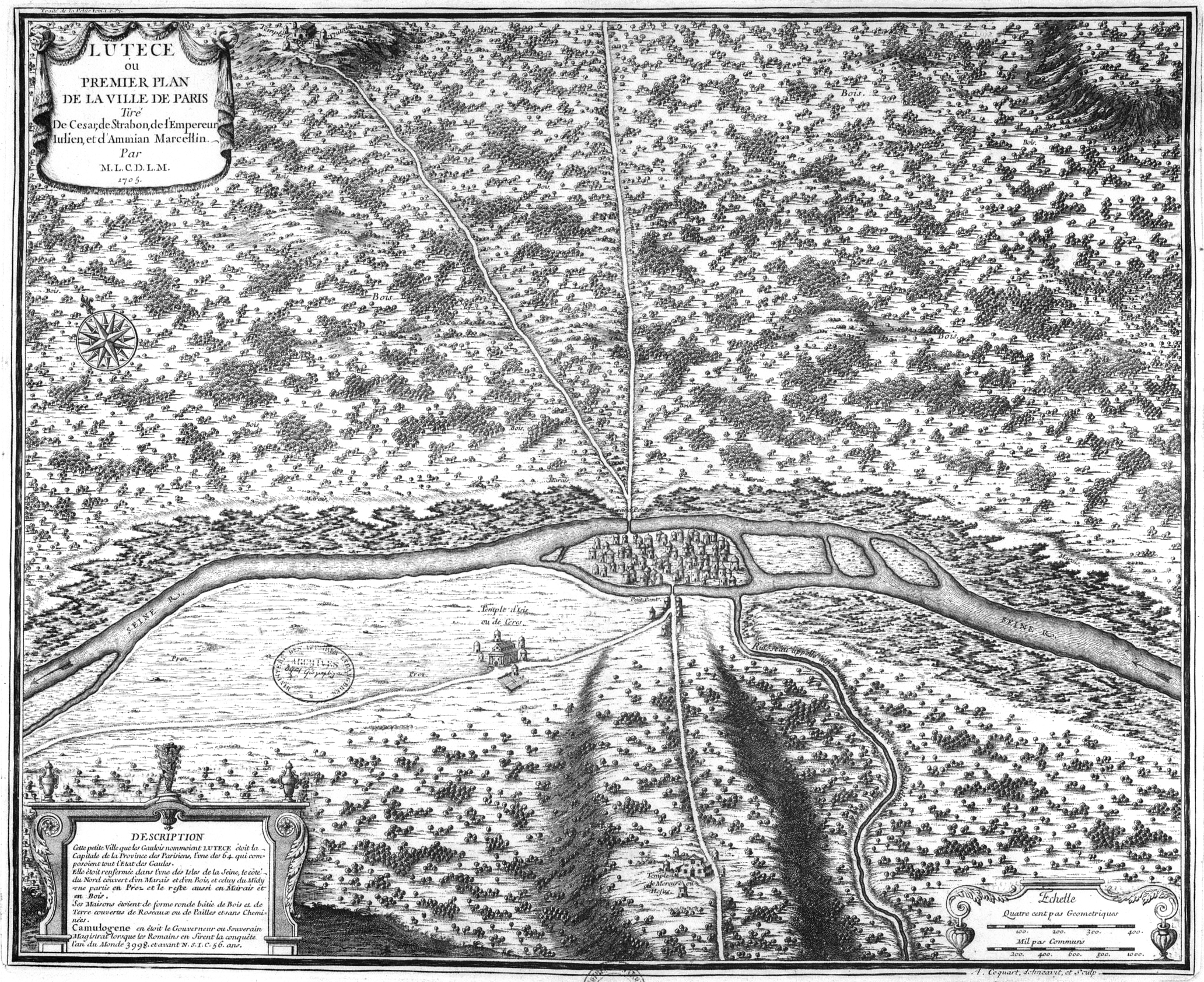
Erster Plan Lutetias

- Zwischen 50 und 100 n. Chr.: Erbauung des Forums von Lutetia
- 65/66: Rekordwinter
- Zwischen 100 und 200: Errichtung dreier Thermen mit Wasser aus der Bièvre, das mit einem 16 km langen Aquädukt antransportiert wird, sowie eines Amphitheaters mit 17.000 Plätzen (die Arena von Lutetia) und eines Theaters mit 3000 Plätzen.
- Um 250: Martyrium des ersten Bischofs von Paris, Dionysius von Paris. Dieser war einer von sieben Bischöfen, die ausgesandt wurden um Gallien zu missionieren. Der Erfolg des Missionars zog den Hass der Heiden auf sich, die ihn daher auf dem Montmartre enthaupteten. Die Legende stellt genauer dar, dass Dionysius seinen Kopf in die Hände nahm; dies wird die häufigste Darstellung des zukünftigen Nationalheiligen Frankreichs.
- 275 oder 276: Plünderung vermutlich durch Germanen vom linken Seine-Ufer
- 291/292: Rekordwinter; erstes überliefertes Gefrieren der Seine
- Um 300: Aus Lutetia wird Paris.
- Um 308: Erbauung einer Stadtmauer um die Île de la Cité um germanischen Angriffen vorzubeugen
- März 346: 20 Tage Dauerregen; Hochwasser
- 350: Die Pariser erbauen ihre erste Basilika, die dem heiligen Stephanus geweiht wird. Diese Basilika befand sich in unmittelbarer Nähe der heutigen Kathedrale Notre-Dame de Paris
- Februar bis Juli 358: Caesar Julian hält sich in Paris auf, bevor er Feldzüge gegen Alamannen und Franken antritt.
- 359/360: Julian kehrt nach seinen siegreichen Feldzügen nach Paris zurück. Er wohnt wahrscheinlich in einem Palais, das sich an der Spitze der Île de la Cité befindet und in welchem später die merowingischen Könige residieren.
- 360: Konzil in Paris zur Häresie des Arianismus. Diese christliche Lehre, benannt nach Arius, lehnt die Dreifaltigkeit ebenso wie die Autorität des Papstes ab. Sie wurde bereits beim Ersten Konzil von Nicäa verurteilt und verbreitete sich mit germanischen, gotischen sowie burgundischen Völkern über Europa. Paris wird – mehr noch als Rom – die Stadt, die den Arianismus am meisten ablehnt und bleibt den römischen Christen treu.
- 361: Julian wird Kaiser und schreibt in Misopogon: „Ich verbrachte den Winter in meinem lieben Lutetia, das sich auf einer kleinen Insel befindet, auf die man lediglich über zwei Holzbrücken gelangt (die Wechsel-Brücke und die kleine Brücke). Man bekommt dort exzellenten Wein und beginnt Feigenbäume hochzuziehen.“
- Oktober bis Dezember 365: Erster Aufenthalt von Kaiser Valentinian I. in Paris
- Juni 366: Zweiter Aufenthalt Valentinians in Paris. Man bringt ihm den Kopf des Gegenkaisers Procopius, der von Valens besiegt wurde. Er empfängt hier auch Jovian, der die Alamannen besiegt hat.
- 383: Schlacht bei Paris zwischen den Truppen von Usurpator Magnus Maximus und denen von Kaiser Gratian
- Um 385: Durchreise des heiligen Martin, der einen Leprakranken am Nordtor der Stadt mit einem Kuss und einem Segenspruch heilt
- November 397: „Sommer des hl. Martin“ vom 8. bis 11. November erblühen die Rosen wieder
- 451: Genoveva von Paris sagt die Verschonung von Paris beim Vorstoß Attilas Hunnen voraus und ermahnt die Bewohner Paris’ nicht vor diesen zu fliehen, die schließlich an Paris vorbei nach Orléans zogen. Sie wird in der Stadt sehr bekannt.Genoveva von Paris

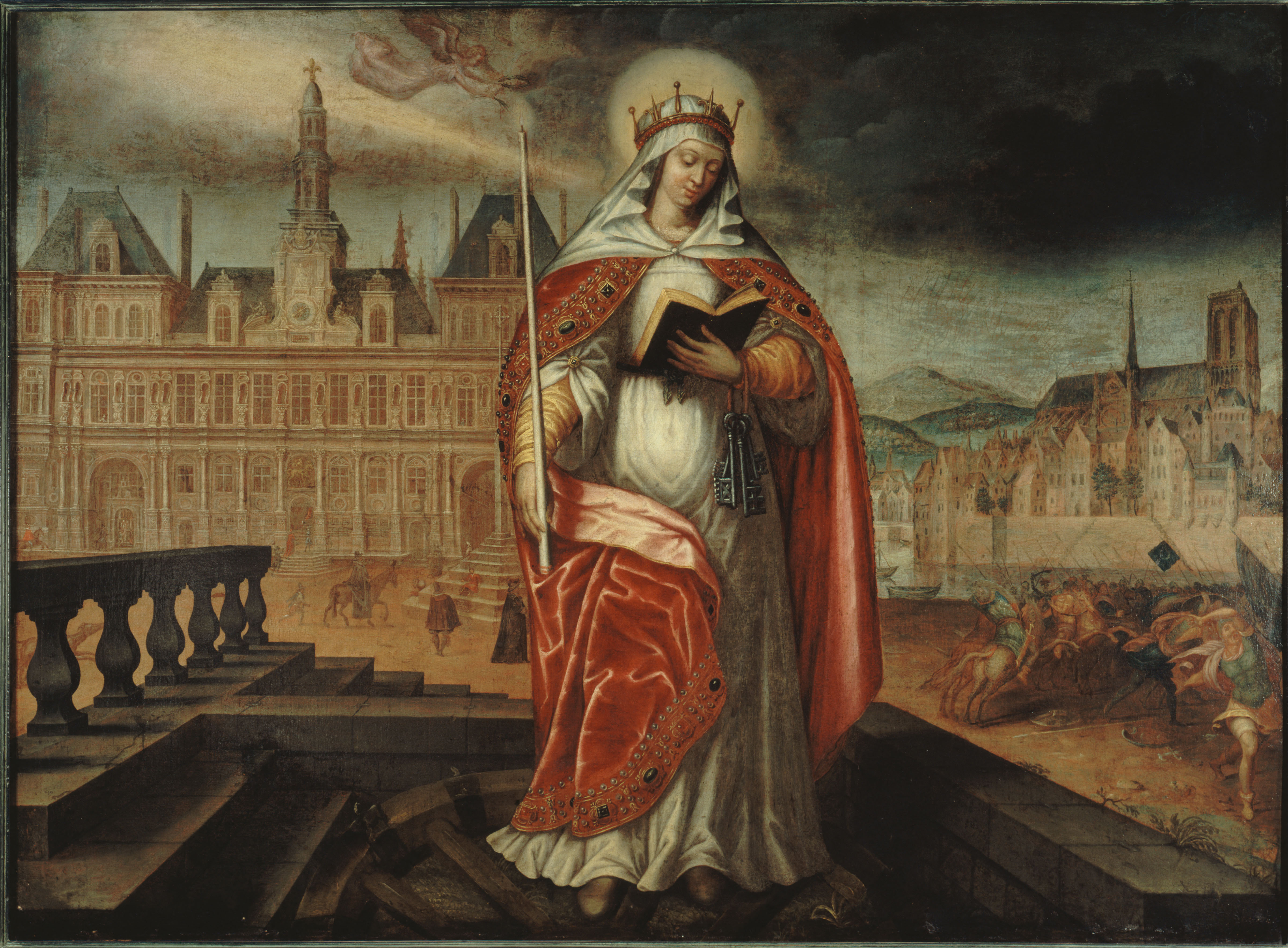
Genoveva von Paris

- 464–465: Belagerung von Paris durch den fränkischen Kleinkönig Childerich I., der die Römer aus Paris vertreibt.
- Um 475: Erbauung einer Basilika über dem Grab des Dionysius von Paris
- 486: Genoveva von Paris verhandelt mit Chlodwig I. um die Unterstellung von Paris unter Chlodwigs Herrschaft. Chlodwig erreichte zuvor einen entscheidenden Sieg über den Römer Syagrius, aber Genoveva verweigert ihm den Zutritt nach Paris. Er belagert die Stadt, in der daraufhin eine Hungersnot ausbricht. Genoveva organisiert die Verpflegung und Chlodwig beendet die Belagerung. Diese angespannte Situation zwischen Paris und Chlodwig besteht zehn Jahre. Paris bildet also eine katholische Enklave mitten in vom Arianismus dominierten Gebiet, weshalb Genoveva die Beziehungen zum heidnischen – nicht wie die anderen Barbaren arianistischen – König Chlodwig nicht endgültig beenden will. Die Niederlage des „letzten Römers“ Syagrius kennzeichnet in Paris den Wechsel vom Altertum zum Mittelalter bzw. zur Spätantike.Chlodwig I.

## Mittelalter

### Frühmittelalter
- 494: Chlodwig I. wird von seinem katholischen Umfeld allmählich zum Katholizismus bekehrt. Die politischen Vorteile sind offensichtlich, zumal sich zahlreiche Städte, die hartnäckig katholisch blieben, wie Paris, einen katholischen König wünschen. Das erste Anzeichen der sukzessiven Konversion ist die Taufe seines Sohnes. Letzterer verstirbt jedoch kurz nach der Sakramentenspendung, was bei Chlodwig eine Riesenwut auslöst, die sich in einer erneuten Belagerung von Paris ausdrückt. Genoveva von Paris organisiert wieder die Verpflegung der Bevölkerung und Chlodwig hebt die Belagerung auf.
- 496 oder 498: Die Konversion Chlodwigs zum Katholizismus in Reims wird in Paris mit Jubel registriert. Die Stadt gewährt dem konvertierten Frankenkönig seitdem Eintritt. Die Rückeroberung der häretischen arianistischen Gebiete beginnt. Chlodwig ist seinerzeit der einzige amtierende katholische König; Frankreich erbt Chlodwigs Spitzname „Fils aîné de l’Église“ (Ältester Sohn der Kirche, „France, Fille aînée de l’Église“: Frankreich, älteste Tochter der Kirche).
- 3. Januar 500 oder 502: Tod der Genoveva von Paris: Sie wird auf dem „Berg“ begraben, der daraufhin ihren Namen trägt. Chlodwig lässt dort die Apostelkirche errichten, die im 12. Jahrhundert durch die Basilika St. Genoveva und im 18. Jahrhundert durch das Panthéon ersetzt wird. Später wird Genoveva Schutzpatronin von Paris.
- 508: Nachdem Chlodwig den westgotischen König Alarich II. in einem Zweikampf während der Schlacht von Vouillé tötet, wohnt Chlodwig in Paris, das sich zur Hauptstadt seines Reichs entwickelt.Plan von Paris im Jahr 508

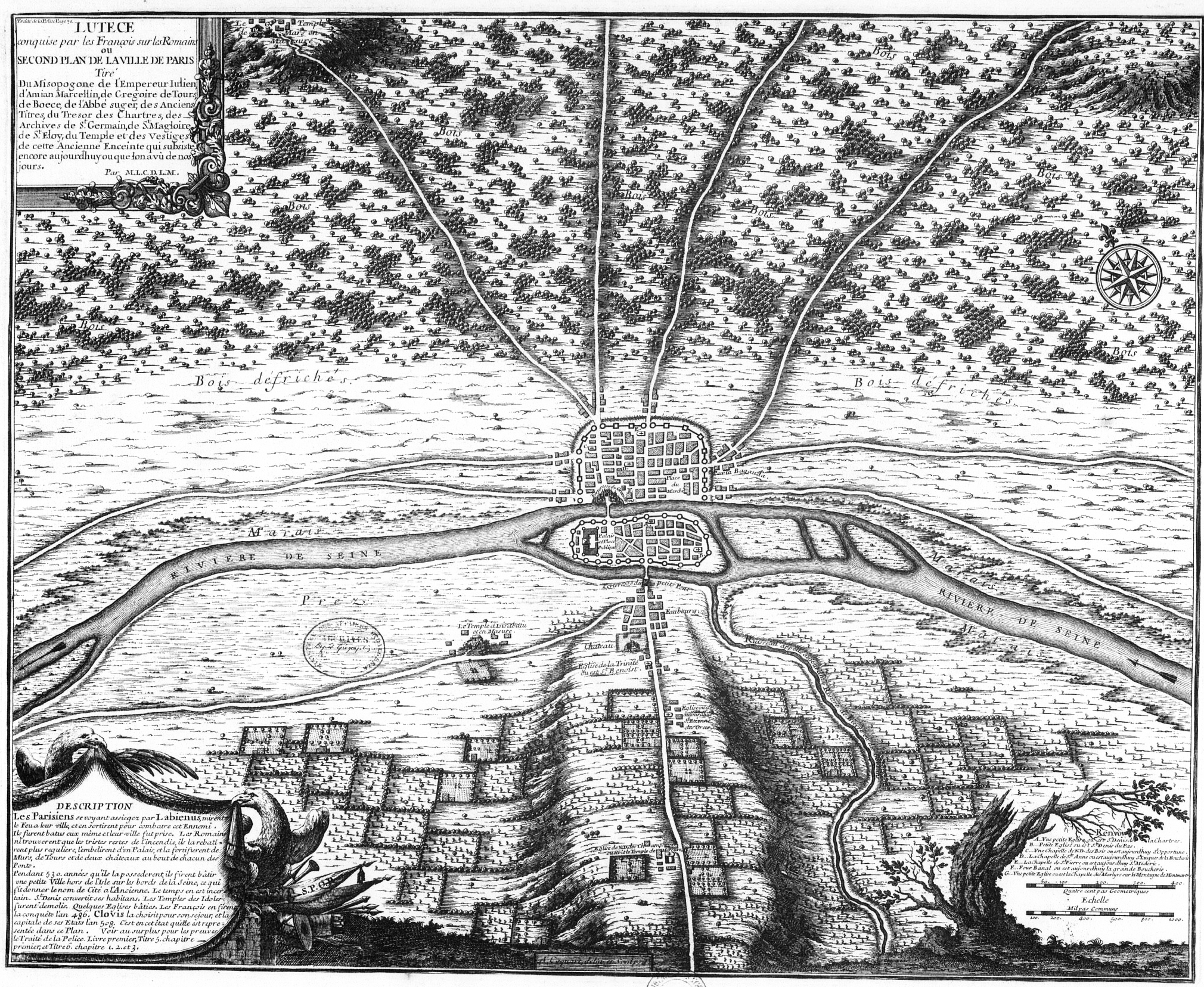
Plan von Paris im Jahr 508

- 510: Proklamation der Lex Salica: Als Erneuerer des Rechtsstaats lässt Chlodwig zwischen 508 und 510 die erste Gesetzgebung Frankreichs verfassen. Bis zur französischen Revolution und der Abfassung des Code civil bleibt die Lex Salica die grundlegende Verfassung. Insbesondere die Gleichheit der Franken und Galloromanen, die Ehefreiheit und das Ende der Rachepflicht sind dort festgeschrieben.
- 511:
  - Gründung der Abtei Sainte-Geneviève.
  - 10. Juli: Der Pariser Bischof Heraclius ist beim ersten Konzil von Orléans anwesend.
  - Nach dem 29. Oktober: Tod König Chlodwigs in Paris. Er wird – wie Genoveva – in der Apostelkirche begraben. Sein Reich wird auf seine vier Söhne aufgeteilt. Childebert I. wird König in Paris.
- 522: Seinehochwasser[3]
- 7. Mai 538: Amélius, Bischof von Paris, ist beim dritten Konzil von Orléans.
- Um 540: Erbauung der Kathedrale Saint-Étienne, des Vorgängerbaus der Kathedrale Notre-Dame de Paris.
- 543 bis 547: Gründung der Kirche Saint-Vincent-Sainte-Croix, mit Abtei auf den Ruinen des Isis-Tempels.
- 551, 552 oder 553: Zweites Konzil von Paris. Die Absetzung von Bischof Saffarace wird bestätigt. Er muss in Abgeschiedenheit in ein Kloster ziehen.
- 552: Ein Großfeuer verwüstet Paris
- 558: Chlothar I., Frankenkönig von Soissons residiert in Paris
- 577: Chilperich I. lässt das römische Amphitheater wiederherstellen und veranstaltet Aufführungen.
- Um 580: Erbauung von Saint-Germain-l’Auxerrois und Saint-Julien-le-Pauvre
- Februar 583: Erstes erwähnenswertes Seine-Hochwasser. Gregor von Tours hält fest, dass man zur Île de la Cité und der Pfarrkirche Saint-Laurent nur mit dem Boot gelangt.[4]
- 583/584: Sehr milder Winter: Rosen im Januar
- 585: Ein Großbrand verwüstet die Île de la Cité. Lediglich die Kathedrale und die umgebenden Gebäude bleiben verschont.[5]
- 595: Chlothar I. regelt in einem Erlass, dass die Nachtwächter von Paris für Diebstahl verantwortlich sind, wenn sie den Dieb nicht aufhalten.[5]
- 10. Oktober 614: Konzil zur Freiheit der Bischofswahlen und zur Gerichtsbarkeit der Bischöfe über Kleriker. Seit dem Konzil von Clermont 535 wurden Bischöfe bereits frei von Klerikern und dem Volk gewählt.
- 628 bis 638: Dagobert I. residiert in Paris und Clichy-la-Garenne
- 651 bis 656: Errichtung des Hôtel-Dieu durch Landericus von Paris. Es ist das erste Hospital von Paris.(Altes) Hôtel-Dieu
- 666: In Paris geht die Pest um

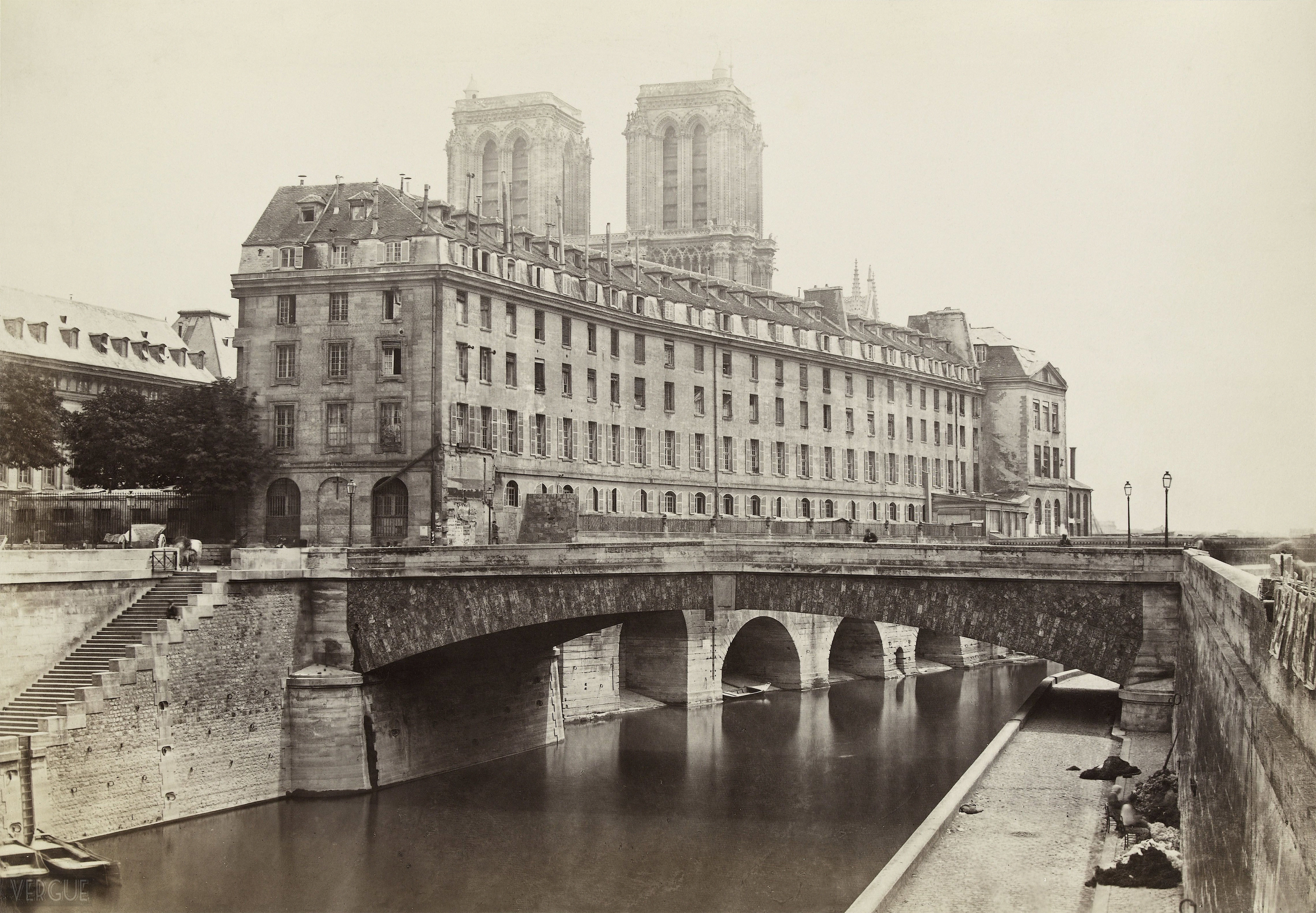
(Altes) Hôtel-Dieu

- 719: Karl Martell zieht siegreich in Paris ein
- 28. Juli 754: Päpstliche Salbung Pippins des Jüngeren sowie seiner beiden Söhne Karlmann I. und Karl des Großen durch Papst Stephan II. in der Abtei Saint-Denis.Karlsbüste (Karl der Große)

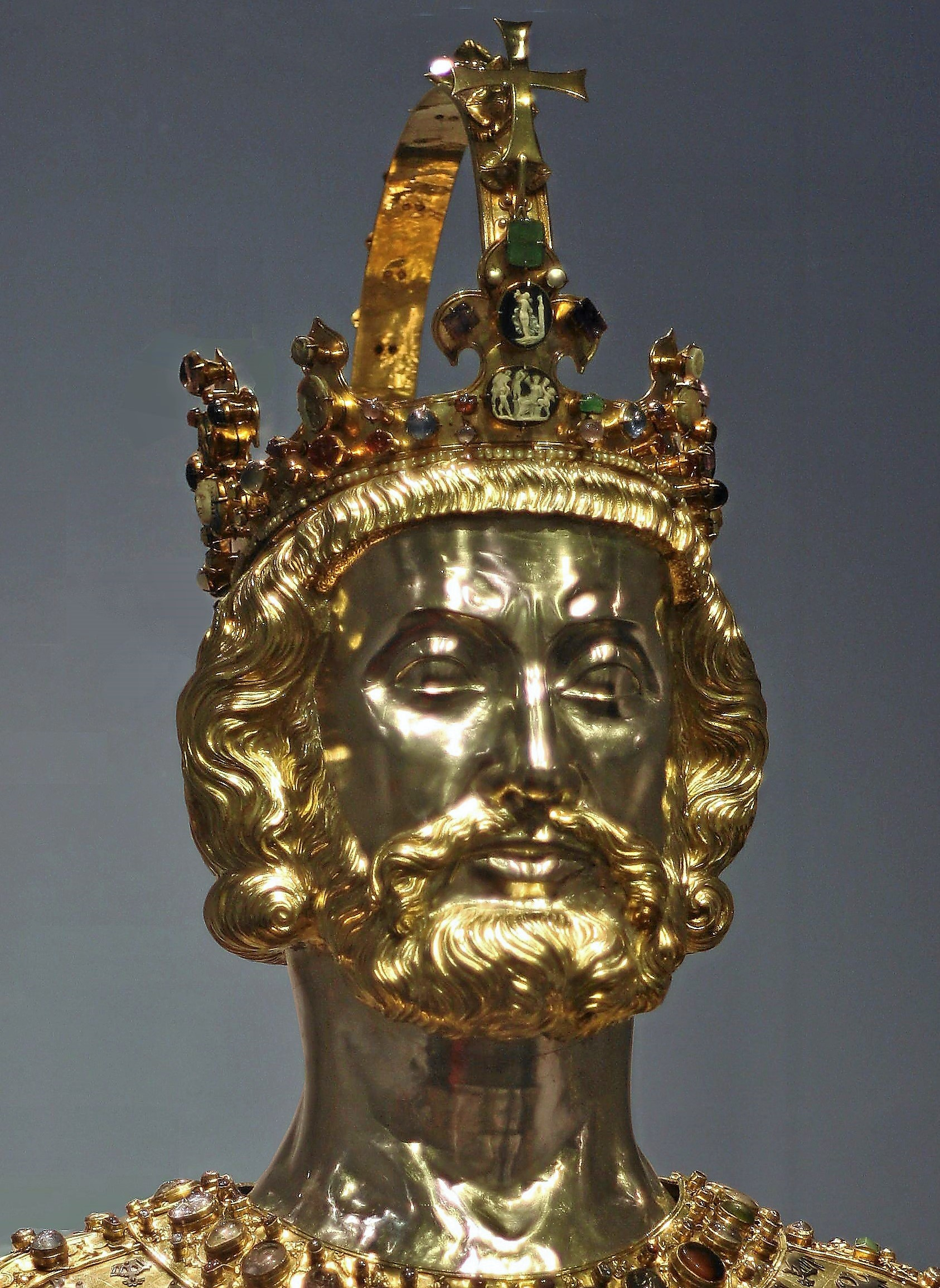
Karlsbüste (Karl der Große)

- 763/764: Sehr strenger Winter vom 30. Oktober bis zum 10. Februar: Das Meer an der Normandieküste gefriert. Die Seine gefriert überall in Paris und Umgebung. In bestimmten Regionen fallen bis zu zehn Meter Schnee. Oliven- und Feigenpflanzungen werden zerstört. Die Folge ist eine große Hungersnot.
- 781: Karl der Große gründet eine Schule, den Vorläufer der Université de Paris
- 820:
  - Nachweis der ältesten Straße in Paris: die Rue Saint-Germain.
  - Seine-Hochwasser[6]
- 821: Seine-Hochwasser[6]
- 842: Seine-Hochwasser
- 845:
  - 28. März: Zum ersten Mal stehen die Wikinger vor den Mauern von Paris. An der Spitze der 120 Wikingerschiffe für 6000 Mann steht der Däne Ragnar Lodbrok: Karl der Kahle bezahlt 7000 Silber-Livre für deren Abzug.Wikingerschiff

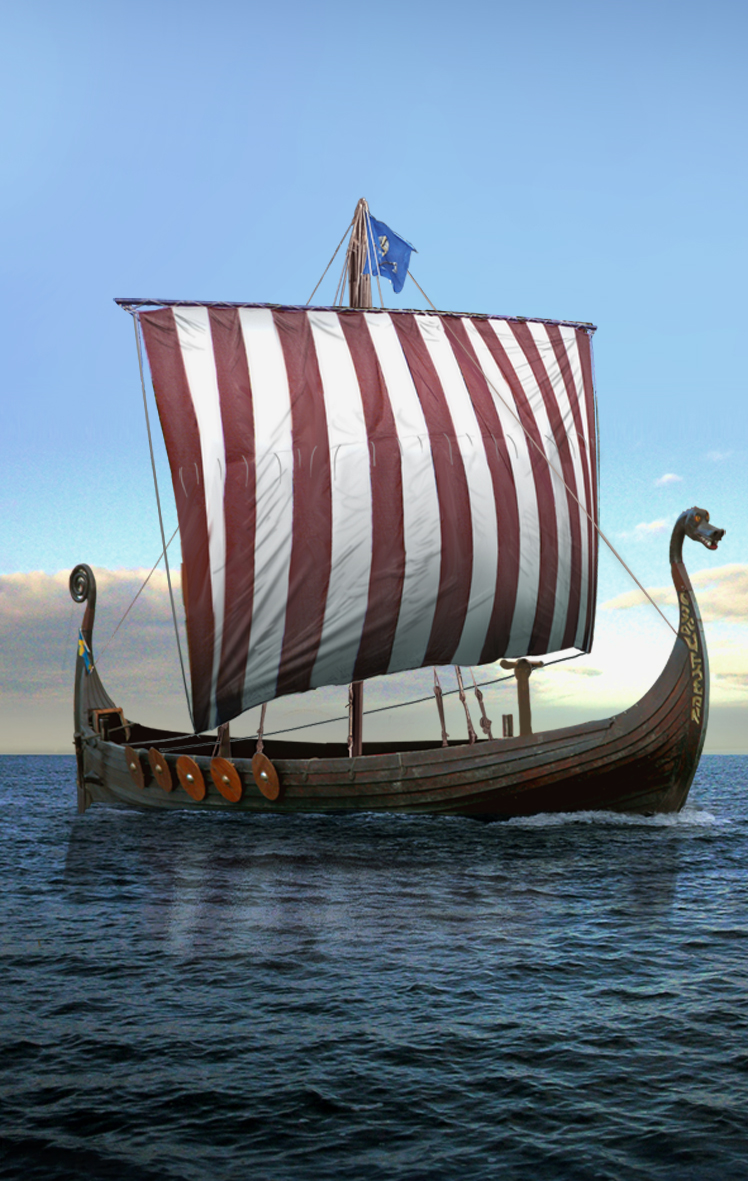
Wikingerschiff

  - Hungersnot infolge klimatischer Ursachen und der Zerstörungen der Wikinger.
- 854: Seine-Hochwasser[6]
- 855 bis 876: elf Hungersnöte in 20 Jahren.
- 28. Dezember 856: Zweite Belagerung durch die Wikinger, die die Stadt in Brand setzen.
- 12. Juni 857: Erneuter Angriff der Wikinger. Alle Kirchen brennen ab, nur Saint-Germain-des-Prés und die Kathedrale von Saint-Denis werden gegen Zahlung eines hohen Lösegelds verschont.
- 3. April 858: Erstürmung der Abtei Saint-Germain-des-Prés durch die Wikinger.
- 860: Errichtung der Pont Charles-le-Chauve[7]
- 861: Erneuter Wikinger-Angriff auf Paris: die Stadt und die Abtei Saint-Germain-des-Prés werden in Brand gesetzt
- 869: Erneuter Wikinger-Angriff auf Paris: die Abtei Saint-Germain-des-Prés wird geplündert
- 870: Um Paris vor den Wikinger-Angriffen zu schützen, werden auf Geheiß von Karl dem Kahlen die Brücken Grand Pont und Petit Pont erbaut.
- 877: Paris ist von einer Stadtmauer umgeben.
- 885:
  - 24. November: Erneuter Wikinger-Angriff auf Paris mit angeblich 700 Schiffen und 30.000 bis 40.000 Mann. Die Belagerung dauert 13 Monate.
  - 28. November: Nach einem viertägigen, fast durchgehenden Angriff, beschließen die Normannen ein Lager zur Belagerung vor der Stadt zu errichten – ein Erfolg für Graf Odo von Paris, der die Verteidigenden befehligt. Während der Belagerung verwüsten die Wikinger das Umland, starten aber auch immer wieder neue Angriffe auf die Stadt.
- 886:
  - 6. Februar: Einsturz der Petit Pont infolge eines Hochwassers, das zudem den Wikingern erlaubt, die Seine flussaufwärts zu fahren und diese Gebiete zu plündern. Die Brücke wird aus Holz auf den alten Pfeilern wiederaufgebaut. An diesen, die bis zum Hochwasser im Jahr 1406 bestehen, ist eine Kornmühle angebracht.[8][9]
  - September: Ankunft Karls des Dicken, der um einen Kampf zu verhindern an die Wikinger 700 Silber-Livres zahlt. Außerdem gestattet er ihnen Burgund zu verwüsten, da sich ihm die dortige Bevölkerung nicht mehr vollständig unterwirft.
- Mai 887: Erneuter Angriff der Wikinger, die jedoch von den Pariser geschlagen werden.
- Juni bis Juli 889: Erneuter Angriffsversuch der Wikinger, die Pariser können sie jedoch wieder aufhalten.
- 910: Erneuter Wikinger-Angriff.
- Winter 974–975: strenger Winter von November bis zum 22. März: Schnee fällt auch noch im Mai. Der daraus resultierenden Hungersnot fällt die Hälfte der Pariser Bevölkerung zum Opfer.
- 944: Ein schweres Unwitter verwüstet Paris.[5]
- 945: Eine Epidemie des sogenannten heiligen Feuers erreicht Paris. Sie ist in den Annalen des Flodoard von Reims beschrieben.
- 965: Erbauung der St.-Bartholomäus-Kirche auf der Île de la Cité (heute zerstört)Zerstörte Bartholomäus-Kirche, 1791

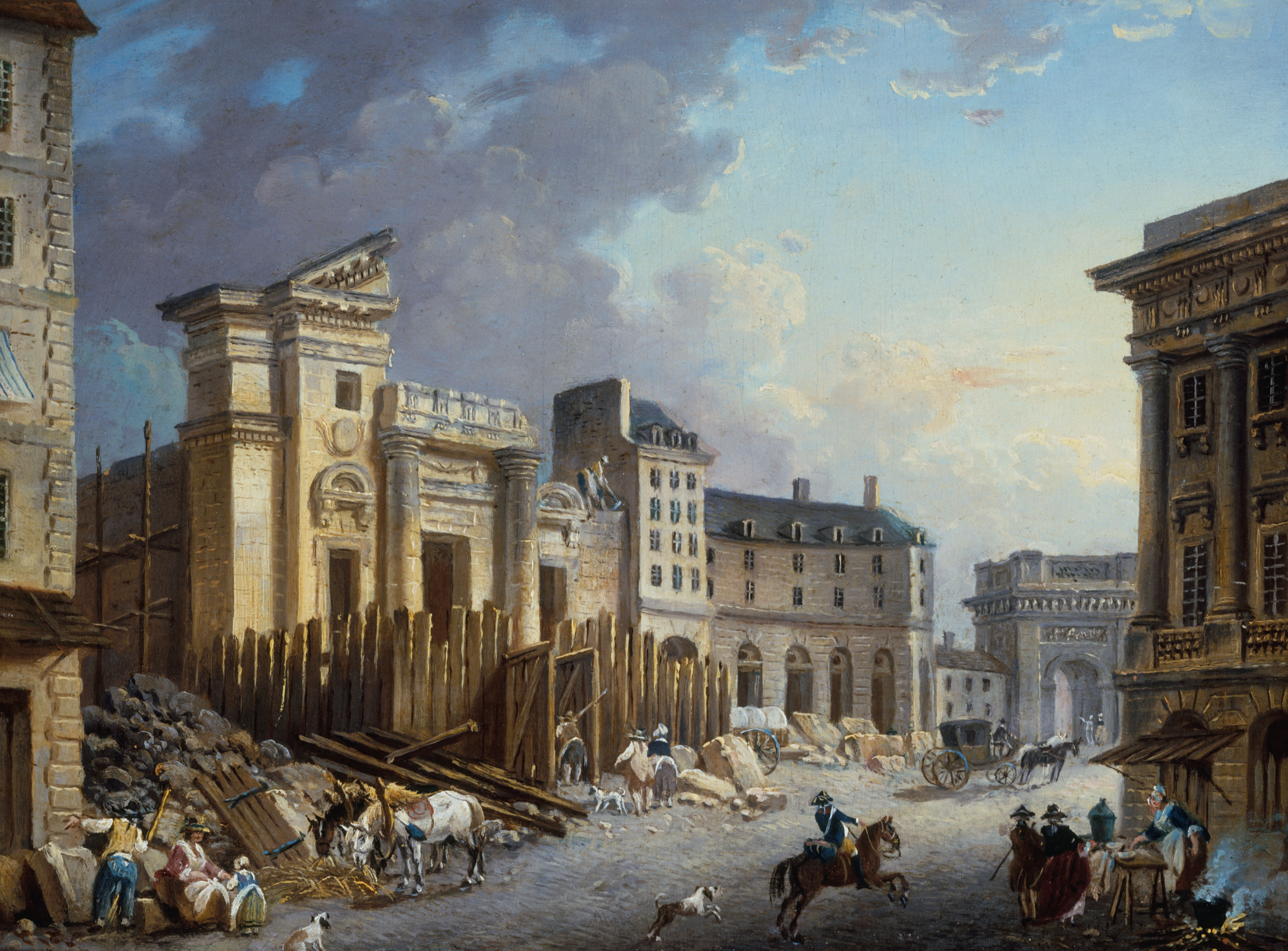
Zerstörte Bartholomäus-Kirche, 1791

- 975: Eine Hungersnot bricht aus, während der es auch zu Kannibalismus gekommen sein soll.[5]
- 978:
  - Oktober: Kaiser Otto II. belagert Paris. Hugo Capet verhindert die Überschreitung der Seine.
  - 30. November: Die Belagerung wird aufgehoben.
- 978 bis 996: Gründung des Priorats Notre-Dame-des-Champs.
- 987:
  - Hugo Capet residiert im Palais de la Cité auf der Île de la Cité.
  - Paris wächst im Norden und Süden der Île de la Cité. Die Stadt ist in vier administrative Bereiche eingeteilt, die Quartiers: das Quartier de la Cité, das Quartier Saint-Jacques-la-Boucherie, das Quartier la Verrerie und das Quartier la Grève. In dieser Zeit wird eine Mauer um die nördlichen Vororte gebaut.[10]
- 995: Erbauung der Kirche Saint-Étienne-des-GrèsSaint-Étienne-des-Grès auf dem Plan von Turgot (unten rechts)

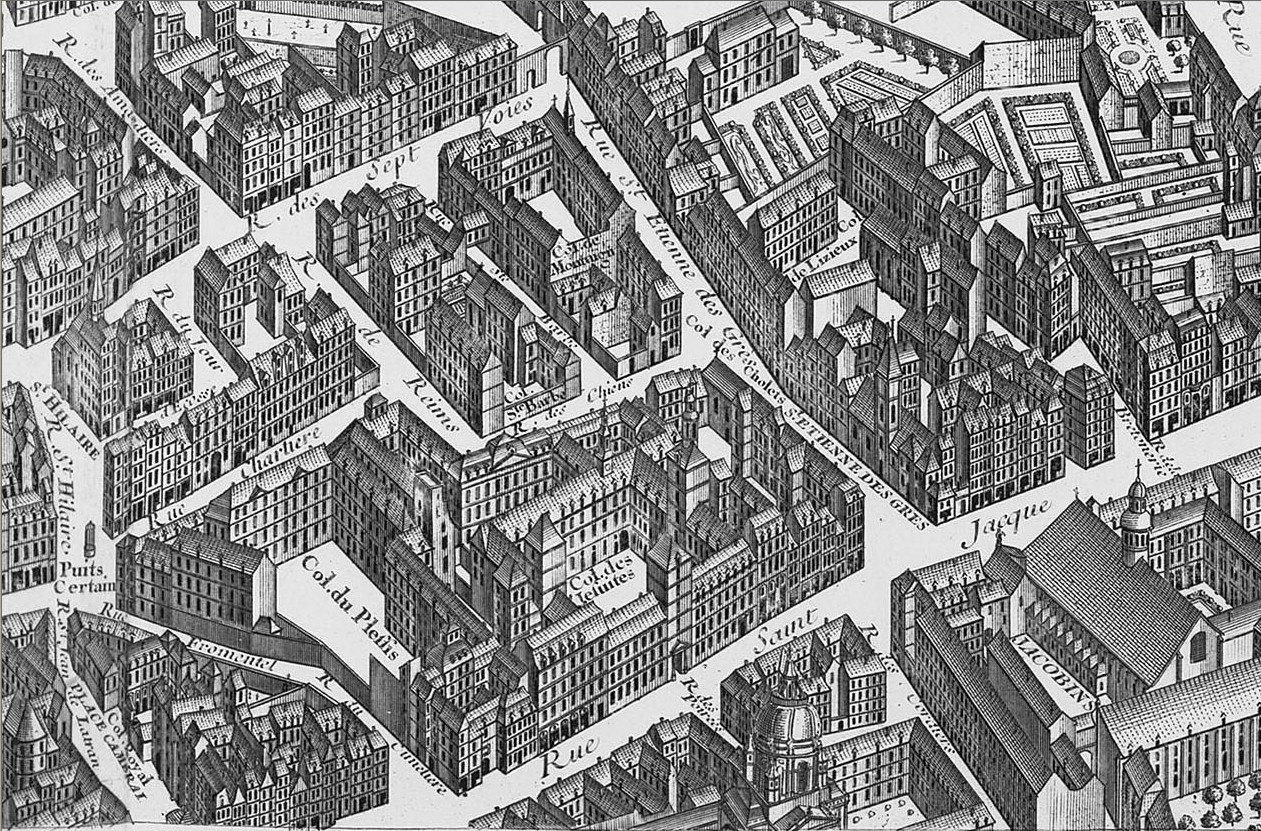
Saint-Étienne-des-Grès auf dem Plan von Turgot (unten rechts)

- 1000: Erbauung der Klosterkirche Saint-Denis-de-la-Chartre

### 11. Jahrhundert
- 1007: Übergang der Grafschaft Paris in das Königreich Frankreich, damit stirbt der Titel des Grafen von Paris aus
- 1021: Großer Ansturm von Studenten auf den Unterricht des Kapitels von Notre-Dame
- 1021–1029: andauernde Hungersnot mit Fällen von Kannibalismus in den letzten drei Jahren
- 1031–1040: andauernde Hungersnot, die, nach der Überlieferung von Rodulfus Glaber die Reichen und Armen betrifft
- 1034: Ein Großbrand zerstört große Teile der Stadt
- 1037: Ein Großbrand verwüstet mehrere Viertel
- 1060: König Heinrich I. gründet das Kloster St-Martin-des-Champs
- 1. November 1076 – 15. April 1077: strenger, langer Winter; der kälteste des 11. Jahrhunderts
- 1100:
  - Beginn der Lehrtätigkeit Petrus Abaelardus’Abaelardus und seine Frau

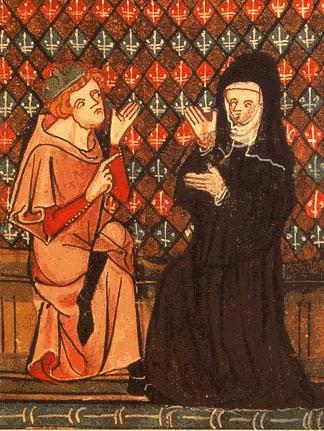
Abaelardus und seine Frau

  - Gründung des Leprakrankenhauses St-Lazare

### 12. Jahrhundert
- 1103: Ernennung von Wilhelm von Champeaux zum Scholaster von Paris. Sein Unterricht an der Schule von Notre-Dame genießt hohes Ansehen.
- 1105: Grippeepidemie
- 1110: Gründung der Abtei Saint-Victor
- 12. März 1111: Die Pariser bezeugen ihre Treue zum König, indem sie einen Eroberungsversuch von Robert I., Graf von Meulan, abwehren
- 1112: Paris setzt sich als Hauptstadt der Kapetinger durch und ist deutlich wichtiger als Orléans.
- 1117: Kastration von Petrus Abaelardus auf Anweisung von Subdiakon Fulbert
- 1125: Seinehochwasser[6]
- 1129: Epidemie des sogenannten „heiligen Feuers“
- 3. November 1130: «Miracle des Ardents». Die Epidemie endet abrupt nach einer Prozession mit den Reliquien der heiligen Genoveva
- 13. Oktober 1131: Tod von Philipp, dem ältesten Sohn von Ludwig dem Dicken; er wurde von seinem Pferd abgeworfen, welches vor einem umherlaufenden Schwein in der Rue Saint-Jean scheute und stirbt an den Folgen des Sturzes. Infolgedessen ist es seitdem verboten in den Straßen Schweine frei laufen zu lassen.
- 1132: Ein Großbrand verwüstete mehrere Viertel
- 1134–1137: Erbauung der Kirchen Saint-Pierre-des-Arcis, Sainte-Croix-de la Cité, Saint-Pierre-aux-Bœufs und Saints-Innocents.
- 1137: Der Markt auf dem Place de Grève wird an den Lieu-dit Les Champeux („Kleine Felder“) verlegt. Dieser befindet sich in den ehemaligen Sumpfgebieten vor den Mauern, später Quartier des Halles.
- 1140: Beginn der Lehrtätigkeit Petrus Lombardus’ an der Schule von Notre-DamePetrus Lombardus
- 1141:

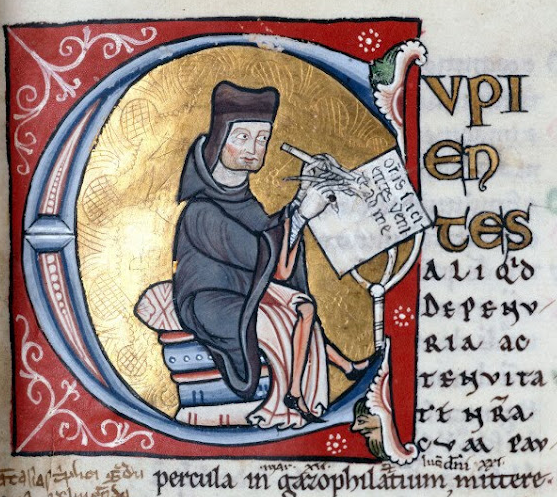
Petrus Lombardus

  - Petrus Abaelardus wird beim Konzil von Sens der Häresie bezichtigt; er verlässt Paris in Richtung Cluny. Am 16. Juni wird er von Papst Innozenz II. zu Klosterhaft und ewigem Schweigen verurteilt.
  - Um die Geldwechsler besser überwachen zu können, verbietet König Ludwig der Jüngere ihnen die Arbeit außerhalb der Pont au Change.
- 1148: Umleitung der Bièvre durch die Kanoniker der Abtei Saint-Victor. Der Fluss mündet seitdem auf Höhe der Rue de Bièvre in die Seine
- Dezember 1149–Februar 1150: strenger Winter
- 1150:
  - Die Einwohnerzahl von Paris wird auf 50.000 geschätzt
  - Der heilige Bernhard erwähnt die erste Windmühle auf der Butte Copeaux, heutiges Gebiet des Jardin des Plantes
- 1154: Beginn der Entwässerung der Sumpfgebiete zwischen dem Montmartre und der Stadt durch die Kanoniker von Sainte-Opportune
- 1163: Bischof Maurice de Sully beschließt den Neubau der Kathedrale Notre-Dame de Paris anstelle des Vorgängerbaus, der Kathedrale Saint-Étienne de Paris
- 1164: Durchbruch der Rue Neuve Notre Dame während des Baus der Kathedrale. Diese Arbeiten bringen den Abriss des Hôtel-Dieu mit sich; dieses wird südlich des Vorplatzes wiedererrichtet.
- 1171: Das Hôpital Saint-Jean de Latran in der Rue de Latran im ehemaligen Viertel Clos Bruneau wird gegründet.
- 1175:
  - Die Abtei Sainte-Geneviève wird wieder erbaut
  - Seinehochwasser[6]
- 1179:
  - Das ehemalige Viertel Clos de Lias (auch Clos de Laas) wird bebaut. Es erstreckt sich von der heutigen Rue de la Huchette bis zum Collège Mazarin.[11]
- 1180:
  - 5. Februar: Festnahme der Führung der jüdischen Gemeinde von Paris. Sie werden von König Philipp II. August zu einer Geldbuße von 15.000 Silbermark verurteilt.
  - 18. September: Tod von Ludwig dem Jüngeren. Während seiner Regierungszeit  wächst das Universitätsviertel beträchtlich aufgrund der vielen Studenten aus ganz Europa die dort studieren.
- 1182:
  - April: Ausweisung der Juden aus Paris und aus ganz Frankreich. Aus ihrer Synagoge wird die Kirche de la Madeleine
  - 19. Mai: Weihe des Hauptaltars der Kathedrale Notre-Dame Notre-Dame de Paris im 18. Jahrhundert
- 1184:

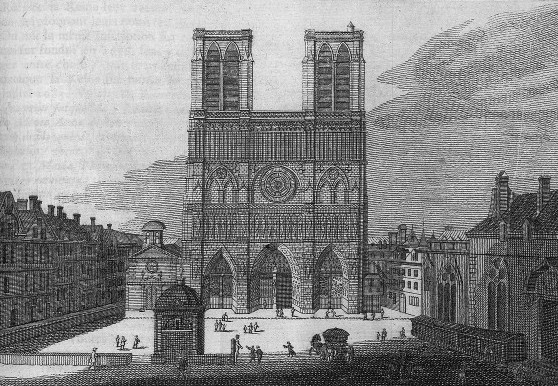
Notre-Dame de Paris im 18. Jahrhundert

  - Gründung des Hôpital Sainte-Catherine in der Rue Saint-Denis
  - Es wird begonnen, die Straßen von Paris zu befestigen, ermöglicht durch eine Spende von 11.000 Silbertalern des Finanziers Gérard de Poissy.[12] Die Einwohner müssen sie vor ihren Häusern kehren.[13]
- 1187: Die Kirche Saint-Thomas-du-Louvre wird erbaut.
- 1188–1190: schwere Hungersnot
- 1190 – etwa 1220: König Philipp II. August lässt eine neue Stadtmauer errichten.
- 1194:
  - Hungersnot
  - 3. April: Verlust der königlichen Archive beim Gefecht von Fréteval. König Philipp II. beschließt daraufhin fortan alles in zwei Exemplaren zu fertigen, eines davon verbleibt jederzeit unbedingt in Paris.
- 1195: Seinehochwasser[6]
- 1196: Seinehochwasser
- 1196–1197: Hungersnot
- März 1197: Seinehochwasser, das die Pariser Brücken mitreißt.
- 1198:
  - Rückkehr der Juden nach Paris unter der Bedingung, hohe Steuerabgaben zu leisten.
  - Gründung des ersten Klosters von Saint-Antoine-des-Champs
- 1200:
  - Fünf Tote bei Rauferei zwischen Studenten und den Truppen des Stadtvogts von Paris. König Philipp II. August beschließt angesichts der Drohung der Studenten, die Stadt zu verlassen, dass der Prévôt de Paris seinen Eid dem Rektor der Universität leisten musste, da er der Garant für die Privilegien desselben war.
  - Bruder Hubert, Kassenführer des Templerordens lässt den Tour du Temple erbauenTour du Temple, 1795

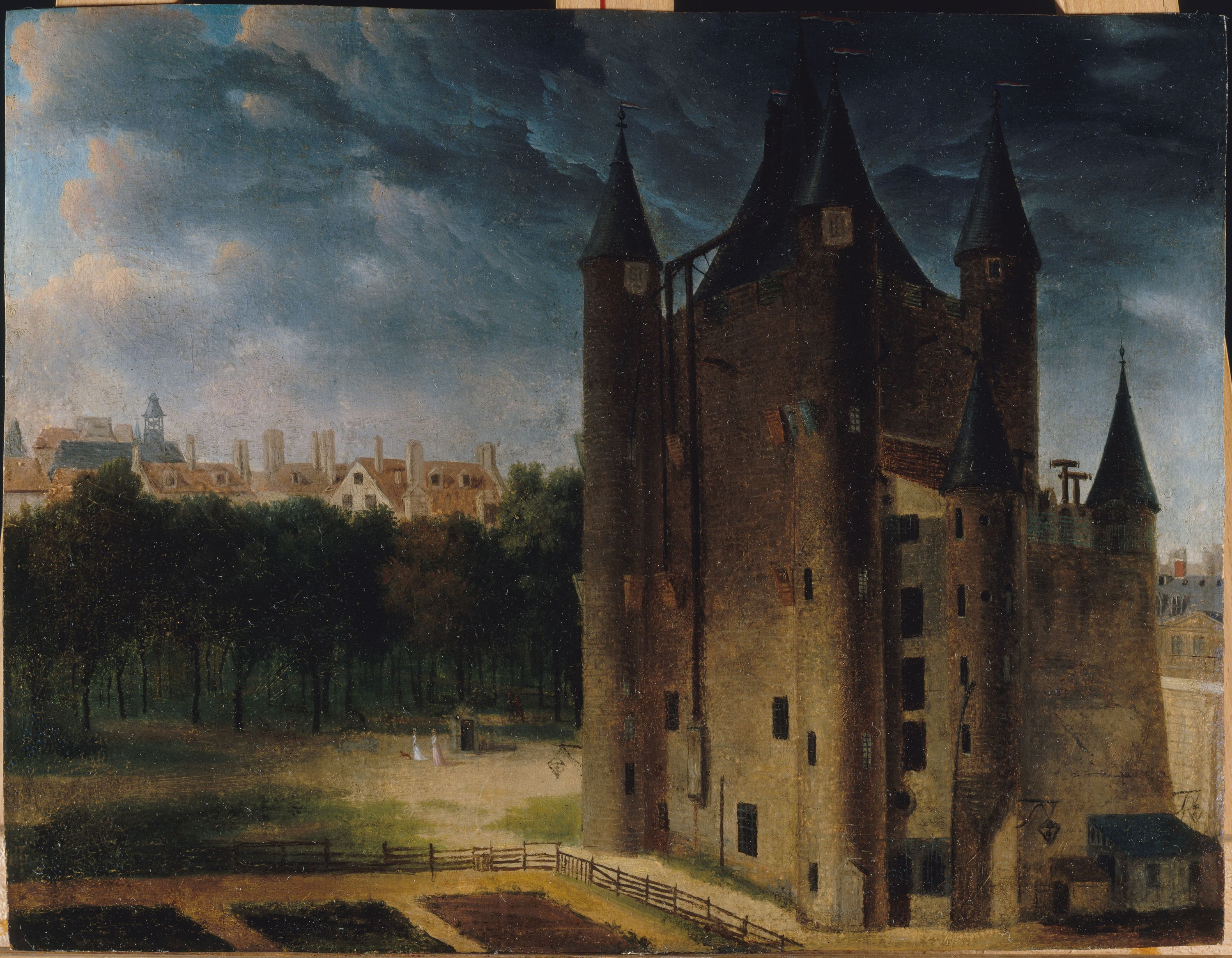
Tour du Temple, 1795

### 13. Jahrhundert
- im ganzen Jahrhundert: heiße Sommer
- 1201: Johann Ohneland wohnt im Palais du Louvre
- 1202:
  - Fertigstellung des ersten Palais du Louvre
  - Gründung des Hôpital de la Trinité unter dem Namen Hôpital de la Coix-de-la-Reine
- 1204: Erbauung der Kirche Saint-Honoré
- 1205: Erbauung der Kirchen St-Étienne-du-Mont und St-Symphorien de la Cité
- Dezember 1206: schweres Seinehochwasser, das drei Bögen der Petit Pont und zahlreiche Wohnungen zerstört.
- 1210:
  - Erlaubnis von Papst Innozenz III. zum Zusammenschluss der Lehrmeister der Universität zu einer Korporation
  - Anhänger der Lehre von Amalrich von Bena, die als Häresie verurteilt wurde, werden verbrannt.Die Hinrichtung der Amalrikaner
- 1212:

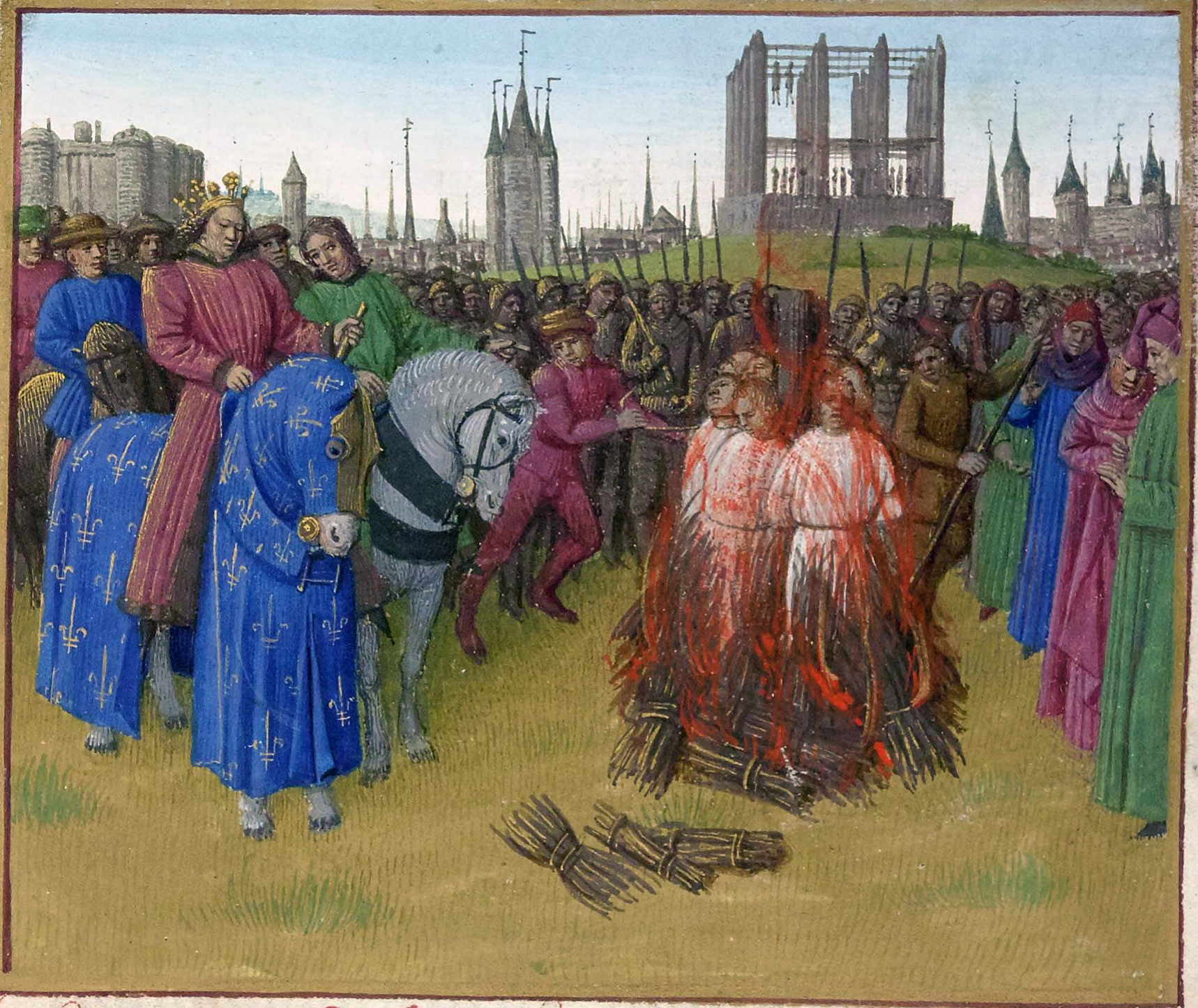
Die Hinrichtung der Amalrikaner

  - Erbauung der Kirchen Saint-André-des-Arts und Saint-Côme et Saint-Damien
  - Erhebung der Kirche Saint-Jean-en-Grève zur Pfarrkirche
- 1214: 27. August: König Philipp II. August kehrt von der Schlacht bei Bouvines zurück und wird aufgrund des Sieges gegen England, die Welfen und Flandern in Paris jubelnd empfangen.
- 1218: Gründung des Jakobinerklosters in der Rue Saint-Jacques
- 1219: Seinehochwasser[6][3]
- 1220: Ende der Arbeiten an der Stadtmauer von Philipp II. August. Sie umfasst 273 Hektar
- 1221: Seinehochwasser mit anschließender Hungersnot
- 1224–1225: strenger, langer Winter vom 9. Oktober bis zum 25. April
- 1225:
  - Studentenunruhen nach der Zerstörung des seit 1221 geführten Siegels durch den päpstlichen Legaten
  - zwei Männer des päpstlichen Legaten werden ermordet
- 1229:
  - 26. Februar: erneute Auseinandersetzungen zwischen Studenten und den Unteroffizieren des Stadtvogts während des Karnevals.
  - 15. April: Infolge des 26. Februars wechseln zahlreiche Studenten und Meister nach Oxford und Cambridge, Lehrboykott an der Universität von Paris
- 1230:
  - Erbauung der Kirche St-Nicolas-du-Chardonnet
  - Gründung des Klosters der Minderen Brüder
- 1231: Ende des Lehrboykotts der Universität mit der Päpstlichen Bulle Parens scientiarum
- 1232: Seinehochwasser[6][3]
- 1233: Seinehochwasser[6][3]
- 1235: Begründung der Kirche St-Leu-St-Gilles
- 1236: Seinehochwasser[6]
- 1244:
  - Erbauung des Collège des Bernardins
  - Baubeginn der Sainte-ChapelleSainte-Chapelle, 1840

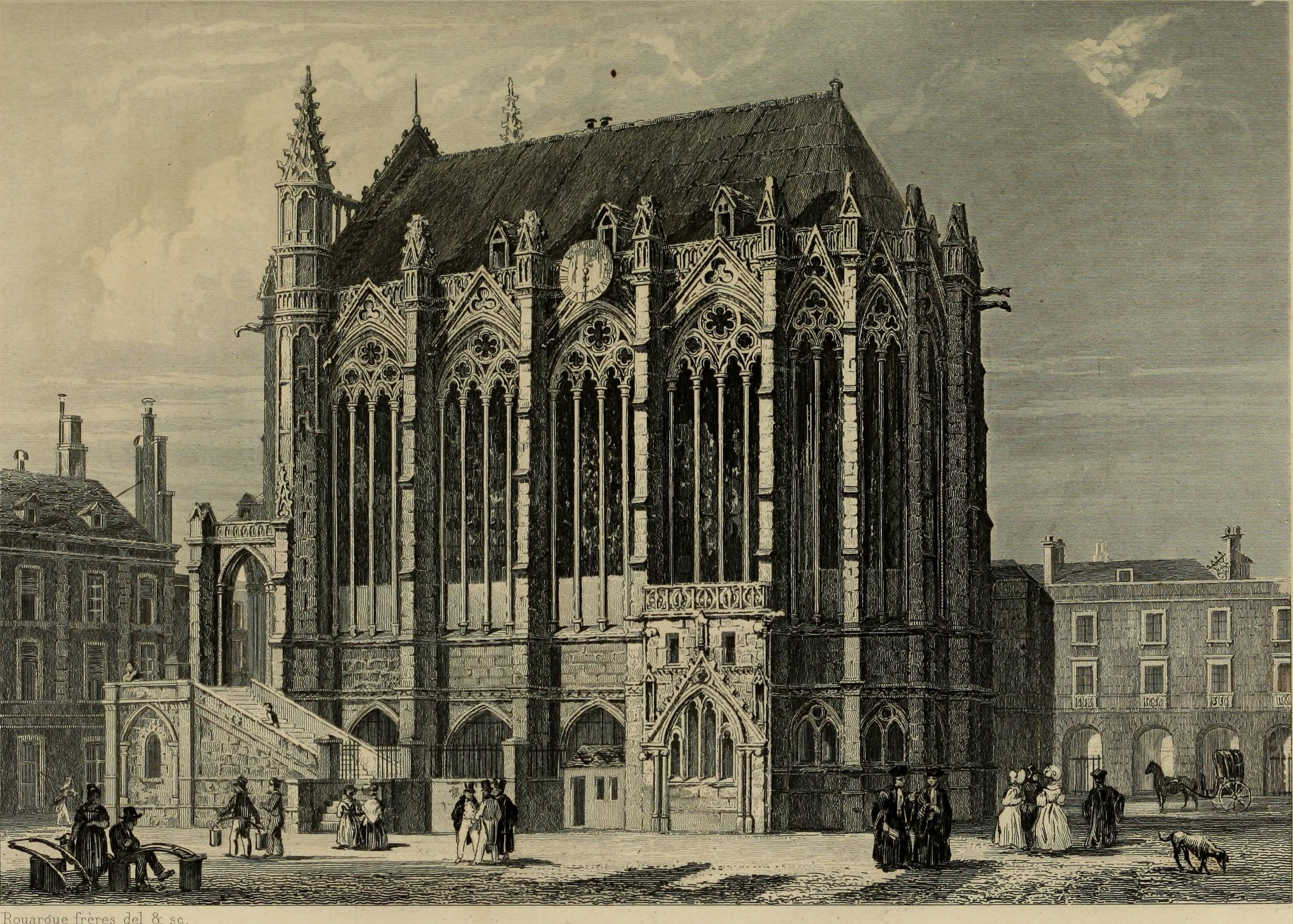
Sainte-Chapelle, 1840

- 1246: finanzielle und juristische Selbstständigkeit der Universität von Paris, die wieder ein eigenes Siegel erhält
- 1248:
  - Beginn der Lehrtätigkeit des hl. Bonaventura an der Universität von Paris
  - 26. April: Weihe der Sainte-Chapelle
- 1252: Beginn der Lehrtätigkeit des hl. Thomas von Aquin an der Universität von Paris
- 1253: Gründung des Collège der Sorbonne
- 1254:
  - Begründung der Guet royal, einer Nachtwache für die Sicherheit der Stadt
  - Ankunft eines Elefanten in Paris, der Heinrich III. von England von Ludwig dem Heiligen angeboten wird. Heinrich wohnt in der Maison du Temple, dann im Palais de Justice
  - Karmeliten lassen sich am Quai des Célestins nieder
- Um 1255: Beginn der Tätigkeit des Schreibers Jean de Montmartre im Parlement. Seine Register gehören zu den Olim
- 1256: Ludwig der Heilige baut eine Bibliothek in der Sainte-Chapelle auf
- 1257:
  - Gründung der Kartause von Paris in Vauvert
  - 1. September: Öffnung des von Robert von Sorbon gegründeten Collège, der SorbonneSorbonne, 1530

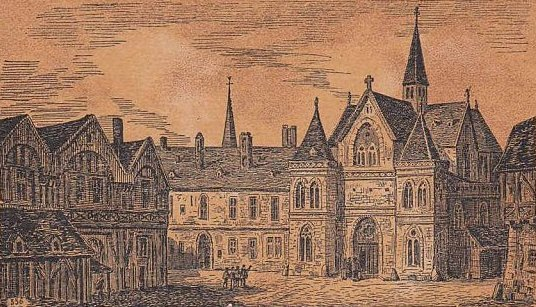
Sorbonne, 1530

- 1258: Niederlassung des Ordens vom Heiligen Kreuz
- 1260:
  - Vergrößerung des Hôtel-Dieu
  - Gründung des Hôpital des Quinze-Vingts durch Ludwig den Heiligen für 300 Blinde
  - Erhebung der Kirche St-Josse zur Pfarrkirche
- 1261: Der Stadtvogt ist fortan ein einfacher königlicher Beamter
- 1268: Zusammenstellung der Stellungen von 132 Berufen im Livre des métiers (‚Buch der Berufe‘) durch den königlichen Vogt Étienne Boileau
- 1270: Aufstellung eines Rechtsstaats in 13 Artikeln durch den Kammerherrn und Wärter von Paris, Jean Sarrasin
- 1280:
  - Seinehochwasser, das die Petit-Pont und die Grand-Pont mitreißt[3]
  - Gründung des Collège d’Harcourt
- 1281:
  - Anfang Januar: erneutes Seinehochwasser;[6][3] Zerstörung der Brücken; man kann sich vom Quartier Saint-Denis und der Île de la Cité bis zum Collège des Carmes nur mit dem Boot bewegen[14]
  - Beginn der Bebauung der Umgebung von St-Honoré
- 1292: Höhepunkt der Universität von Paris, die von Papst Nikolaus IV. das Recht erhält, die gesamte Christenheit zu lehren
- 1296:
  - 21. Dezember: Beginn eines sehr schweren Seinehochwassers, das nahezu fünf Monate dauert und erneut die Petit-Pont und die Grand-Pont mit den darauf gebauten Häusern zum Einsturz bringt, ebenso wie den Petit Châtelet
  - Saint-Marcel et Saint-Germain-des-Prés werden Vororte von Paris
- 1299: Erste Erwähnung des Baus eines Waisenhauses in Paris
- 1300: geschätzte Einwohnerzahl: 250.000 bis 300.000
- Um 1300:
  - Aufkommen von Aushängeschildern an Herbergen und Gasthäusern
  - Erste Straßennamenliste von Paris in Le Dit des rues de Paris.[15] Sie beinhaltet 310 Straßennamen, darin nicht enthalten sind Sackgassen, Nebenstraßen und Straßen außerhalb der Mauern.[5]

### 14. Jahrhundert
- 1302: erste Versammlung der Generalstände in Notre-Dame, um König Philipp dem Schönen die Unterstützung gegen Papst Bonifatius VIII. zuzusichern
- 1305: Infolge der Instandsetzungsarbeiten am Pont au Change weichen die dort ansässigen Geldwechsler ans Ufer neben dem Grand Châtelet aus
- 1306:
  - Seinehochwasser[6]
  - 21. Juni: Ausweisung der Juden aus Paris und Konfiszierung ihrer Habe
  - 30. Dezember: Aufstände gegen Mieterhöhungen. Der König ist von der Menschenmenge im Temple eingeschlossen
- 1307:
  - 5. Januar: Erhängung von 28 Aufständischen vom 30. Dezember 1306
  - Das Parlement wird eine permanente Einrichtung
  - 13. Oktober: Festnahme der Templer
- Juni 1310: Verbrennung von Marguerite Porete an der Place de Grève
- 1311: Ausweisung von Wucherern am Pont au Change, den sogenannten Lombarden
- 1313: Errichtung der ersten Kais der Stadt zwischen dem Augustinerkloster Couvent des Grands Augustins und dem Tour de Nesle
- 18. März 1314: Verbrennung zweier Ritter des Templerordens an der Place Dauphine: Jacques de Molay und Geoffroy de CharnayJacques de Molay und Geoffroy de Charnay auf dem Scheiterhaufen
- 1315:

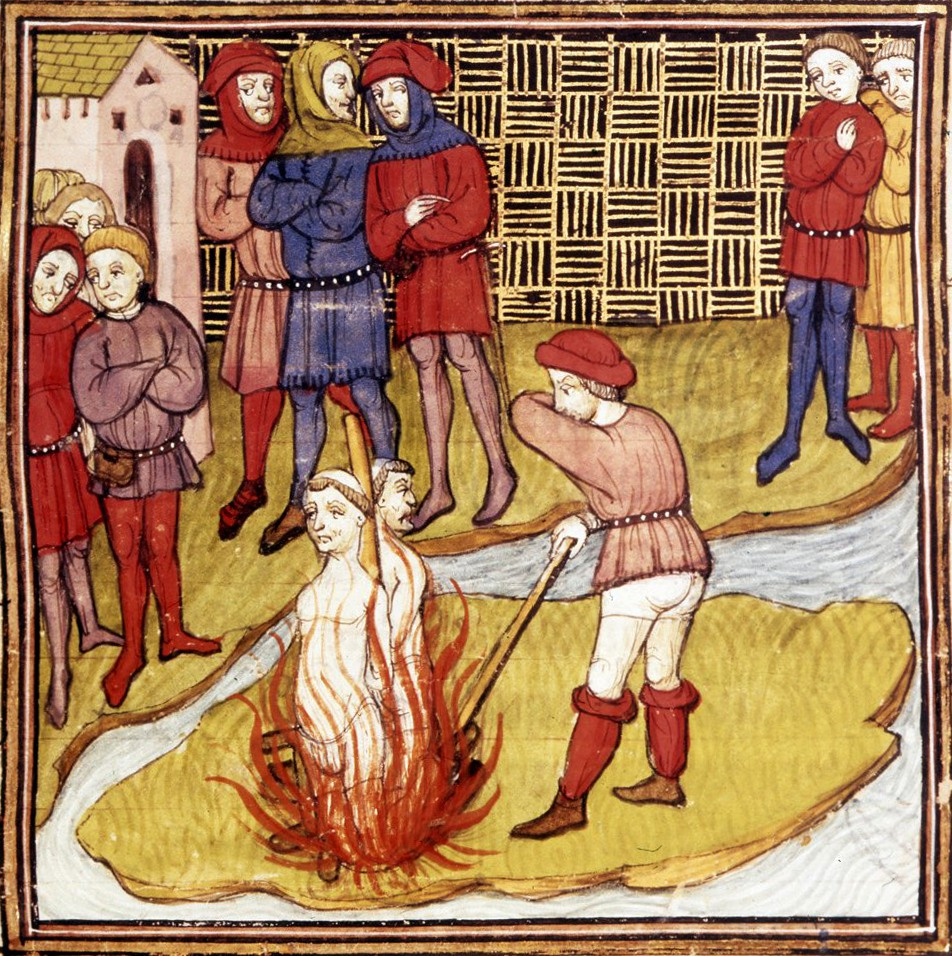
Jacques de Molay und Geoffroy de Charnay auf dem Scheiterhaufen

  - April bis Juli: kalt-nass, die Ernte reift nicht
  - Juli: Juden dürfen nach Paris zurückkehren und bekommen ein Drittel ihres Vermögens wieder
  - Dezember 1315 bis Ostern 1316: strenger, langer Winter; große Hungersnot; Zufrieren der Seine, infolge des Eisganges Einsturz der Brücken
- 1320:
  - Schätzung der Einwohnerzahl von Paris auf 250.000
  - Dezember: endgültige Einteilung des Parlement in drei Kammern: Große Kammer (Grand-Chambre), Untersuchungskammer (Chambre des enquêtes) und Antragskammer (Chambre des requêtes)
- 1322: Aufhebung des Verbot der Nachtarbeit durch den Königlichen Vogt
- 1323: Erscheinen des ersten Stadtführers von Johann von Jandun
- 1325:
  - Ersetzung des Galgens von Falkenberg durch einen steinernen
  - Seinehochwasser von Dezember bis Januar.[3]
- 6. Januar 1326: strenger, langer Winter. Zufrieren der Seine, infolge des Eisganges Einsturz der Brücken. Schwere Überschwemmungen, die Île de la Cité kann fünf Wochen lang nur per Boot versorgt werden.
- Februar 1328: teilweise tödliche Epidemie
- 20. März 1342: Einführung der Salzsteuer (Gabelle), dagegen lebhafter Widerstand
- 1345: Fertigstellung der Kathedrale Notre-Dame de Paris nach 182 Jahren Bauzeit
- 1348:
  - Ende August: Beginn der zweijährigen Pestepidemie in Paris
- Mai 1349: Am Höhepunkt der Pestempidemie verlässt der Königliche Rat die Stadt
- 1350: Inbetriebnahme des ersten offenen Abwasserkanals von der Place Baudoyer in den Graben der Bastille
- 7. Juli 1357: Kauf der Maison aux piliers und der Place de Grève durch Étienne Marcel, Prévôt des marchands seit 1355, um dort die Gemeindeverwaltung einzurichten
- 1358:
  - 14. Januar: Ermordung Jean Baillets, Schatzmeister des Kronprinzen Karl, durch den Geldwechsler Marc Perrin. Letzterer findet Unterschlupf in der Kirche St-Merry. Der Marschall der Normandie lässt das Kirchentor jedoch gewaltsam öffnen und Marc Perrin wird schon am nächsten Tag erhängt. Der Bischof von Paris, erbost aufgrund des Verstoßes gegen das Kirchenasyl, exkommuniziert den Marschall der Normandie und fordert die Rückgabe des Leichnams Marc Perrins.
  - 22. Februar: Erstürmung des Palais de la Cité durch bewaffnete Pariser unter der Führung von Étienne Marcel. Die Marschälle der Champagne und der Normandie werden ermordet, während Kronprinz Karl V. genötigt wurde, sich von der Bürgerschaft formell als Regent des Königreichs anerkennen zu lassen und weitere personelle Umstrukturierungen seines Hofstaates zu tolerieren.
  - 24. Februar: Einlösung des Versprechens Karls V.: vier Bourgeois treten dem Conseil du roi bei, darunter Étienne Marcel
  - 4. Mai: Einzug Karls des Schlechten von Navarra in Paris
  - 14. Mai: Edikt von Vermandois: der Kronprinz belagert Paris
  - 10. Juni: Ende der Jacquerie der Bauern der Beauvaisis, die von Étienne Marcel unterstützt wurden.
  - 11. Juli: Ausbruchsversuch der Pariser, die von den Truppen des Kronprinzen belagert werden; sie werden in Bercy aufgehalten
  - 19. Juli: Aufhebung der Belagerung des Kronprinzen wegen Geldmangels
  - 21. Juli: Rauferei zwischen Parisern und englischen Söldnern: Tod von etwa 30 Engländern und mehr als 50 Gefangene
  - 22. Juli: Pariser Ausspähtrupp auf dem Weg zu den englischen Söldnern, die sich in Saint-Cloud und Saint-Denis aufhalten; Ermordung der Franzosen in einem Hinterhalt der Engländer
  - 31. Juli: Versuch von Étienne Marcel, den Söldnern des Königs von Navarra die Stadttore zu öffnen. Er wird von Partisanen des Kronprinzen an der Bastide Saint-Antoine getötet
  - 2. August: Triumphale Rückkehr des Kronprinzen nach Paris.
  - 10. August: nach einigen Exekutionen von Anhängern des Étienne Marcel, wird den übrigen Amnestie gewährt
- 1360:
  - Frühling: Belagerung durch Eduard III. von England
  - 13. Mai: Unterschreiben eines Abkommens zwischen den Bourgeois von Paris und den Engländern für die Auslösung von zehn befestigten Stellungen, die die Kommunikation und Versorgung der Stadt beeinträchtigten
- 1360–1363: Pestepidemie
- 1363: steigende Verarmung der Bevölkerung und starke Zunahme der Bettler
- 1364: Krönung Karls des Weisen zum König von Frankreich. Er verlässt das Hôtel Saint-Pol im Quartier du Marais, den traditionellen Sitz des Machthabers, und richtet sich im renovierten Palais du Louvre ein.Karl V. der Weise

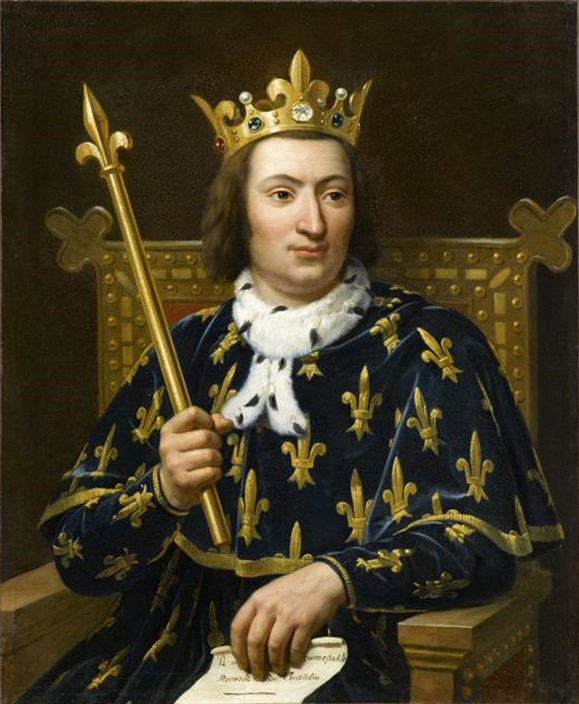
Karl V. der Weise

- 1365: Schätzung der Einwohnerzahl von Paris auf 275.000
- 1366–1369: Pestepidemie
- 1368: Erneute Umleitung der Bièvre, die fortan auf Höhe des Château de la Tournelle in die Seine mündet. Der trockengelegte Rest wird zur Kanalisation umgenutzt.
- 22. April 1370: Grundsteinlegung zur Bastille
- 1372: Verbrennung der Jeanne Daubenton, aktives Mitglied der Turlupiner, an der Place de Grève. Die Turlupiner, eine Gruppierung von Adamiten, werden im gleichen Jahr von Papst Gregor XI. exkommuniziert.
- 1373: schweres Seinehochwasser
- 1374: Pestepidemie
- 1375: Seinehochwasser[3]
- 1378: Erbauung des Pont Saint-Michel, zunächst Pont Neuf genanntPont Saint-Michel auf einem Plan um 1550
- 1379–1380: Pestepidemie

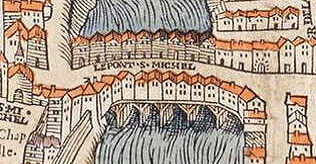
Pont Saint-Michel auf einem Plan um 1550

- um 1380: Fertigstellung einer neuen Stadtmauer, die 439 Hektar umschließt
- 1382:
  - Pestepidemie
  - Aufstand der Maillotins
- 1383:
  - Der Aufstand der Maillotins wird blutig niedergeschlagen; mehr als 300 Pariser finden den Tod durch den Scharfrichter
  - Sommer: Hitzewelle
- 1384: Seinehochwasser[6]
- 1386: letzter Gerichtskampf zwischen Jean de Carrouges und Jacques Le Gris bei St-Martin-des-Champs
- 20. Juni 1389: Krönung und Einzug in Paris der Königin Isabeau von Bayern
- 1392:
  - Man zählt acht Ballspielhäuser in Paris.Ballspielhaus in Paris, 19. Jahrhundert

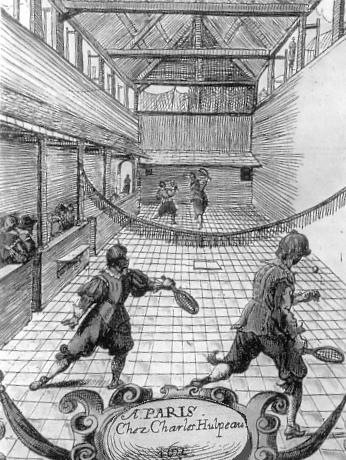
Ballspielhaus in Paris, 19. Jahrhundert

  - 13. Juni: der Konstabler Olivier de Clisson wird von Pierre de Craon dem Großen an der Rue Culture-Sainte-Catherine angegriffen. Er überlebt schwerstverletzt.
- 1394: Seinehochwasser[6]
- 1395: Erneutes Verbot von Nachtarbeit in Paris, nach der Erlaubnis im Jahr 1322
  - 1397:
  - 22. Januar 1397: Aufhebung des Verbots des Jeu de paume durch den Vogt von Paris
  - 22. Juni: Verbot des Jeu de paume durch den Vogt von Paris an allen Tagen außer sonntags da zahlreiche Berufstätige und andere Personen ihre Arbeit und Familien verließen, um dem Spiel nachzugehen, was sehr nachteilig für die öffentliche Ordnung war. Die Spieler missachten dieses Verbot jedoch häufig.
- 1399–1401:
  - Pestepidemie
  - Seinehochwasser[3]

### 15. Jahrhundert

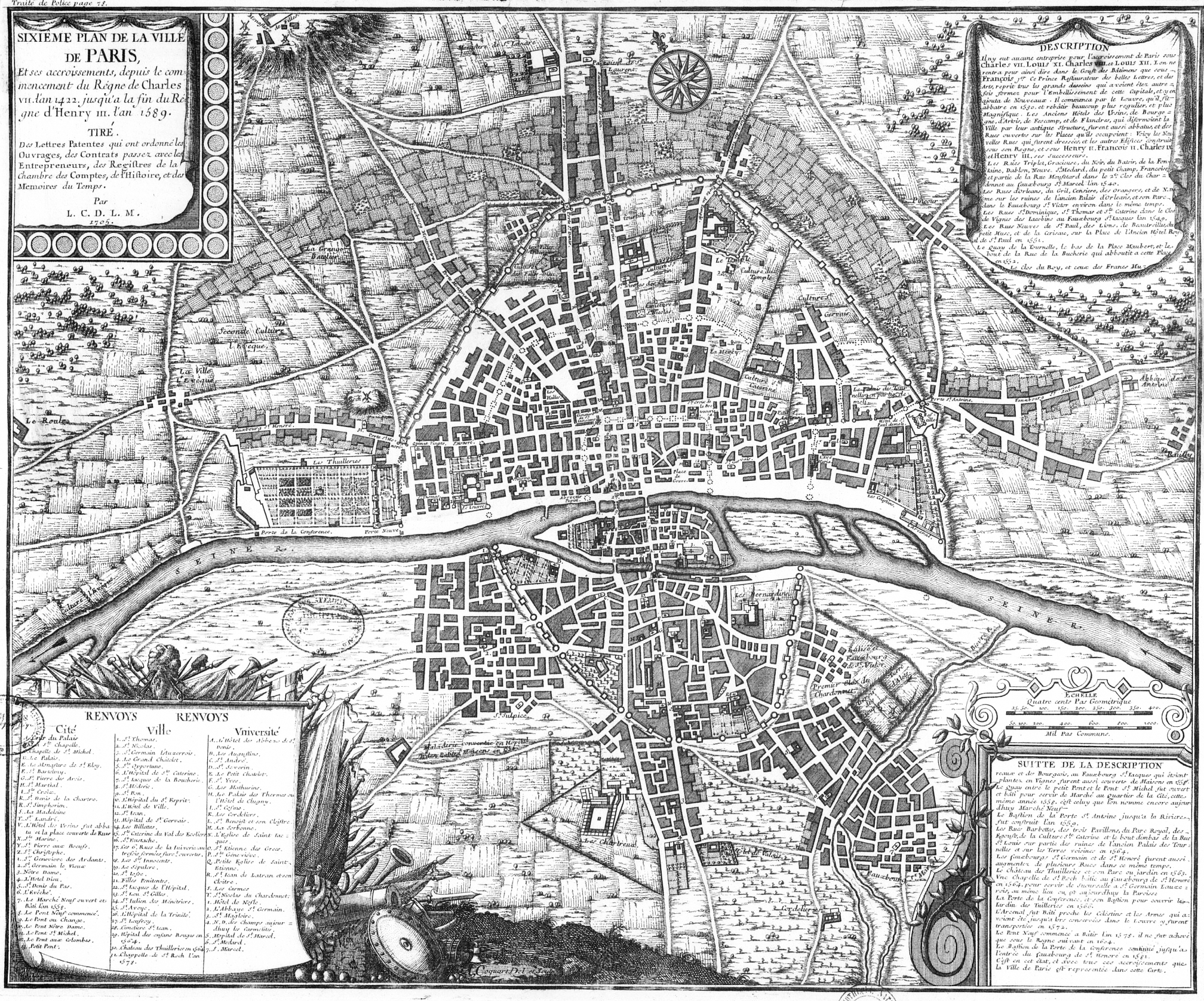
Plan von Paris, 1422

- 1405: Auftreten des Johann Ohnefurcht in Paris. Er lässt den Bourgeois ihre Waffen zurückgeben.[5]
- 1406: Überschwemmungen reißen den Pont de Planches-Mibray mit.
- 23. November 1407: Ermordung Ludwigs von Valois vor dem heutigen Hôtel Amelot de Bisseuil. Damit Beginn des Bürgerkriegs der Armagnacs und Bourguignons.
- 1407–1408: strenger, langer Winter vom 10. November bis zum 10. April, einer der kältesten des Mittelalters. 66 Frosttage in Paris, Zufrieren der Seine. Hungersnot.
- 1413: Revolte der Cabochiens
- 1417–1439: Heiße Sommer. Reife Weinstöcke schon Ende August
- 1418: Perrinet-Leclerc bringt die Bourguignons nach Paris, die sich mit den Engländer verbündeten. Ermordung von 18.000 Personen in den Folgetagen.[5]
- 1419–1420: strenger, langer Winter. Starke Schneefälle. Wölfe kommen in die Stadt.
- 1420: Belagerung von Paris durch Heinrich V. von England, der am 1. Dezember nach in die verwüstete Stadt eindringen kann. Paris bleibt 16 Jahre in der Hand der Engländer oder deren Verbündeten.[5]
- 1421: strenger, langer Winter mit großer Hungersnot. In den Straßen halten sterben Leute an Kälte und Hunger
- 21. Oktober 1422: Karl VI. der Wahnsinnige stirbt im Hôtel Saint-Paul
- 1426: Beschädigung des Pont Notre-Dame durch ein Hochwasser; der Einsturz folgt zwei Jahre später[6]
- 1427: Belagerung von Paris durch Karl VII.
- 1428: Pestempidemie
- 1429: Belagerung von Paris durch Johanna von Orléans und Karl VII.Johanna von Orléans an der Porte Saint-Honoré während der Belagerung von Paris von 1429

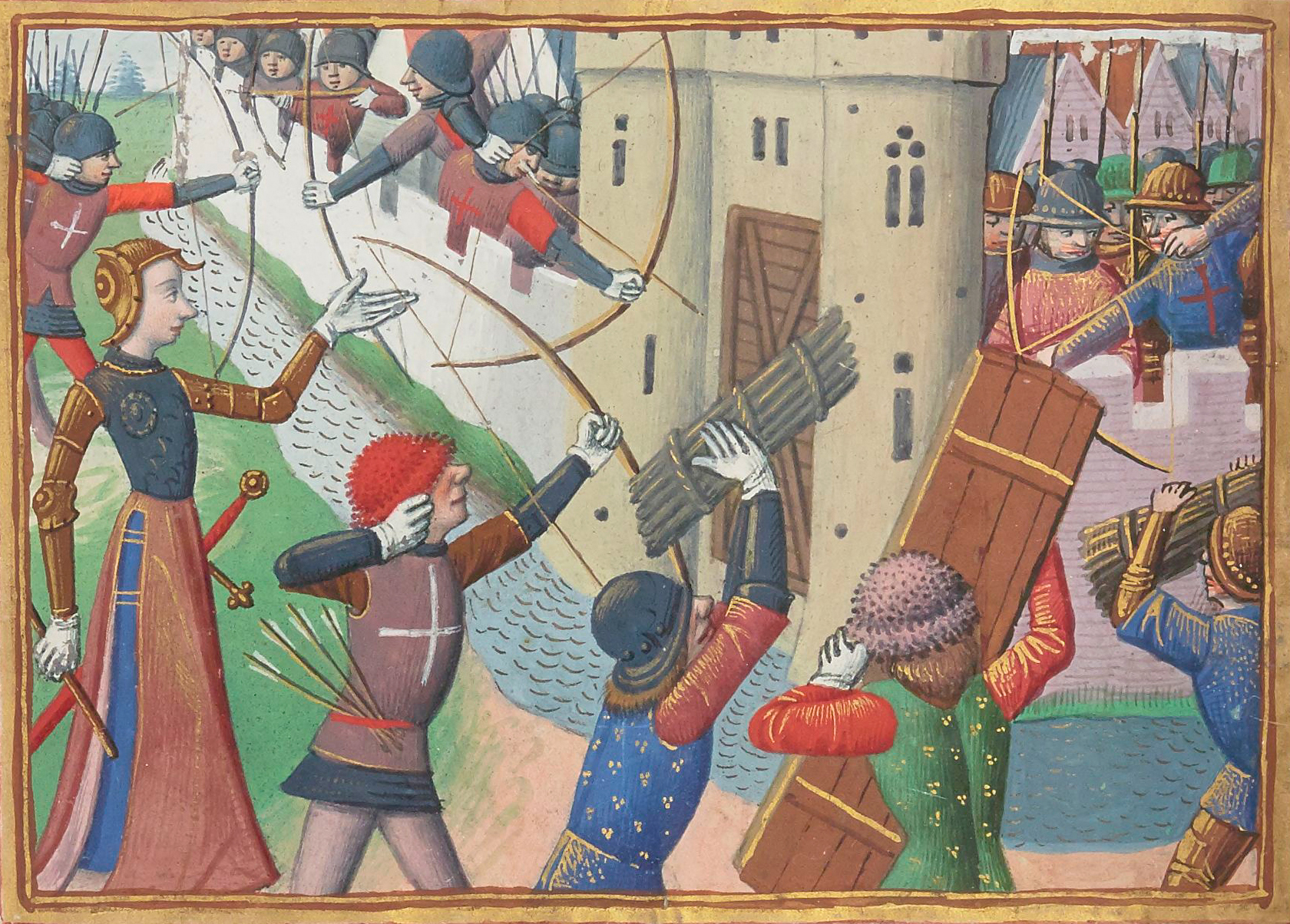
Johanna von Orléans an der Porte Saint-Honoré während der Belagerung von Paris von 1429

- 16. Dezember 1431: Krönung Heinrichs VI. von England zum König von Frankreich in der Kathedrale Notre-Dame de Paris.
- 1435: Belagerung von Paris, siegreich geführt durch den Marschall Karls VII., Ambrosius von Loré
- 1437–1438: Pestepidemie mit mehr als 50.000 Toten in sechs Monaten, gefolgt von einer großen Hungersnot. Opfer ist unter anderem Jacques du Chastelier, Bischof von Paris
- 1457: Der Prévôt des marchands lässt das Aquädukt von Belleville instand setzen
- 31. August 1461: Einzug von König Ludwig XI. in Paris, der hier bis nach der Schlacht bei Montlhéry bleibt
- 1462: Belagerung von Paris durch Philipp III. den Guten
- 1465: Belagerung von Paris während der Guerre du Bien public
- 1466: Pestepidemie
- 1467: Einer durch die Hitze des Sommers begünstigten ansteckenden Krankheit fallen viele Bürger zum Opfer, sodass Ludwig XI. eine königliche Ordonnanz erlässt, durch die jeder das Bürgerrecht erhalten kann.[5]
- 19. Dezember 1475: Enthauptung des Connétable von Frankreich, Ludwig I. von Luxemburg, an der Place de Grève.
- 4. August 1477: Der Herzog von Nemours Jacques d’Armagnac wird ermordet.
- 1480: Große Kälte, der Wein gefriert außerhalb der Weinkeller.
- 1481: Hungersnot.
- 1493:
  - Seinehochwasser. Zum Gedenken an diese Überflutung wird an der Ecke der Vallée de Misère ein Bildstock der Jungfrau Maria errichtet.[16]
  - Der zum Calvinismus konvertierte Priester Jean Langlois, zum Häretiker erklärt, wird bei lebendigem Leib verbrannt.
- 1498: Der Pont Notre-Dame stürzt mitsamt den darauf errichteten Häusern ein, dabei ertrinken mehrere Personen. Der Prévôt des marchands und die Magistrate werden zu Geldbußen verurteilt, da sie die Brücke nicht instand hielten
- 1499: Seinehochwasser, das den Pont Notre-Dame erneut zum Einsturz bringt. Der Poet Pierre Grognet bemerkt: „Vierzehnhundertneunundneunzig, Einsturz der Brücke Notre-Dame de neuf. Dieser Vorfall geschieht am Morden des dreizehnten Oktobers gegen die neunte Stunde“.[17]

## 16. Jahrhundert
- 1500–1507: Wiedererrichtung des Pont Notre-Dame aus Quadersteinen.
- 1505
  - Große Kälte: der Wein gefriert in den Weinkellern.[17]
  - Seinehochwasser[6]
- 1515–1547: Bis Franz I. die Regierung übernimmt, werden die Fäkalien jeden Tag zur öffentlichen Müllhalde vor den Stadtmauern gebracht.[13]
- 15. April 1521: Verbot der Theorien Martin Luthers durch die Sorbonne
- 1522: Pestepidemie
- 1530: Gründung des Collège de France unter dem Namen „Collège royal“ durch Franz I.Collège royal, 1612
- 1531: Seinehochwasser[6]

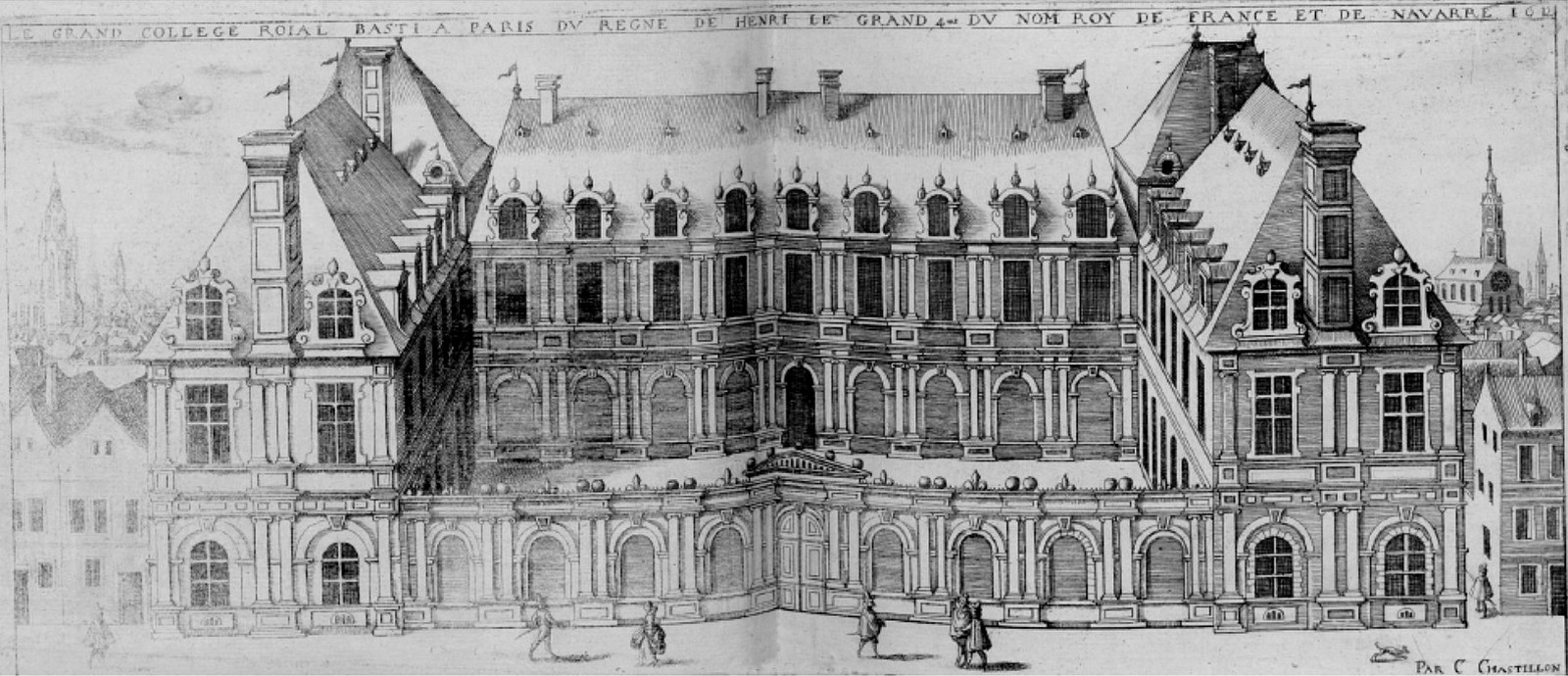
Collège royal, 1612

- Dezember 1531–1532: erneute Pestepidemie. Die Stadt ist gezwungen sechs Arpents der Plaine de Grenelle zu kaufen, um die Toten zu bestatten.[5]
- 17.–18. Oktober 1534: Affaire des Placards (‚Plakataffäre‘)
- 1536: Belagerung von Paris durch Karl V.
- 29. Juli 1538: Explosion des Pulverlagers im Tour de La Forge, ausgelöst durch Blitzschlag
- 1544:
  - Erneuter Ausbruch der Pest, Verbot aller öffentlichen Veranstaltungen.
  - Die Umgebung von Paris wird von Räubern heimgesucht. Franz I. lässt sie durch seine Armee bekämpfen
- 1547: Seinehochwasser[6]
- 30. August 1548: feierliche Eröffnung des ersten ständigen Theaters im Hôtel de Bourgogne
- Juli 1549: Enthauptung Jakobs I. de Coucy an der Place de Grève
- 1553: Aufkommen von Sorbets in Paris durch italienische Eiskonditoren
- 4.–5. September 1557: Aufstand Pariser Katholiken gegen die Reformation
- 1559:
  - 25. Mai: Erste calvinistische Synode in der Rue des Marais
  - 23. Dezember: Erhängung und anschließende Verbrennung der Anne du Bourg an der Place de Grève.
- 1564: Seinehochwasser[6]
- 30. Juni 1569: Die Hugenotten Philippe de Gastine, Richard de Gastine, sein Sohn, und Nicolas Croquet, sein Schwiegersohn werden erdrosselt.
- 1570: Seinehochwasser[6]
- 1571: Seinehochwasser[6]
- 23.–24. August 1572: 2000 Tote während der BartholomäusnachtFrançois Dubois: Le massacre de la Saint-Barthélemy
- 1573: Seinehochwasser[6]
- 1574:

François Dubois: Le massacre de la Saint-Barthélemy

  - 30. April: Erhängung von Joseph Boniface de La Môle und Annibal de Coconas an der Place de Grève
  - 26. Juni: Erhängung von Gabriel de Lorges an der Place de Grève
- 1582:
  - Seinehochwasser[6]
  - 25. Oktober: Vierteilung von Nicolas de Salcède an der Place de Grève.
- 1585: Die Gemeinschaft der Fechter von Paris nimmt den Titel Maître d’Armes an.
- 1587: Einrichtung eines Lehrstuhls für Arabisch am Collège de France.
- 1588: Volksaufstand
- Mai 1590: Belagerung von Paris durch Heinrich IV.; 100.000 Tote
- 3. Januar 1591: erfolgloser Versuch Heinrichs IV. wieder die Macht in Paris zu erlangen („Journée des farines“)
- 1594:
  - 22. März: Einzug Heinrichs IV. in Paris
  - 29. Dezember: Vierteilung von Jean Châtel an der Place de Grève

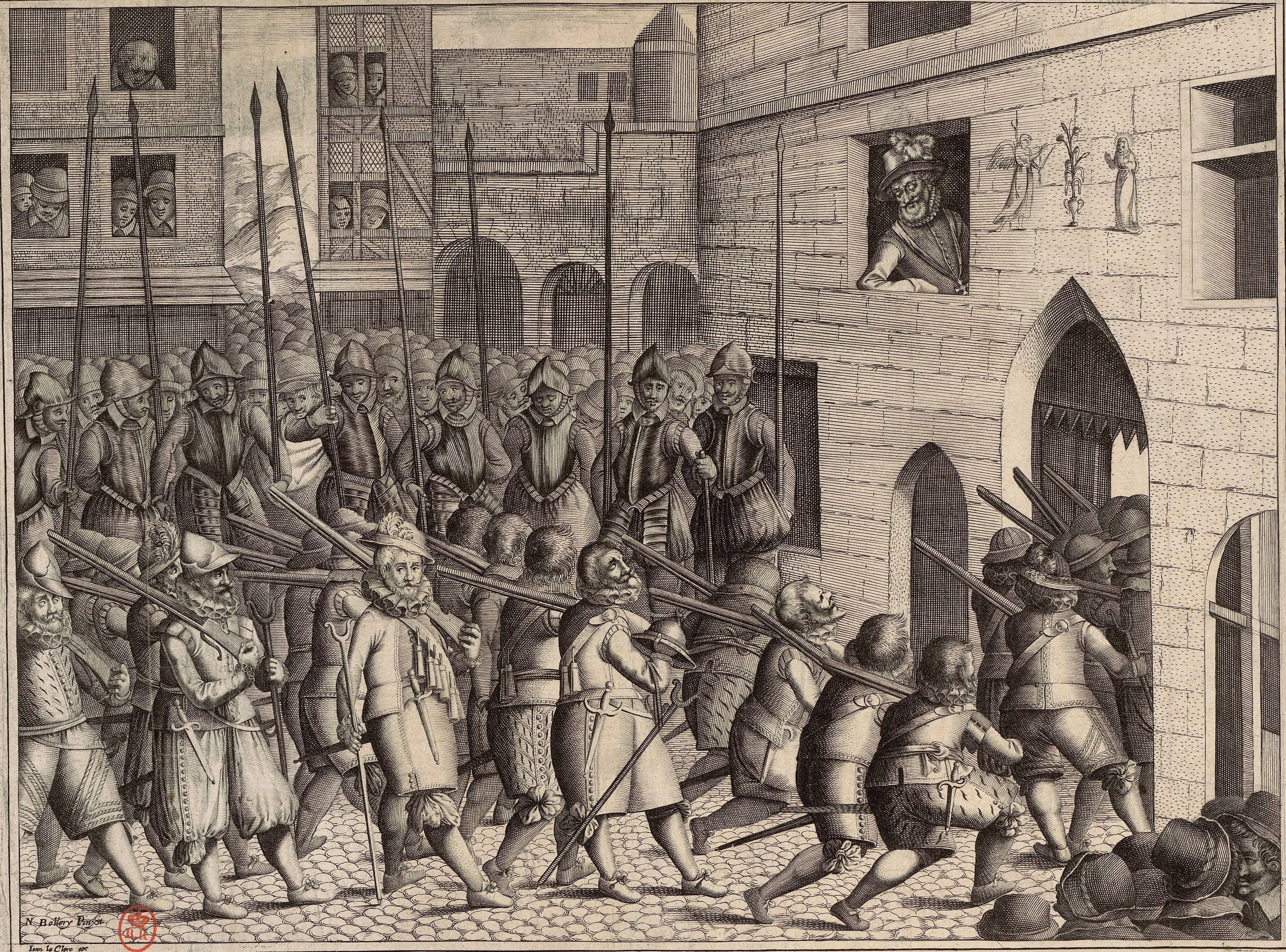
Abrücken der spanischen Truppen aus Paris

  - Abrücken der spanischen TruppenAbrücken der spanischen Truppen aus Paris
- 1595: Seinehochwasser[6]

## 17. Jahrhundert
- 27. September 1602: Räderung von Guy Éder de La Fontenelle an der Place de Grève.
- 2. Dezember 1603: Enthauptung von Julien und Marguerite de Ravalet an der Place de Grève.
- 1607–1608: strenger Winter, im Januar Zufrieren der SeineZugefrorene Seine 1608 (Patineurs sur la Seine en 1608, École française, Musée Carnavalet)
- 1610:

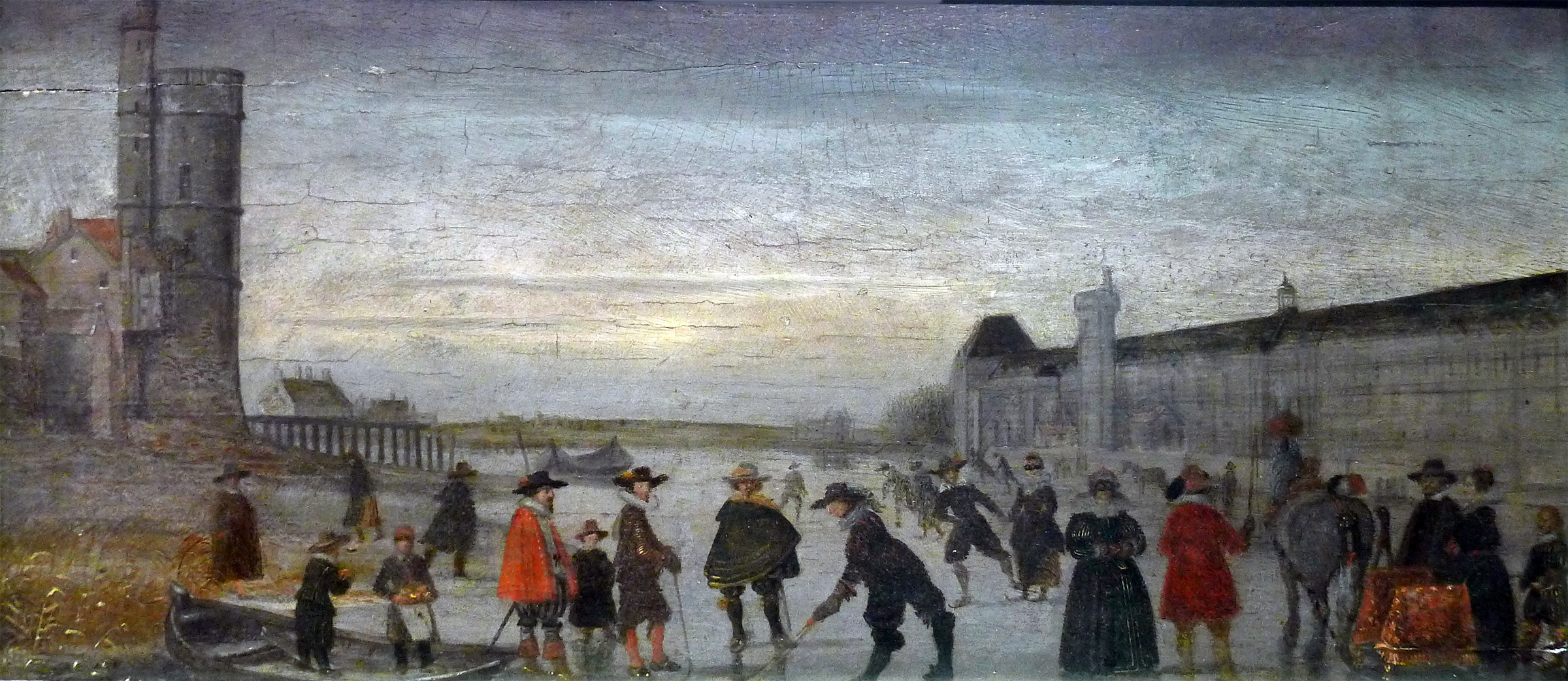
Zugefrorene Seine 1608 (Patineurs sur la Seine en 1608, École française, Musée Carnavalet)

  - 14. Mai: Ermordung von Heinrichs IV. in der Rue de la Ferronnerie.
  - 27. Mai: Vierteilung von François Ravaillac an der Place de Grève
- 1615–1616: strenger Winter. Zufrieren der Seine vom 1. bis zum 30. Januar. Infolgedessen Zerstörung des Pont Saint-Michel und Überschwemmung der Stadt. In der Umgebung von Paris liegt der Schnee mannshoch
- 8. Juli 1617: Enthauptung von Leonora Galigaï und anschließende Verbrennung der Körperteile an der Place de Grève.
- 10. Dezember 1621: Verbrennung des jüdischen Jean Fontanier und seiner Schriften an der Place de Grève.
- 1626: Beginn der Erbauung einer neuen Stadtbefestigung an der Stelle der heutigen Grands Boulevards, bestehend aus Bastionen, Kurtinen, Baumpflanzungen und Gräben.
- 27. Juni 1627: Enthauptung von François de Montmorency-Bouteville und François de Rosmadec, Graf von Chapelles an der Place de Grève.[18]
- 1628: Veröffentlichung der ersten Lehre des Pariser Argot von Ollivier Chereau
- 30. Mai 1631: Erste Ausgabe der Pariser Zeitschrift La Gazette.
- 10. Mai 1632: Enthauptung von Jean-Louis de Marillac an der Place de Grève.
- 13. März 1634: Erste Sitzung der Académie française.
- 1636:
  - Aufkommen von Tee als Genussmittel
  - Nahrungsmittelknappheit und Pest
- 1638:
  - erneute Nahrungsmittelknappheit und Pest
- 1643: Eröffnung und Schließung der ersten Kaffeeverkaufsstelle in Paris. Erst zwanzig Jahre später kann sich der Kaffee in Paris durchsetzen.
- 27. August 1648: Journée des barricades („Tag der Barrikaden“): Errichtung von mehr als 1200 Barrikaden zum Protest gegen die hohen Steuern zur Finanzierung der kriegerischen Außenpolitik. Die Aufständischen erreichen die Befreiung von mehreren hunderten Gefangenen.[19] Beginn der Fronde
- 1649:
  - Seinehochwasser
  - Belagerung von Paris während der Fronde, geführt vom Grand Condé gegen seinen Bruder Armand de Bourbon-Conti
- um 1650: Unter der Herrschaft Ludwigs XIV. zählt Paris etwa 500.000 Einwohner, 500 grandes rues („große Straßen“), neun Faubourgs, 100 Plätze, neun Brücken und 25.000 Wohnungen.[5]
- 1651:
  - Seinehochwasser
  - 15. Mai: Erstes modernes Pferderennen in Paris. Zwei Reiter wettstreiten auf einer Strecke im Bois de Boulogne. Ziel ist das Château de Madrid in Anwesenheit des jungen Ludwig XIV.
- 2. Juli 1652: Schlacht im Faubourg Saint-Antoine zwischen der königlichen Armee unter Turenne und den Truppe der Fronde unter Condé.
- 27. Februar 1658: höchstes Seinehochwasser mit einem Pegel von 8,96 m am Pont d’Austerlitz.
- 1617–1676: Erbauung der Stadtmauern von Ludwig XIII.
- 1661:
  - Beschluss des Parlement de Paris über die Dauer der Straßenbeleuchtung in Paris vom 20. Oktober bis zum 31. März
  - 29. Dezember: Verbrennung von Jacques Chausson und seinem Komplizen Jacques Paulmier, genannt „Fabri“, an der Place de Grève
- 1. September 1662: Erhängung und anschließende Verbrennung von Claude Le Petit an der Place de Grève
- 1663: Seinehochwasser
- 1665: Seinehochwasser[6]
- März 1667: Ernennung von Gabriel Nicolas de la Reynie zum Leutnant der Polizei. Um Paris sicherer zu machen, lässt er 6500 Straßenlaternen anbringen. Vereinigung der 22 herrschaftlichen und kirchlichen Rechtssprechungsorgane im Tribunal du Châtelet.
- 5. August 1670: Verstümmelung und anschließende Verbrennung von François Sarrazin  an der Place de Grève.
- 1671: Seinehochwasser[6]
- Oktober 1674: Unterbringung der ersten Bewohner im Hôtel des Invalides.Hôtel des Invalides, 1683

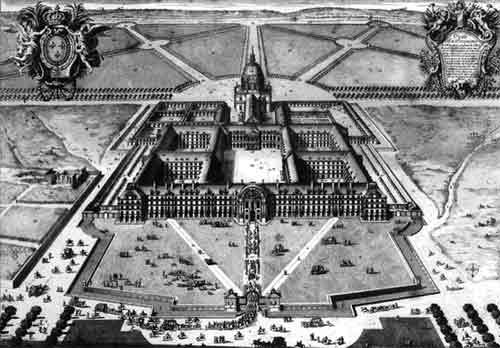
Hôtel des Invalides, 1683

- 17. Juli 1676: Enthauptung von Marie-Madeleine de Brinvilliers an der Place de Grève.
- 1677: Seinehochwasser[6]
- 22. Februar 1680: Verbrennung von Catherine Monvoisin, genannt La Voisin, an der Place de Grève
- 25. Juni 1681: Enthauptung von Anne de Caradas, Witwe von François du Saussay, dem königlichen Verwalter der Gewässer und Wälder von Rouen, an der Place de Grève
- 1684: Seinehochwasser[6]
- 1686: Eröffnung des Café ProcopeCafé Procope, 2013
- 1690: Seinehochwasser[6]
- 1693–1694: große Hungersnot

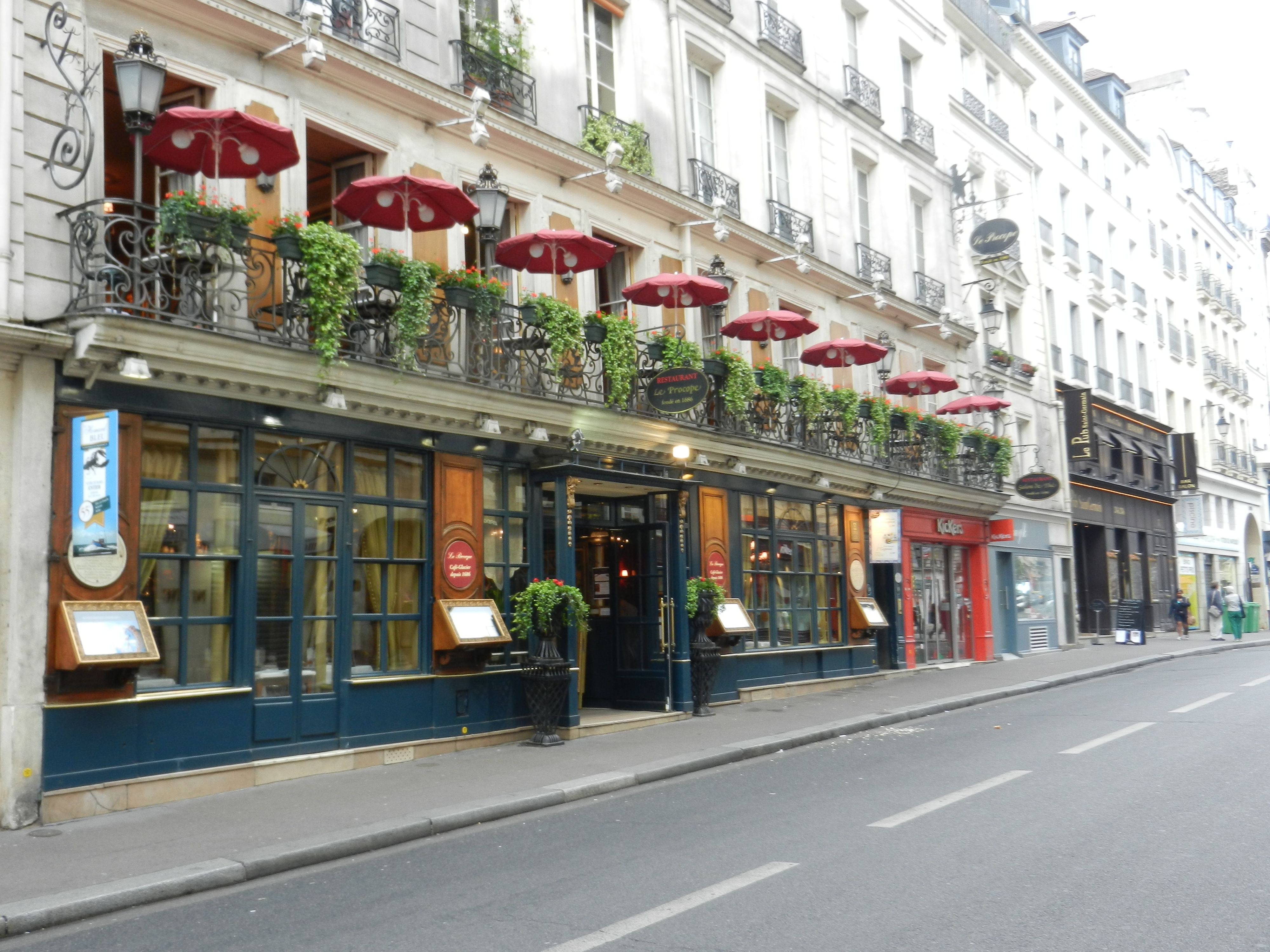
Café Procope, 2013

- 1699–1700: erneute Lebensmittelknappheit[20]

## 18. Jahrhundert
- 1702: Paris zählt 20 Quartiers, 14 Faubourgs und zwei Dörfer
- 1708–1709:
  - strenger Winter. −23,1 °C am 13. Januar. An zehn aufeinanderfolgenden Tagen liegt die Temperatur unter −10 °C. Rekordtiefstwert von −26 °C. Kältewelle vom 6. bis 23. Januar, extreme Kälte vom 13. bis 20. Januar. Zufrieren der Seine.
  - Große Hungersnot mit ca. 1.400.000 Toten in ganz Frankreich.
- 1711: Seinehochwasser[6]
- 1719: Seinehochwasser
- 26. März 1720: Räderung des Antoine-Joseph Graf von Hoorn an der Place de Grève[21][22]
- Um 1720: Unter der Herrschaft Ludwigs XV. Anbringen von Straßenschildern und Beginn der Nummerierung der Häuser. Umstellung der Straßenbeleuchtung von Kerzen auf Öllampen.[5]
- 28. November 1721: Räderung des Louis Dominique Cartouche an der Place de Grève.
- 1722: Paris erstreckt sich über nahezu 4000 Arpent. Beginn der Bebauung des Quartier Gaillon.[5]
- 1726:
  - Seinehochwasser[6]
  - 24. Mai: Erhängung des Étienne-Benjamin Deschauffours an der Place de Grève.
- 1733: Seinehochwasser
- Oktober 1739 – März 1740: strenger Winter. 75 Frosttage in Paris, darunter 22 aufeinanderfolgende. Zufrieren der Seine bis in 40 cm Tiefe.
- 26. Dezember 1740: Drittgrößtes Seinehochwasser mit einem Pegel von 8,05 m.
- 1741: Seinehochwasser[6]
- 1748: Die Place Louis XV, das Champ de Mars und die Avenue de Neuilly werden fertiggestellt.[5]
- 6. Juli 1750: Erdrosselung und anschließende Verbrennung von Jean Diot und Bruno Lenoir an der Place de Grève
- 1751: Seinehochwasser[6]
- 1757:
  - 28. März: Vierteilung von Robert François Damiens an der Place de Grève.
  - 13. Juni: Anstieg der Seine auf 3,95 m am Pont de la Tournelle[23]
- 1764: Seinehochwasser
- 9. Mai 1766: Enthauptung des Thomas Arthur de Lally-Tollendal an der Place de Grève.
- 1772: Brand des Hôtel-DieuBrand des Hôtel-Dieu (Génillion, Musée Carnavalet).

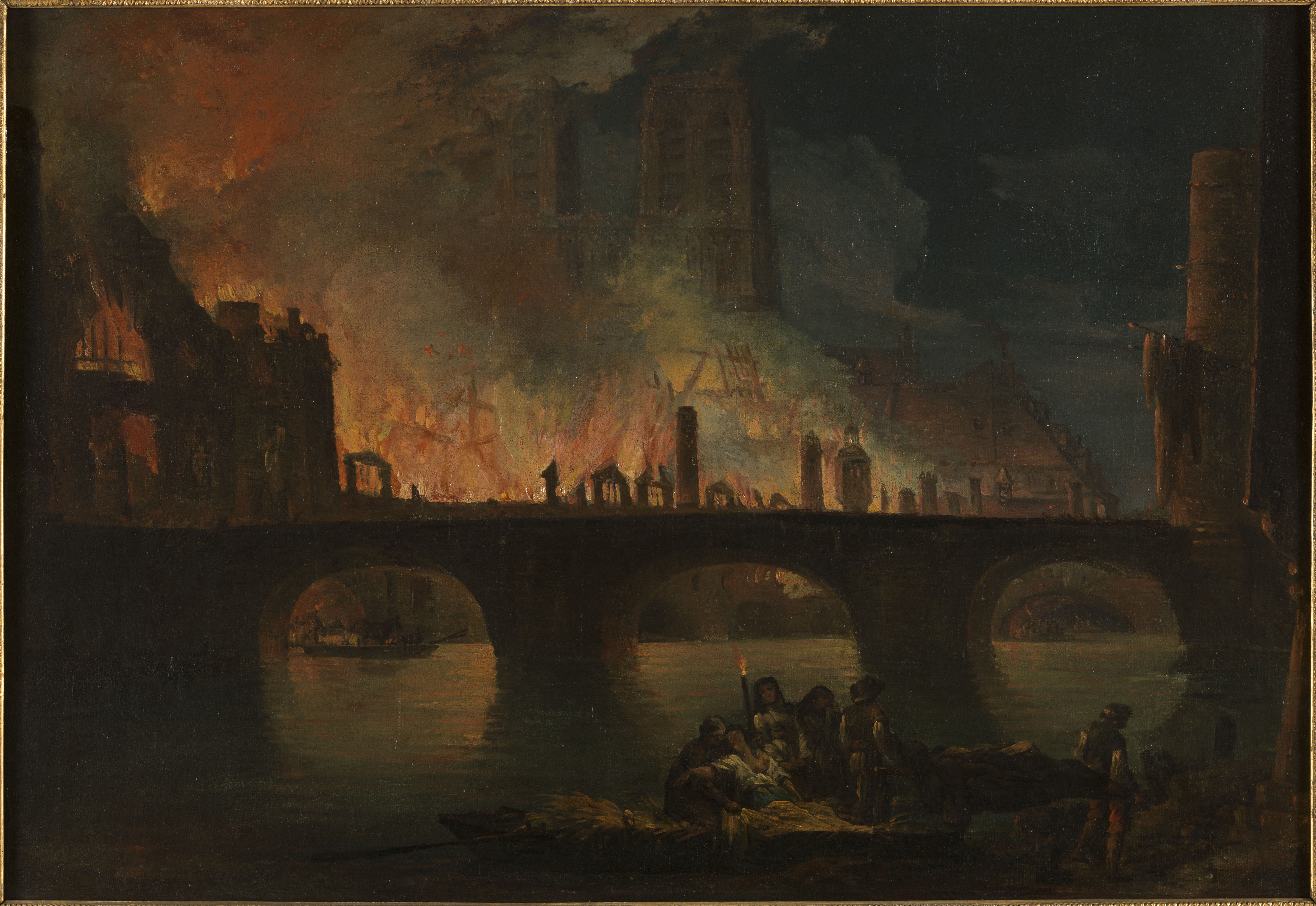
Brand des Hôtel-Dieu (Génillion, Musée Carnavalet).

- 1775–1776: strenger Winter in Nordfrankreich, normaler Winter in der Mitte und dem Süden. Große Kältephase vom 8. Januar bis Anfang Februar. Temperaturtiefstwert von −17,2 °C in Paris am 29. Januar. Zufrieren der Seine vom 25. Januar bis 6. Februar.
- 21. November 1783: Erste bemannte Freiballonfahrt von Jean-François Pilâtre de Rozier und François d’Arlandes.
- 1783–1784: Kältephase in Folge der Eruption des Lakagígar. Kälte im Norden von November bis April, zahlreiche Schneefälle von 26. Dezember bis 17. Februar. 69 aufeinanderfolgende Frosttage in Paris, Temperaturtiefstwert von −19,1 °C. Zufrieren der Seine über zwei Monate.
- 1784:
  - Beginn der Erbauung der Mauer der Generalpächter
  - Seinehochwasser,[6] vom 24. bis 28. Februar erreicht die Seine am Pont de la Tournelle einen Pegelstand von 6,15 m.[23]
- 1788–1789: strenger Winter: 56 aufeinanderfolgende Frosttage in Paris. Zufrieren der Seine vom 20. November bis 20. Januar. Temperaturtiefstwert von −21,8 °C am 31. Dezember.
- 1789:
  - April: Die Arbeiter der Faubourg Saint-Antoine erheben sich gegen den Tapeten-Fabrikanten Jean-Baptiste Réveillon, plündern seine Wohnung und setzen diese in Brand. Die Aufstände werden blutig niedergeschlagen, 600 Menschen werden tot oder verletzt zurückgelassen.[5]
  - 14. Juli: Sturm auf die Bastille. Am selben Tagen wird der Prévôt des marchands, Jacques de Flesselles, vor dem Hôtel de Ville ermordet.14. Juli 1789: Sturm auf die Bastille

14. Juli 1789: Sturm auf die Bastille

  - 5. Oktober: Die Pariser Bevölkerung zieht zum Schloss Versailles und zwingt Ludwig XVI. zur Rückkehr nach Paris.[5]
  - 6. Oktober: Einrichtung Ludwigs XVI. im Palais des Tuileries.
- 1790:
  - Januar: Erschaffung von drei Distrikten im Département Paris: Paris, Franciade und Bourg de l’Égalité.
  - 19. Februar: Erhängung des Thomas de Mahy de Favras an der Place de Grève.
  - Fertigstellung der Mauer der Generalpächter.
  - 14. Juli: Zur Feier des Jahrestags des Sturms auf die Bastille Föderationsfest auf dem Champ de Mars.
- 1792:
- 25. April: Hinrichtung von Nicolas Jacques Pelletier mit der Guillotine an der Place de Grève. Erste Verwendung der Guillotine in Frankreich.
  - 10. August: Tuileriensturm. Beginn der ersten Terrorherrschaft.10. August 1792: Tuileriensturm

10. August 1792: Tuileriensturm

  - September: Aussendung von 31 Pariser Freiwilligen-Bataillone mit 18.000 Mann an die Grenze.[5]
  - 20. September: Ende der ersten Terrorherrschaft.
- 1793:
  - 21. Januar: Guillotinierung von Ludwig XVI. an der Place de la Révolution.
  - 31. Mai–2. Juni: Aufstand der Pariser Sansculotten, Sturz der Girondisten. Anfang der zweiten Terrorherrschaft.

13. Juli: Ermordung des Jean Paul Marat in seiner Badewanne durch Charlotte Corday.
- 1794:
  - 5. April: Guillotinierung von Georges Danton, Camille Desmoulins und Fabre d’Églantine an der Place de la Révolution.
  - 8. Mai: Guillotinierung von Antoine Laurent de Lavoisier an der Place de la Révolution.
  - 25. Juli: Guillotinierung von André Chénier an der Place du Trône-Renversé.
  - 28. Juli: Guillotinierung von Maximilien de Robespierre an der Place de la Révolution. Ende der zweiten Terrorherrschaft.
- 1795:
  - Seinehochwasser.[6] Vom 30. bis 31. Januar erreicht der Pegel am Pont de la Tournelle 5,56 m.[23]
  - 7. Mai: Guillotinierung des öffentlichen Anklägers („accusateur public“) des Revolutionstribunals, Fouquier-Tinville, an der Place de Grève
  - 5. Oktober: Machtübernahme der Royalisten. Niederschlagung durch Napoleon Bonaparte mit 300 Toten.5. Oktober 1795

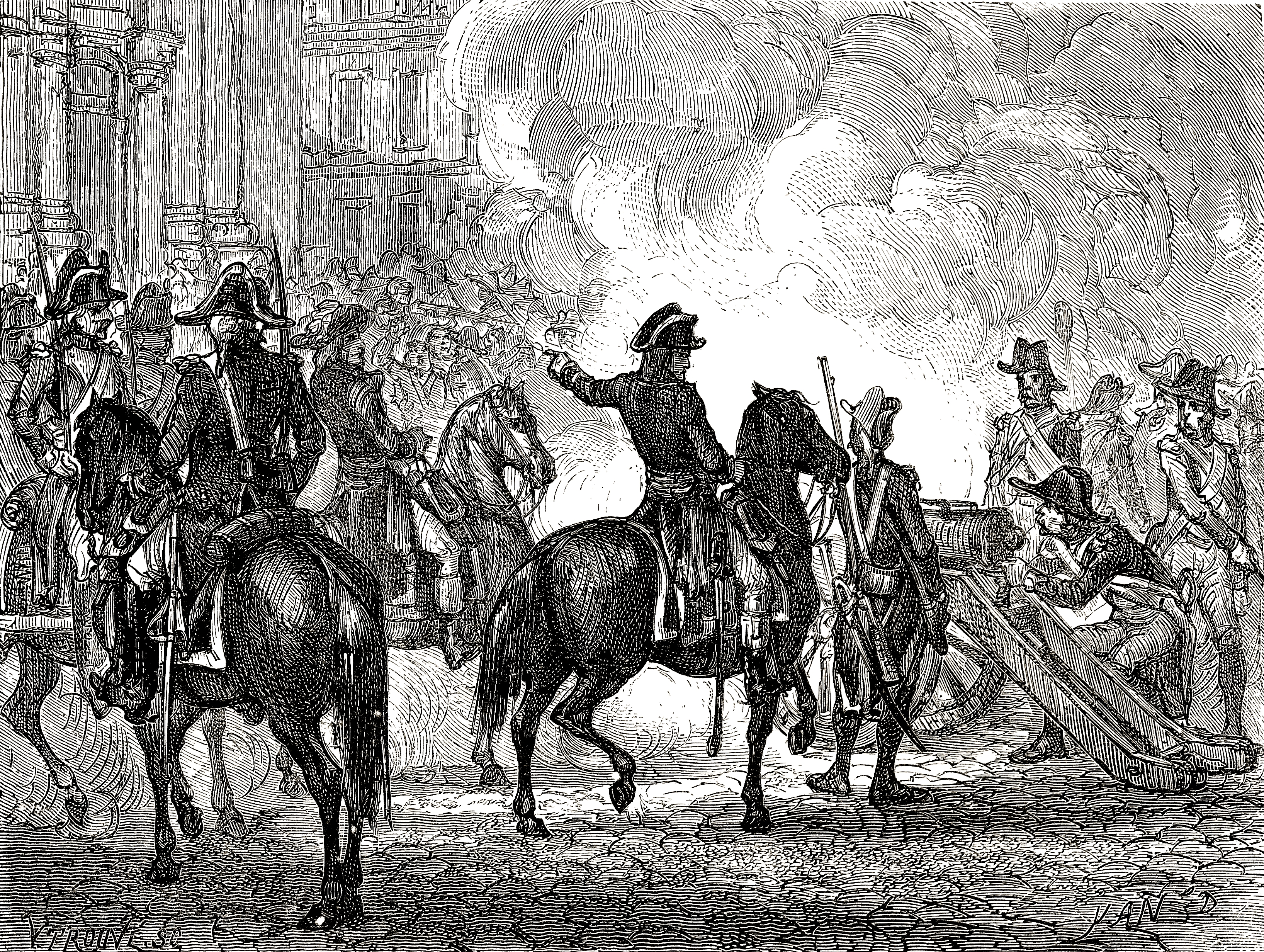
5. Oktober 1795

  - 11. Oktober: Aufteilung Paris’ in zwölf Arrondissements.
- 1799: Seinehochwasser
- 24. Dezember 1800: misslungenes Attentat auf Napoleon Bonaparte durch Royalisten (22 Tote).

## 19. Jahrhundert
- 1801: Seinehochwasser[6]
- 1802:
  - Seinehochwasser
  - Beginn des bis 1813 andauernden Abrisses des Grand Châtelets.
- 9. August 1803: Vorstellung des Dampfschiffs des amerikanischen Ingenieurs Robert Fulton auf der Seine.
- 2. Dezember 1804: Kaiserkrönung Napoleons I. in der Kathedrale Notre-Dame de ParisKaiserkrönung Napoleons I.
- 1806:
  - Seinehochwasser[6]

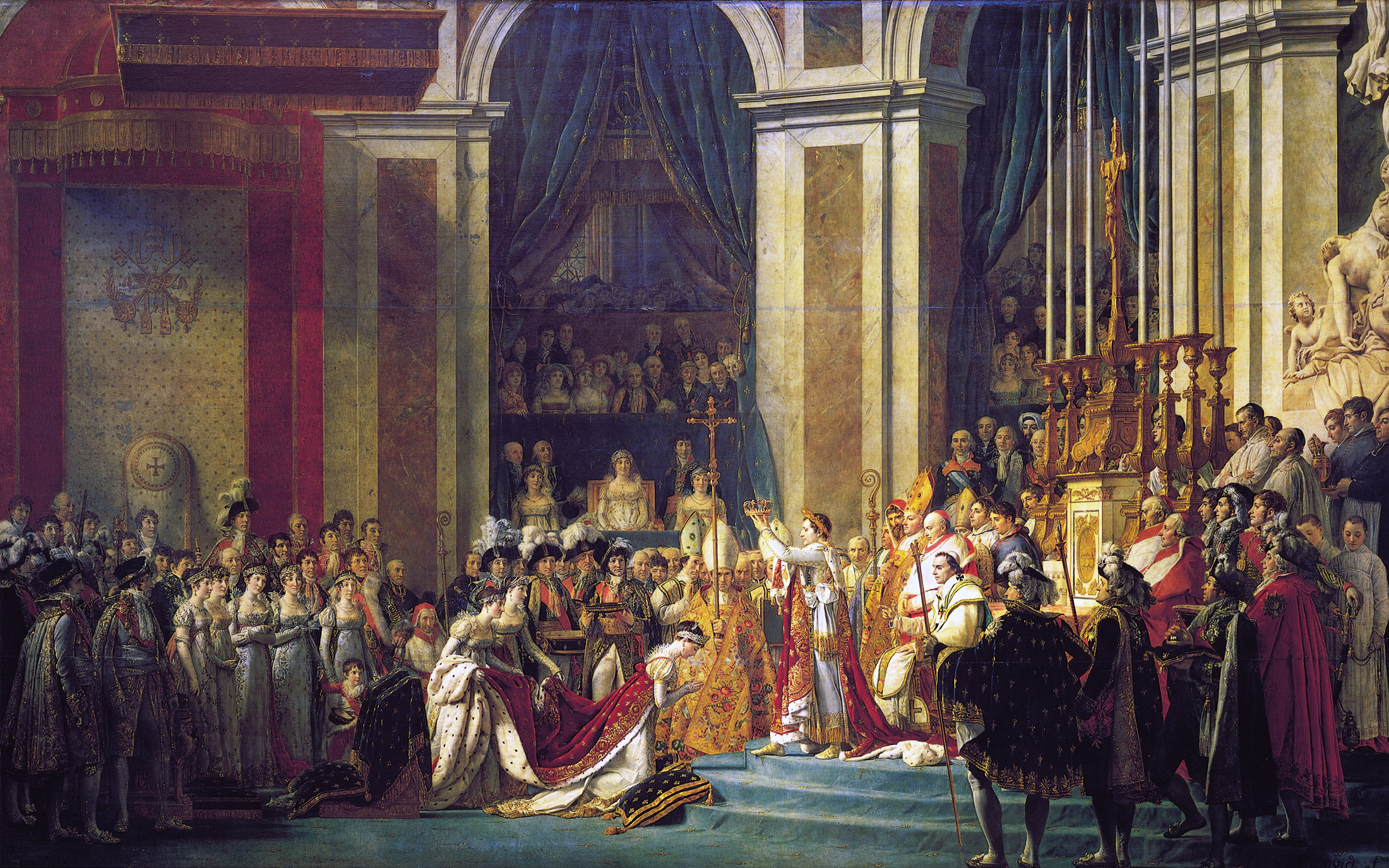
Kaiserkrönung Napoleons I.

  - 24. Oktober: Einweihung des Pont d’Austerlitz.
- 1807:
  - Seinehochwasser[6]
  - 29. Juli: Reduzierung der Zahl der Theater auf acht.
- 1808: Anfang des bis 1810 andauernden Abrisses des Tour du Temple
- 1810:
  - 1. Juli: Brand in der österreichischen Botschaft in Anwesenheit von Napoleon (dutzende Tote, darunter Pauline von Arenberg)
  - August: Einweihung der Colonne d’Austerlitz
- 1811:
  - 18. September: Begründung der Brigade de sapeurs-pompiers de Paris, der Pariser Feuerwehr.
  - Ende des Jahres: Lebensmittelknappheit.[5]
- 1814:
  - 30. März: Niederlage Frankreichs im Sechsten Koalitionskrieg.
  - 31. März: Besetzung Paris’ durch die Koalitionsarmee. in Anwesenheit des russischen Kaisers Alexander I. und des preußischen Königs Friedrich Wilhelm III.[5]
  - 3. Mai: Ankunft Ludwigs XVIII.
- 1815:
  - 20. und 21. März: Flucht Ludwigs XVIII. und Rückkehr Napoleons I. am Folgetag.
  - 21. Juni: Rückkehr Napoleons nach dem verlorenen Schlacht bei Waterloo im Sommerfeldzug von 1815.
  - 22. Juni: Abdankung Napoleons, er verlässt Paris endgültig am 25. Juni.
  - 28. Juni: 100.000 Männer der Armee der Hundert Tage kommen nach Paris, verfolgt von der anglo-preußischen Koalitionsarmee
  - 3. Juli: Unterzeichnung einer Militärkonvention durch Joseph Fouché, Vorsitzender der provisorischen Regierung, und Louis-Nicolas Davout, Oberbefehlshaber der Armee, mit dem Generalfeldmarschall Gebhard Leberecht von Blücher und Feldmarschall Arthur Wellesley; damit bedingungslose Überlassung von Paris an die gegnerischen Truppen.
  - 6. Juli: Einzug der anglo-preußischen Truppen und militärische Besetzung der Plätze, Brücken, öffentlichen Gärten, Boulevards, Promenaden usw. Aufstellen zahlreicher Feldlager. Verminung des Pont d’Iéna durch die Preußen, Plünderung der Museen, Bibliotheken und Paläste durch Engländer und Österreicher, Erpressung und Tyrannisierung der Bevölkerung.[5]
  - 8. Juli: Rückkehr Ludwigs XVIII.
  - 7. Dezember: Hinrichtung von Michel Ney an der Avenue de l’Observatoire
- 1816:
  - Juli: Verschwörung der Patrioten,[24] die in der Verurteilung von hunderten Angeklagten zum Tode gipfelt.[25]
  - 16. und 20. Juli: Pegelstand der Seine von 3,55 m am Pont de la Tournelle in Folge starker Sommerregen. Ernteausfälle und darauffolgende Hungersnot.[23]
  - 5000 Straßenlaternen in 1600 Straßen von Paris. Es gibt zahlreiche Beschwerden bezüglich der schlechten Ausleuchtung. Man übernimmt daher das Londoner System der Gaslampen, als erstes in der Passage des Panoramas
- 1817:
  - Seinehochwasser[6]
  - 8. Juli: Einweihung einer Achterbahn im Jardin Beaujon
- 1819:
  - Seinehochwasser[6]
  - Die Brigade de sapeurs-pompiers de Paris erhält eine Turnhalle.
- 1820:
  - Seinehochwasser[6]
  - 13. Februar: Ermordung des Herzogs von Berry durch den Bonapartisten Pierre Louis Louvel am Ausgang der Oper
- 1822:
  - 21. September: Guillotinierung der vier Unteroffiziere von La Rochelle an der Place de Grève.
- 1824:
  - 16. September: Tod von König Ludwig XVIII. im Tuilerienpalast
- 1825:
  - 3. Juni: Einrichtung von Gaslampen an der Place Vendôme.
  - 4. November: Eröffnung des Canal Saint-Martin.Canal Saint-Martin, 1897

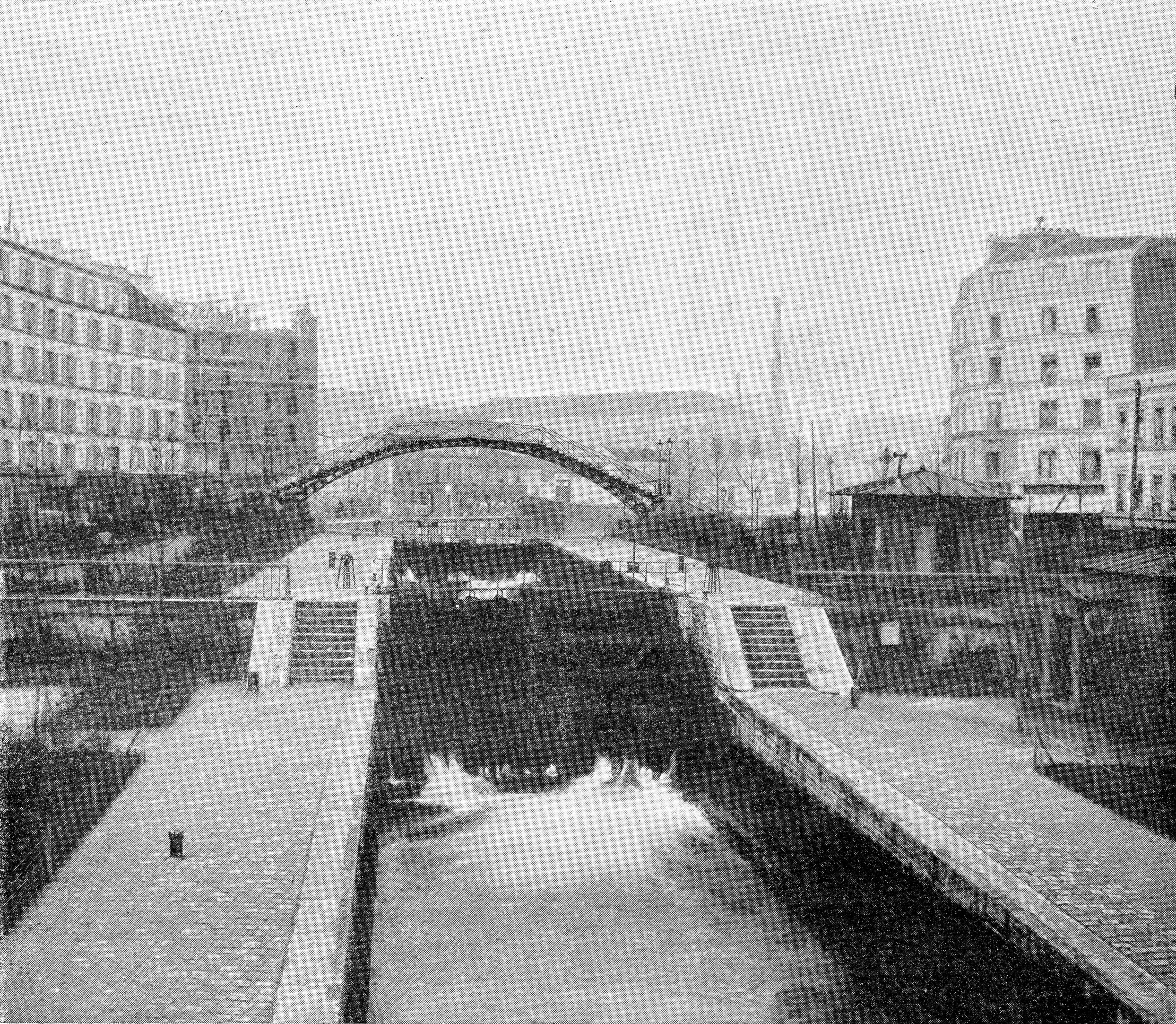
Canal Saint-Martin, 1897

  - 28. November: Beerdigung von Maximilien Foy mit 100.000[26] bis 200.000[5] Teilnehmern
- 1826:
  - Gründung der Buchhandlung von Louis Hachette.
  - 16. Juli: Erste Ausgabe der Tageszeitung Le Figaro.
- 1827:
  - 30. Juni: Ankunft der Giraffe Zarafa in Paris, Unterbringung in der Ménagerie du Jardin des Plantes
  - November: Die Polizei feuert auf Aufständische während Demonstrationen insbesondere in der Rue Saint-Martin und der Rue Saint-Denis
- 30. Januar 1828: Einrichtung von öffentlichen Verkehrslinien mit pferdegezogenen Wägen
- 1829:
  - 1. Januar: Die Rue de la Paix erhält Leuchtgaslampen nach dem System von Philippe Lebon.
- 1830:
  - 25.–26. Januar: Pegelstand der Seine am Pont de la Tournelle von 5,70 m.[23]
  - 22. Juli: Letzte Hinrichtung mit der Guillotine (Jean-Pierre Martin, Dieb und Mörder)
  - 25. Juli: Unterzeichnung der verfassungswidrigen Juliordonnanzen
  - 27.–29. Juli: Julirevolution von 1830 führt zur Absetzung König Karls X. (951 Tote, darunter 163 Militärs)
- 1832:
  - 26. März–Oktober: Choleraepidemie mit 19.000 Toten in Paris (darunter Ministerpräsident Casimir Pierre Périer und General Jean Maximilien Lamarque)
  - 5.–7. Juni: Aufstand nach dem Begräbnis von Jean Maximilien Lamarque. Niederschlagung durch königliche Truppen mit 166 Toten, darunter 73 Militärs.
- 13.–14. April 1834: Aufstände, die in das Massaker in der Rue Transnonain münden (zwölf Tote)Honoré Daumier: Massacre de la rue Transnonain

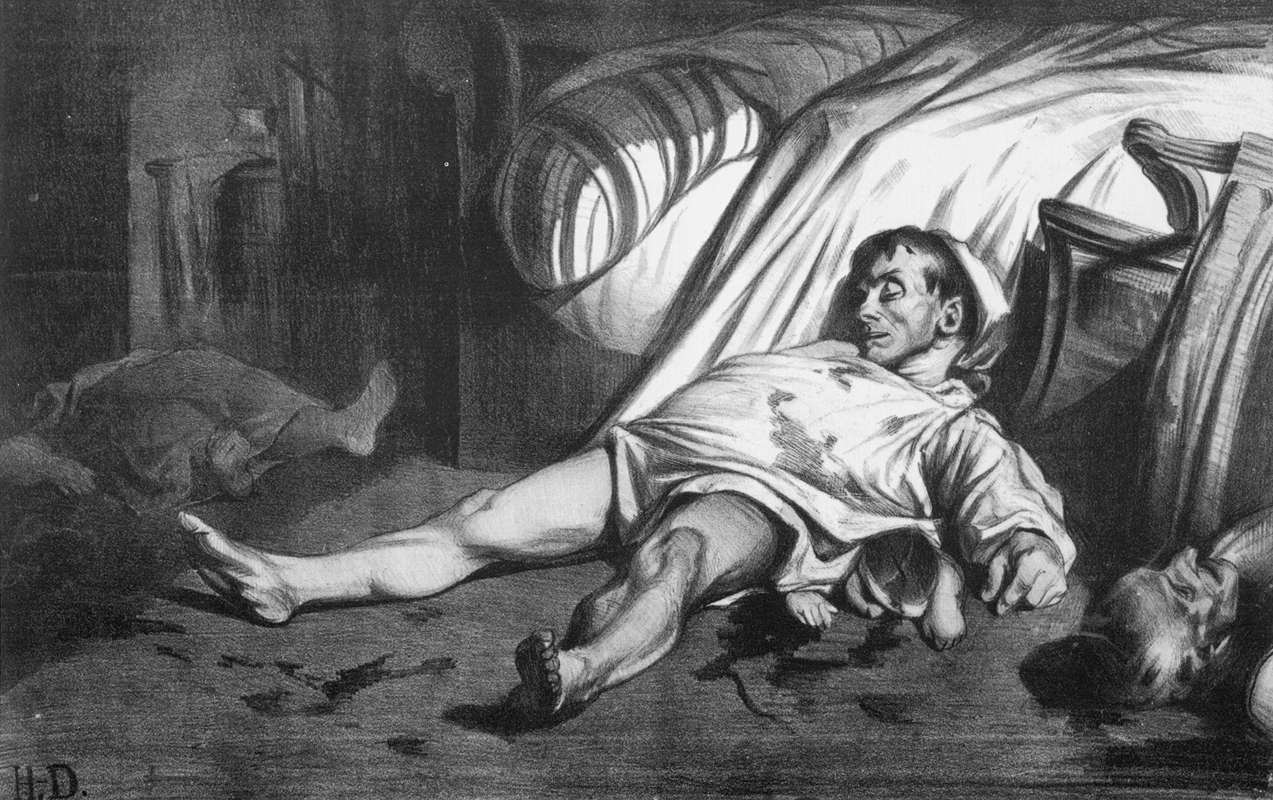
Honoré Daumier: Massacre de la rue Transnonain

- 28. Juli 1835: fehlgeschlagenes Attentat auf König Louis-Philippe I. und die königliche Familie durch Joseph Fieschi (18 Tote, darunter Maréchal Mortier)
- 1836:
  - Mai: Seinehochwasser. Pegelstand der Seine vom 4. bis 8. Mai am Pont de la Tournelle von 5,62 m.[23]
  - 1. Juli: Erste Ausgaben der La Presse und Le Siècle
  - 29. Juli: Einweihung des Arc de Triomphe de l’ÉtoileArc de Triomphe de l’Étoile, 1848

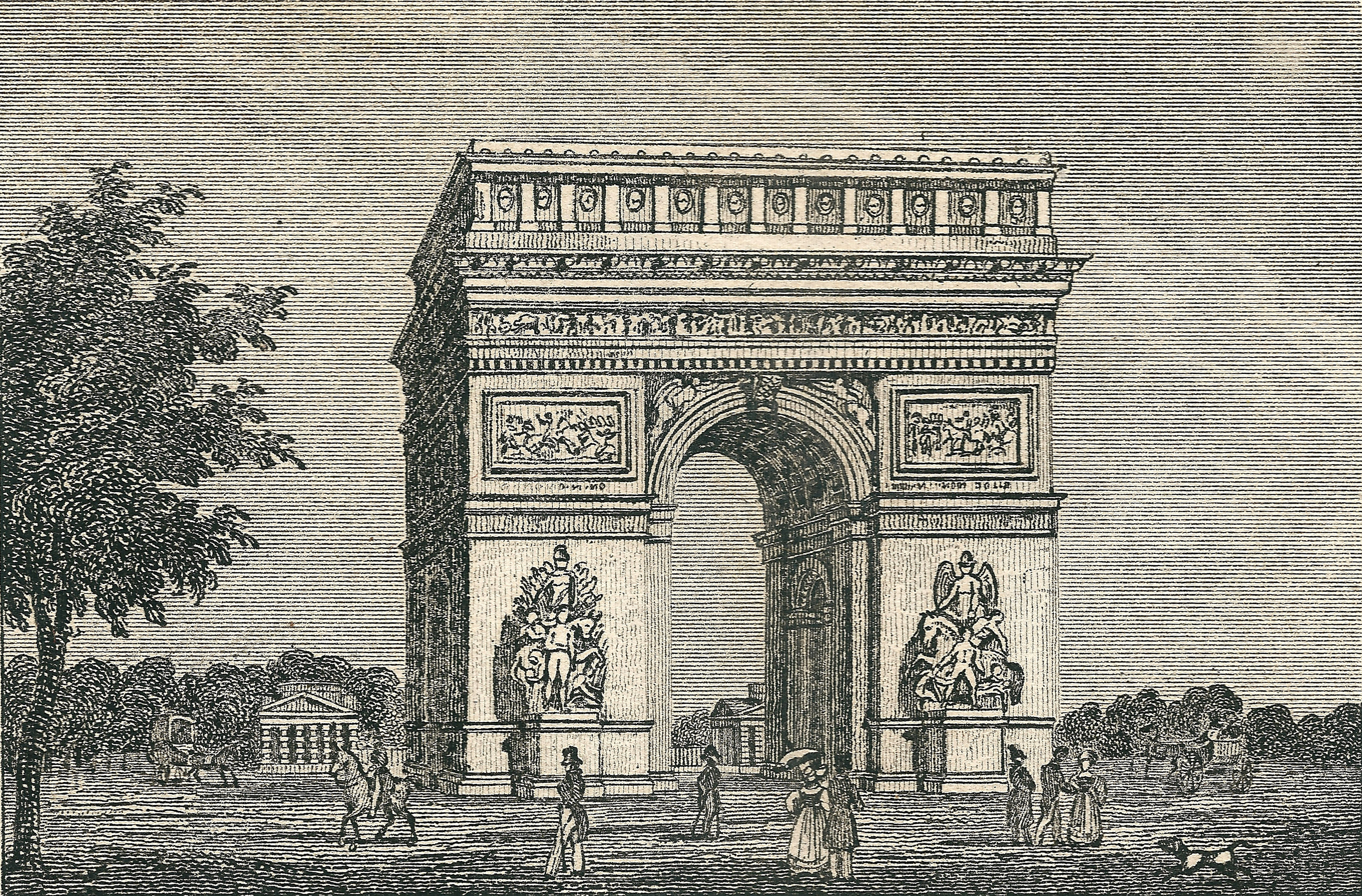
Arc de Triomphe de l’Étoile, 1848

  - 25. Oktober: Aufstellen des Obelisk von Luxor in der Mitte der Place de la Concorde
  - Dezember: Seinehochwasser.
- 1837:
  - 26. August: Einweihung der ersten öffentlichen Eisenbahnlinie zwischen Paris und Saint-Germain-en-Laye.
- 1839:
  - 12.–13. Mai: der Versuch der Republikaner, einen Volksaufstand hervorzurufen, scheitert
  - 2. August: Öffnung der Eisenbahnlinie Paris–Versailles für die Öffentlichkeit
- 1840:
  - 28. Juli: Einweihung der Julisäule an der Place de la Bastille zum Gedenken an die Julirevolution von 1830.
  - 15. Dezember: Rückkehr der Asche des Napoleon Bonaparte und Beisetzung unter großer Beteiligung der Bevölkerung im Dôme des Invalides.
  - 24. Dezember: Aufkommen des Christbaums in Paris, mitgebracht aus Lothringen
- 1841: Beginn der Zuschüttung des Grammont-Grabens und damit Verbindung der Île Louviers mit der Rive droite (abgeschlossen 1843 oder 1847).
- 1842: Produktion der ersten französischen Zigaretten im Quartier du Gros-Caillou.
- 1843:
  - Mai: Einweihung der Eisenbahnlinien Paris–Orléans am 5. Mai und Paris–Rouen am 9. Mai
  - 20. Oktober: Erste Tests mit elektrischer Straßenbeleuchtung an der Place de la Concorde.
- 1844: Seinehochwasser
- 1845: Seinehochwasser[6]
- 1846:
  - 7. Januar: Fertigstellung des Bahnhofs Paris-Nord.
  - 14. Juni: Einweihung des ersten Abschnitts der Bahnstrecke Paris–Lille
- 1847: Seinehochwasser[6]
- 1848:
  - Seinehochwasser[6]
  - 22.–25. Februar: In Folge der Februarrevolution Abdankung von König Louis-Philippe I. und Proklamation der Zweiten Republik
  - 15. Mai: Demonstration der Republikaner gegen die Konservativen der verfassungsgebenden Versammlung
  - 22.–26. Juni: erneute blutige Aufstände gegen die Schließung der Nationalwerkstätten (tausende Tote)
- 1850: Seinehochwasser[6]
- 1851:
  - Eröffnung des ersten Teilstücks des späteren Chemin de Fer de Petite Ceinture
  - 2. Dezember: Staatsstreich von Präsident Napoleon III. Besetzung der Stadt durch die Armee. Blutiges Niederschlagen der republikanischen Widerstände in den Folgetagen (hunderte Tote).
- 11. Dezember 1852: Einweihung des Cirque Napoléon, heute Cirque d’hiver
- 1853:
  - 13. März: Einweihung des Hôpital Lariboisière
  - 1. Juni: Eröffnung des Warenhauses Au bon marché von Aristide Boucicaut.
- 21. Juni 1854: Entscheidung die Rue des Halles zu bauen um eine Verbindung zwischen den Markthallen von Victor Baltard und der Place du Châtelet zu erschaffen
- 1855:
  - 15. Mai–15. November: erste Weltausstellung auf den Champs-Élysées. Einweihung des Palais de l’Industrie am 15. Mai.Palais de l’Industrie, vor 1870

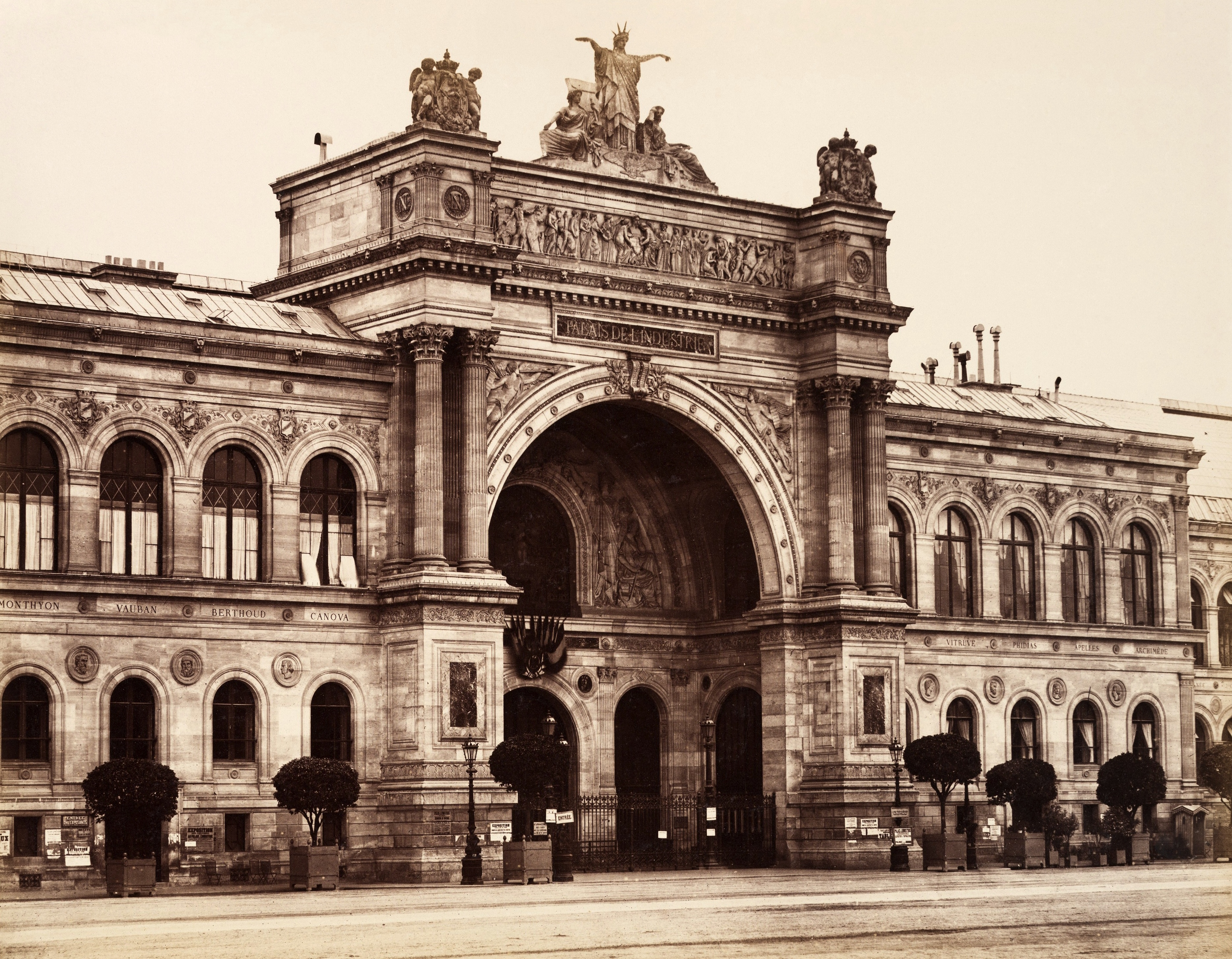
Palais de l’Industrie, vor 1870

  - 18. August: Besuch der Königin Victoria des Vereinigten Königreichs
- 1856:
  - 27. April: Ende des Krimkriegs mit dem Pariser Frieden zwischen Frankreich, Großbritannien, Sardinien, dem Osmanischen Reich und Russland
  - Seinehochwasser. Pegelstand am Pont de la Tournelle im Mai von 4,90 m, am 4. Juni von 4,10 m sowie am 8. Juni von 3,70 m.[23]
- 3. Januar 1857: Ermordung von Erzbischof Sibour in der Pfarrkirche St-Étienne-du-Mont durch den Priester Jean-Louis Verger
- 1858:
  - 14. Januar: Attentat auf die Wagenkolonne von Napoleon III. durch Felice Orsini an der Rue Le Peletier (acht Tote).
  - 19. Mai: Gesetzesbeschluss zur Umgestaltung von Paris durch den Präfekten des Départements Seine, Georges-Eugène Haussmann.Haussmannsche Architektur (Boulevard Haussmann)

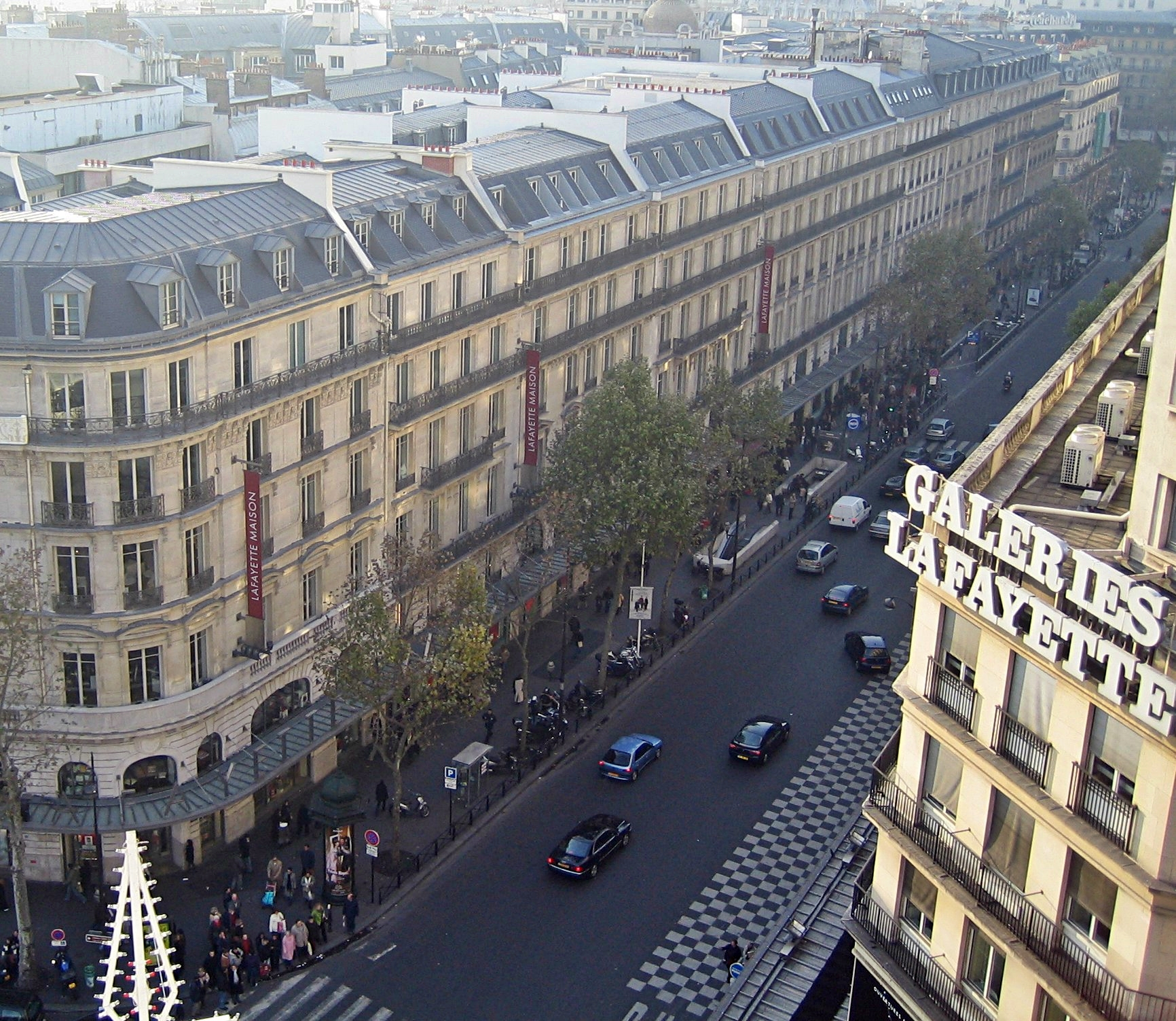
Haussmannsche Architektur (Boulevard Haussmann)

- 16. Juni 1859: Gesetzesbeschluss zur Erweiterung von Paris. Es werden elf Gemeinden vollständig (Belleville, Grenelle, Vaugirard, La Villette) oder teilweise (Auteuil, Passy, Batignolles-Monceau, Bercy, La Chapelle, Charonne, Montmartre) eingemeindet. Umorganisation der neuen Gemeinde in 20 Arrondissements.[27][28]
- 1860:
  - 1. Januar: Inkrafttreten des Gesetzes vom 15. Juni 1859.[29]
  - 6. Oktober: Einweihung des Jardin d’Acclimatation.
- 1861: Erfindung des Fahrradpedals von Pierre Michaux.
- 19. April 1862: Einweihung des Théâtre du Châtelet.
- 1. Februar 1863: Erste Ausgabe der Tageszeitung Le Petit Journal (erscheint bis 1944).
- 11. Mai 1865: Eröffnung des Warenhauses Au Printemps von Jules Jaluzot.
- September 1866: Seinehochwasser.[6] Pegelstand vom 23. bis 29. September am Pont de la Tournelle von 5,20 m.[23]
- 1867:
  - 1. April–31. Oktober: Weltausstellung auf dem Champ de Mars.
  - 1. Oktober: Einweihung des Viehmarkts in La Villette.
- 1. Juli 1868: Errichtung der ersten Litfaßsäule
- 1870:
  - 10. Januar: Ermordung des Journalisten Victor Noir durch Prinz Pierre Napoleon Bonaparte
  - 4. September: Demonstrationen und Ausrufung der Dritten Republik in Folge der französischen Niederlage bei der Schlacht von Sedan. Berufung des Étienne Arago zum Bürgermeister von Paris. Umjubelte Rückkehr Victor Hugos aus dem Exil am Folgetag.
  - 19. September: Anfang der Belagerung durch die Deutschen. Unterbrechung der Kommunikationswege.
  - 23. September: Erste Ballonpost mit Le Neptune überquert die deutschen Linien. Es folgen 65 weitere bis zum 28. Januar 1871
  - 5. November: Wahl von Jules Ferry zum Bürgermeister.
  - 29.–30. November: Schlachtung der Elefanten Castor und Pollux der Ménagerie du Jardin des Plantes, um ihr Fleisch als Nahrungsmittel zu gewinnen.
- 1871:
  - 22. Januar: niedergeschlagener Aufstand um eine Kapitulation zu verhindern (fünf Tote).
  - 28. Januar: Kapitulation Frankreichs und Ende der Belagerung.
  - 18. März: erneute Aufstände gegen die Entwaffnung durch die Regierung. Beginn der Pariser Kommune.Plakat der Pariser Kommune

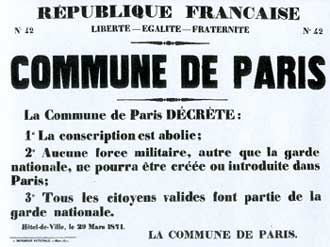
Plakat der Pariser Kommune

  - 22. März: 17 Tote bei der Niederschlagung einer Demonstration der Amis de l’Ordre
  - 16. Mai: Sturz der Colonne Vendôme
  - 21.–28. Mai: „Blutige Maiwoche“ (‚Semaine sanglante‘): Zerschlagung der Pariser Kommune mit tausenden Toten. Brand des Tuilerienpalasts, des Palais d’Orsay und des Hôtel de Ville. Schlacht von Butte aux Cailles am 24. und 25. Mai. Standrechtliche Hinrichtung von 147 Föderalisten am Friedhof Père-Lachaise am 28. Mai.
- 1872: Seinehochwasser[6]
- 28.–29. Oktober 1873: Zerstörung der Opéra Le Peletier durch einen Brand
- 1875:
  - 5. Januar: Einweihung der Opéra Garnier
  - 15. Juni: Grundsteinlegung zur Basilika Sacré-Cœur de Montmartre
- 1876:
  - Seinehochwasser
  - 15. Oktober: erste Ausgabe der Tageszeitung Le Petit Parisien (erschien bis 1944)
- 1878:
  - 1. Mai–10. November: Weltausstellung auf dem Champ de Mars. Eröffnung des Palais du Trocadéro
  - 30. Mai: Erste Versuche mit elektrischer Straßenbeleuchtung in der Avenue de l’Opéra
- 1879:
  - Juli: Beginn der Einrichtung eines Telefonnetzes
  - 19. Dezember: strenger Winter in Europa mit −23,9 °C in Paris-Montsouris
- 1881: elektrische Straßenbeleuchtung in den Grands Boulevards
- 1882:
  - Seinehochwasser[6]
  - 5. Juni: Einweihung des Musée Grévin.
- 1883: Seinehochwasser[6]
- 1889:
  - 27. Januar: Wahl von Georges Boulanger in Paris (→ Boulangismus)
  - 31. März: Einweihung des Eiffelturms.Eiffelturm, 1889

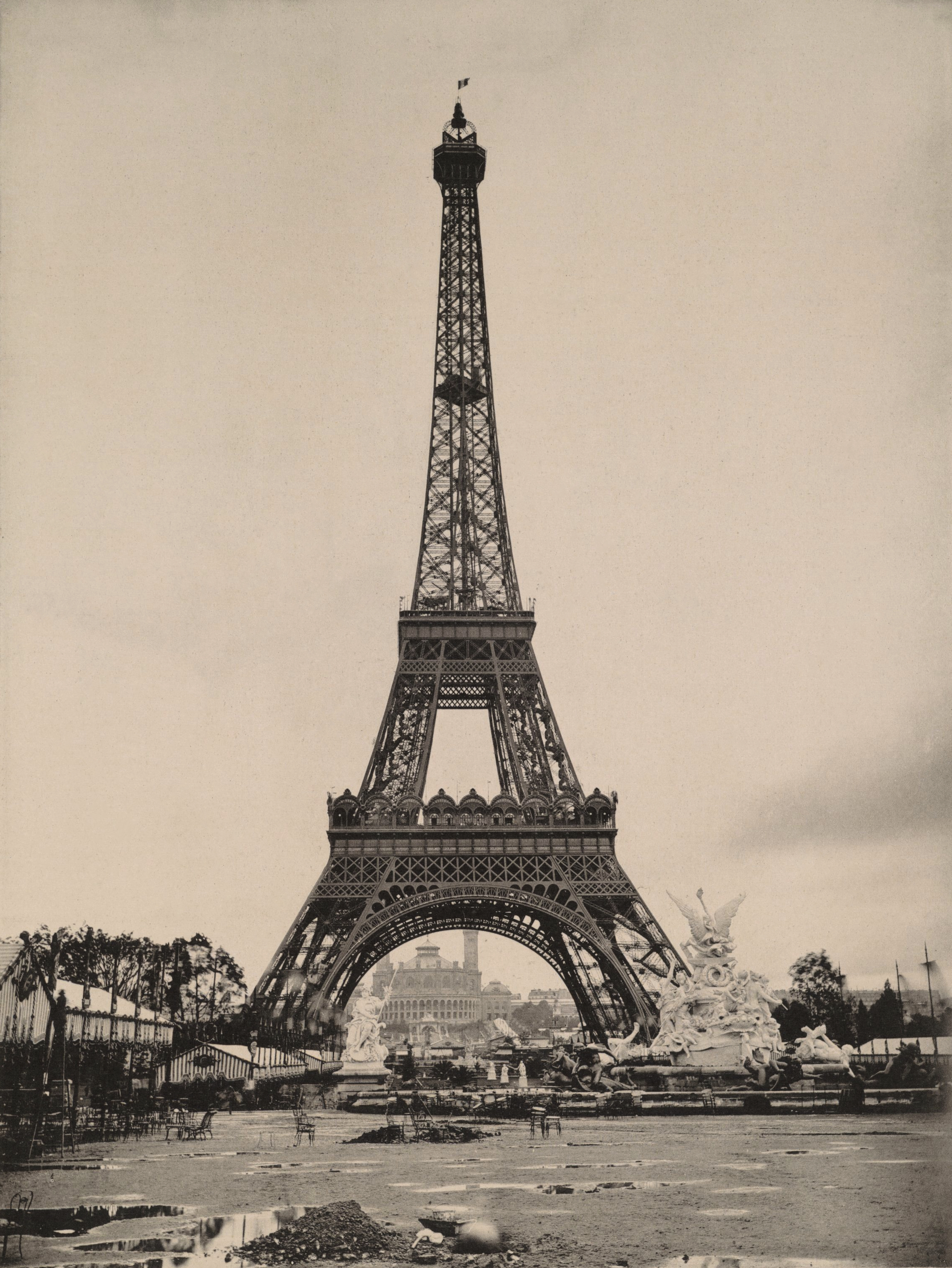
Eiffelturm, 1889

  - 5. Mai–31. Oktober: Weltausstellung zum hundertjährigen Jubiläum der Französischen Revolution.
  - 4. Juli: Einweihung einer Replik der Freiheitsstatue auf der Île aux Cygnes.
  - Erstausgabe des Jahrbuchs der Fernsprechkunden im Département Seine
- 1892:
  - 25. April: Anarchistisches Attentat auf das Restaurant Véry im Boulevard de Magenta mit zwei Toten.
  - 8. November: erneutes anarchistisches Attentat auf das Polizeikommissariat des Arrondissement de l’Opéra in der Rue des Bons-Enfants mit fünf Toten.
- 1893: Seinehochwasser[6]
- 1894:
  - Einweihung des Warenhauses Galeries Lafayette, Rue La Fayette
  - 12. Februar: erneutes anarchistisches Attentat im Café Terminus mit einem Todesopfer.
  - 16.–23. Juni: Abhaltung eines Kongresses zur Wiederaufnahme der Olympischen Spiele an der Sorbonne
- 1895:
  - 22. Oktober: Eisenbahnunfall am Gare Montparnasse mit einer Toten.Unfall am Gare Montparnasse

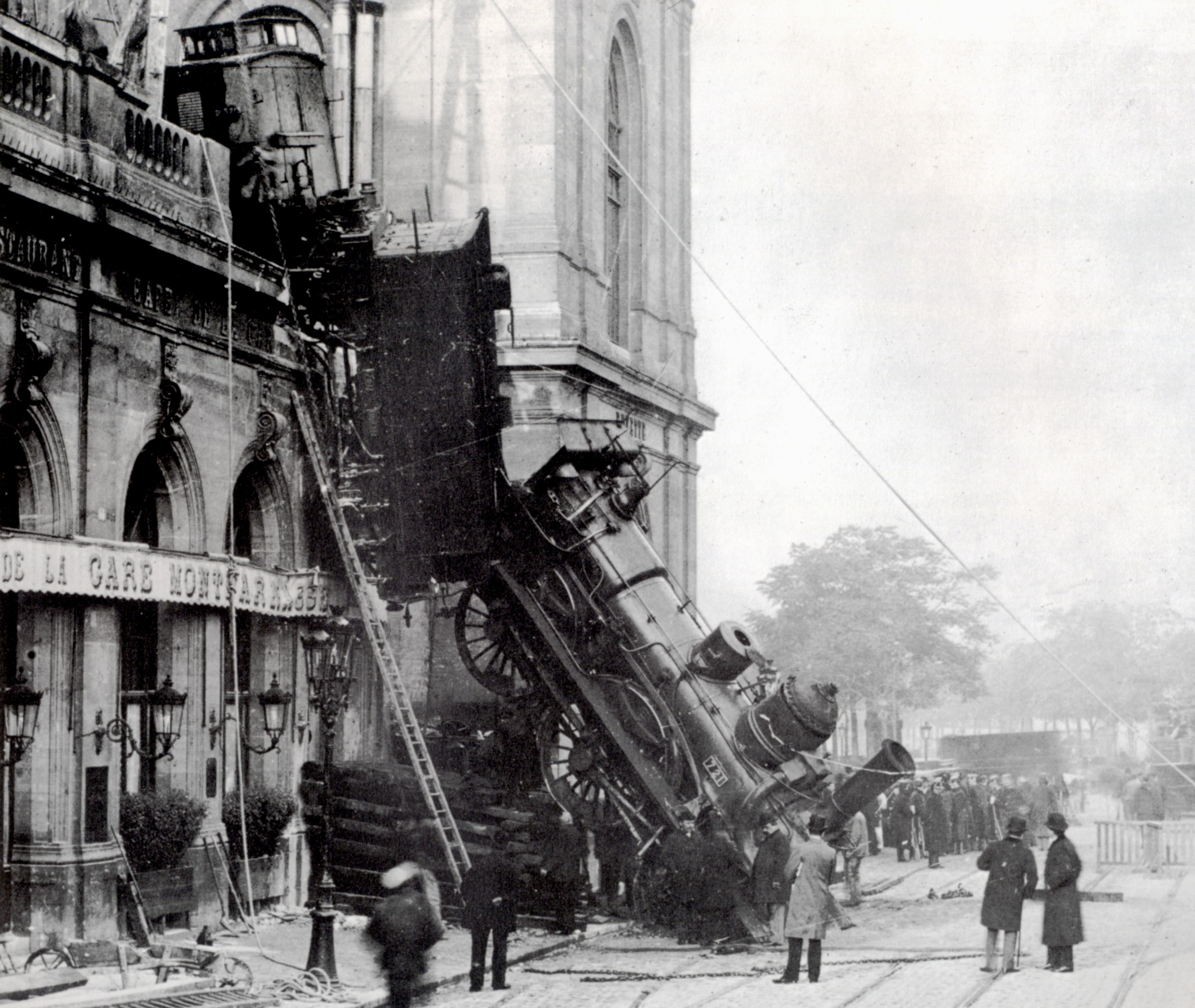
Unfall am Gare Montparnasse

  - 28. Dezember: erste öffentliche Kinovorstellung der Brüder Lumière im Salon indien du Grand Café.
- 1896:
  - Abriss des Palais de l’Industrie.
  - 10. September: Erhebliche Schäden und mindestens fünf Tote zwischen der Place Saint-Sulpice und dem Parc des Buttes-Chaumont durch eine Windhose
  - Absterben der Flechten im Jardin du Luxembourg aufgrund der Verschmutzung.
- 1897:
  - 4. Mai: Brand des Bazar de la Charité mit etwa 129 Toten (darunter Sophie in Bayern)
  - 18. Juli: Einweihung des Prinzenparks
- 1898:
  - 94.255 erfasste Fahrräder und 89 registrierte Automobile in Paris
  - 26. Oktober: erste drahtlose Verbindung zwischen dem Eiffelturm und dem Panthéon durch Eugène Ducretet et Ernest Roger.
- 1899: Gründung der ersten Volkshochschule Frankreichs von und für Arbeiter, Rue du Faubourg-Saint-Antoine.
- 1900:
  - 14. April–12. November: Weltausstellung unter dem Motto „Bilanz eines Jahrhunderts“
  - 19. April: Einsturz der Brücke zum Globe Céleste mit neun Toten.
  - 14. Mai–28. Oktober: Spiele der II. Olympiade in Paris.
  - 4. Juli: Einweihung des Gare d’Orsay.
  - 19. Juli: Einweihung der ersten Métro-Linie zwischen Porte de Vincennes und Porte Maillot

## 20. Jahrhundert
- 10. August 1903: Metrounfall im Bahnhof Couronnes mit 84 Toten.
- 1904:
  - März: Erste Messe von Paris im Carreau du Temple
  - 18. April: Erste Ausgabe der sozialistischen, dann kommunistischen Tageszeitung L’Humanité, gegründet von Jean Jaurès
  - 19. Oktober: Eröffnung der Linie 3 der Pariser Métro zwischen Villiers und Père Lachaise.
- 2. Juni 1906: Eröffnung der Linie 5 der Pariser Métro zwischen der Gare d’Austerlitz und der Place d’Italie
- 25. März 1907: Einrichtung des ersten Kreisverkehrs für Automobile auf der Place de l’Étoile.
- 21. April 1908: Eröffnung der Linie 4 der Pariser Métro zwischen der Porte de Clignancourt und Châtelet.
- 13. September 1909: Einrichtung der ersten Einbahnstraße in der Rue de Mogador.
- 1910:
  - 261.723 erfasste Fahrräder und 10.800 erfasste Automobile in Paris
  - 18. Januar–8. März: Seinehochwasser, das zweithöchste bekannte Hochwasser.
  - 13. Februar: Einweihung des Vélodrome d’Hiver
- 1911:
  - 22. August: Raub der Mona Lisa aus dem Musée du LouvreLeerer Platz der Mona Lisa nach dem Raub im Louvre

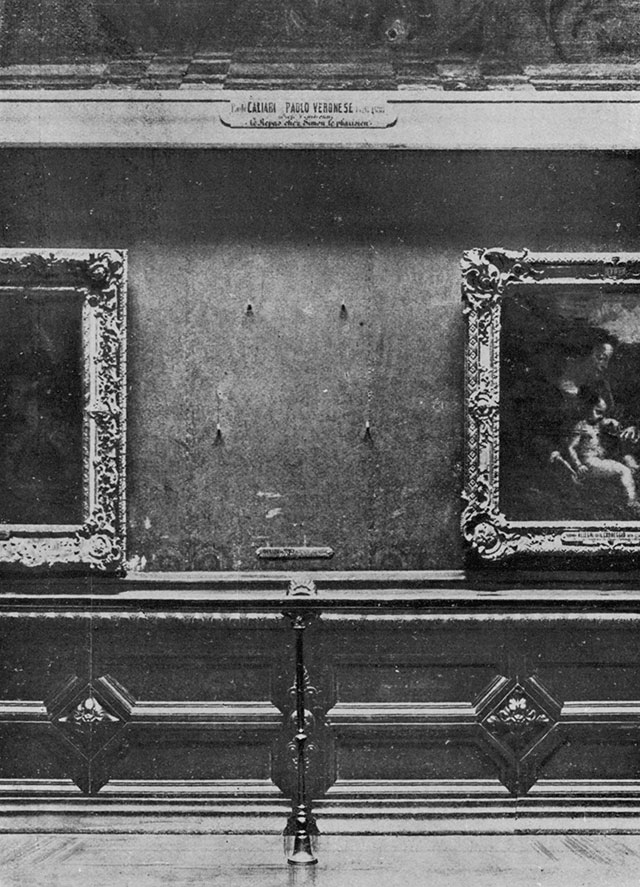
Leerer Platz der Mona Lisa nach dem Raub im Louvre

  - 21. Dezember: erster Banküberfall mit einem Automobil, ausgeübt von der Bonnot-Bande
- 1912:
  - ersten Neonleuchtschilder im Boulevard Montmartre
  - 4. Februar: tödlicher Sprung des Erfinders Franz Reichelt von der ersten Etage des Eiffelturms
- 1913:
  - 2. April: Einweihung des Théâtre des Champs-Élysées
  - 24. Dezember: erster großer Christbaum an der Avenue des Champs-Élysées
- 1914:
  - 16. März: Ermordung des Chefs der Tageszeitung Le Figaro, Gaston Calmette durch Henriette Caillaux.
  - 31. Juli: Ermordung Jean Jaurès’ im Café du Croissant durch Raoul Villain.
  - 6. September: Anforderung der Pariser Taxis, den „Taxis de la Marne“, durch die Armee zum Truppentransport an die Front
- 10. September 1915: erste Ausgabe der satirischen Wochenzeitung Le Canard enchaîné.
- 29.–31. Januar 1916: deutsche Luftangriffe mittels Zeppelinen mit 26 Toten.
- 1918:
  - 30. Januar–16. September: erneute deutsche Luftangriffe, nun mittels Gotha-G.IV-Bombern mit 787 Toten.
  - 23. März–9. August: Beschuss der Stadt durch die Deutschen mittels Paris-Geschützen (256 Tote, darunter 88 in der Kirche St-Gervais-St-Protais am 29. März).
  - Oktober–Dezember: Höhepunkt der Spanischen Grippe in Paris mit hunderten Toten.
- 1919:
  - 50.000 registrierte Verkehrsunfälle in Paris, darunter 34.000 unter Beteiligung eines Autos
  - 18.–21. Januar: Pariser Friedenskonferenz
  - April: Beginn der Abtragung der Thiersschen Stadtbefestigung
  - 7. August: spektakulärer Flug von Charles Godefroy in seiner Nieuport 11 durch den Arc de Triomphe de l’ÉtoileFlug Godefroys

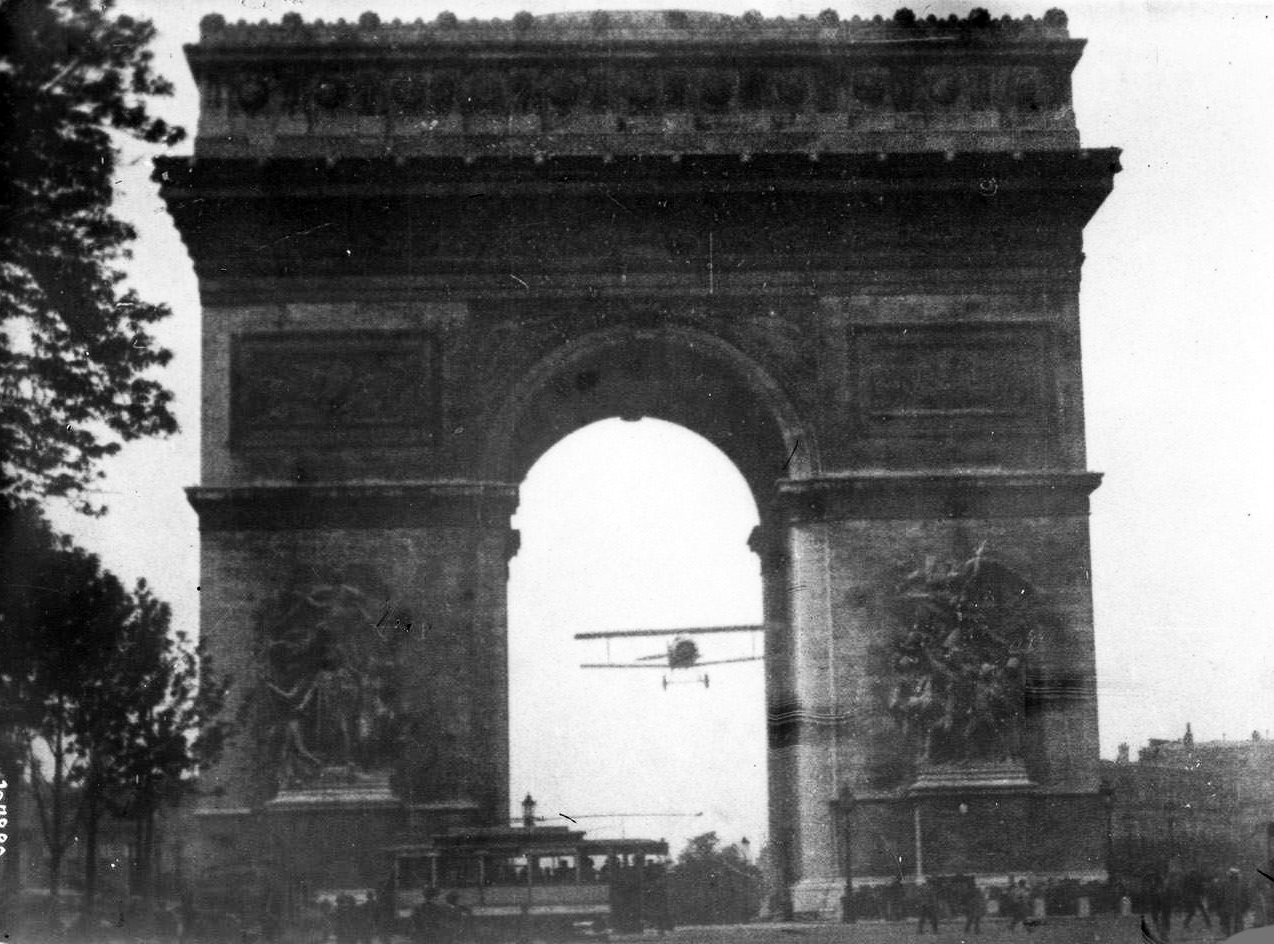
Flug Godefroys

  - 16. Oktober: Kirchweihe der Basilika Sacré-Cœur de Montmartre, die Arbeiten dauern jedoch noch bis 1923 an
- 1920: Seinehochwasser
- 1921:
  - erstes vom Eiffelturm aus ausgestrahltes Konzert
  - 28. Januar: Beerdigung des unbekannten Soldaten unter dem Arc de Triomphe de l’Étoile
  - 28. September: Brand des Warenhauses Printemps
  - 5. Oktober: Eisenbahnunfall im Batignolles-Tunnel
- Oktober 1923: erste Hauswirtschaftsmesse auf dem Champ de Mars
- 1924:
  - Seinehochwasser
  - 4. Mai–27. Juli: VIII. Olympische Sommerspiele in Paris, eröffnet von Präsident Gaston Doumergue.
- 1925:
  - 19. März: Einbindung der ehemaligen Zone non aedificandi nach Paris
  - 28. April–25. Oktober: Weltausstellung des Kunstgewerbes und des Industriedesigns.
- 16. Juli 1926: Einweihung der Großen Pariser Moschee, der ersten Moschee in France métropolitaine
- 1927:
  - 21. Mai: triumphaler Empfang von Charles Lindbergh nach der ersten Alleinüberquerung des Atlantiks ohne Zwischenlandung.
  - 18. Mai: Einweihung der Salle Pleyel
- 1928:
  - 29. Juli: Einweihung des Tennisstadions Roland Garros
  - Aufstellung der ersten Ampel um die Zahl der Verkehrsunfälle zu reduzieren.
- 1931:
  - 14. April: erste Fernsehausstrahlung.
  - 6. Mai–15. November: Kolonialausstellung im Palais de la Porte Dorée und im Bois de Vincennes
- 1934:
  - 6. Februar: regierungsfeindliche Großdemonstration, die in Straßenschlachten auf der Place de la Concorde sowie vor der Abgeordnetenkammer mit 15 Toten mündet
  - 2. Juni: Einweihung des Parc zoologique de Paris im Bois de Vincennes
  - 22. Juli: Einstellung des Personenverkehrs auf dem Chemin de Fer de Petite Ceinture, Vorbehalt für den Warenverkehr.
- 9. September 1936: Gründung der Cinémathèque française durch Henri Langlois.
- 1937:
  - 15. März: letzte Fahrt der Pariser Straßenbahn
  - 24. März: Einweihung des Palais des Musées d’art moderne
  - 25. Mai–25. November: Weltfachausstellung zum Thema Kunst und Technik im modernen Leben.
- 5.–16. Juni 1938: mehrere Spiele der Fußball-Weltmeisterschaft im Prinzenparkstadion.
- 1940:
  - 3. Juni: deutsche Bombardierungen im Rahmen des Unternehmens Paula mit 254 Toten.
  - 10. Juni: das Kabinett Paul Reynaud flieht nach Tours
  - 14. Juni: Einzug der deutschen Truppen in die offene Stadt Paris, Besetzung der Stadt. Aufmarsch der Wehrmacht auf den Champs-Élysées. Einstellung aller Zeitungen.
  - 18.–23. Juni: Besuch Adolf Hitlers und weiterer Parteioberer des Dritten ReichsHitler mit Speer und Breker vor dem Eiffelturm

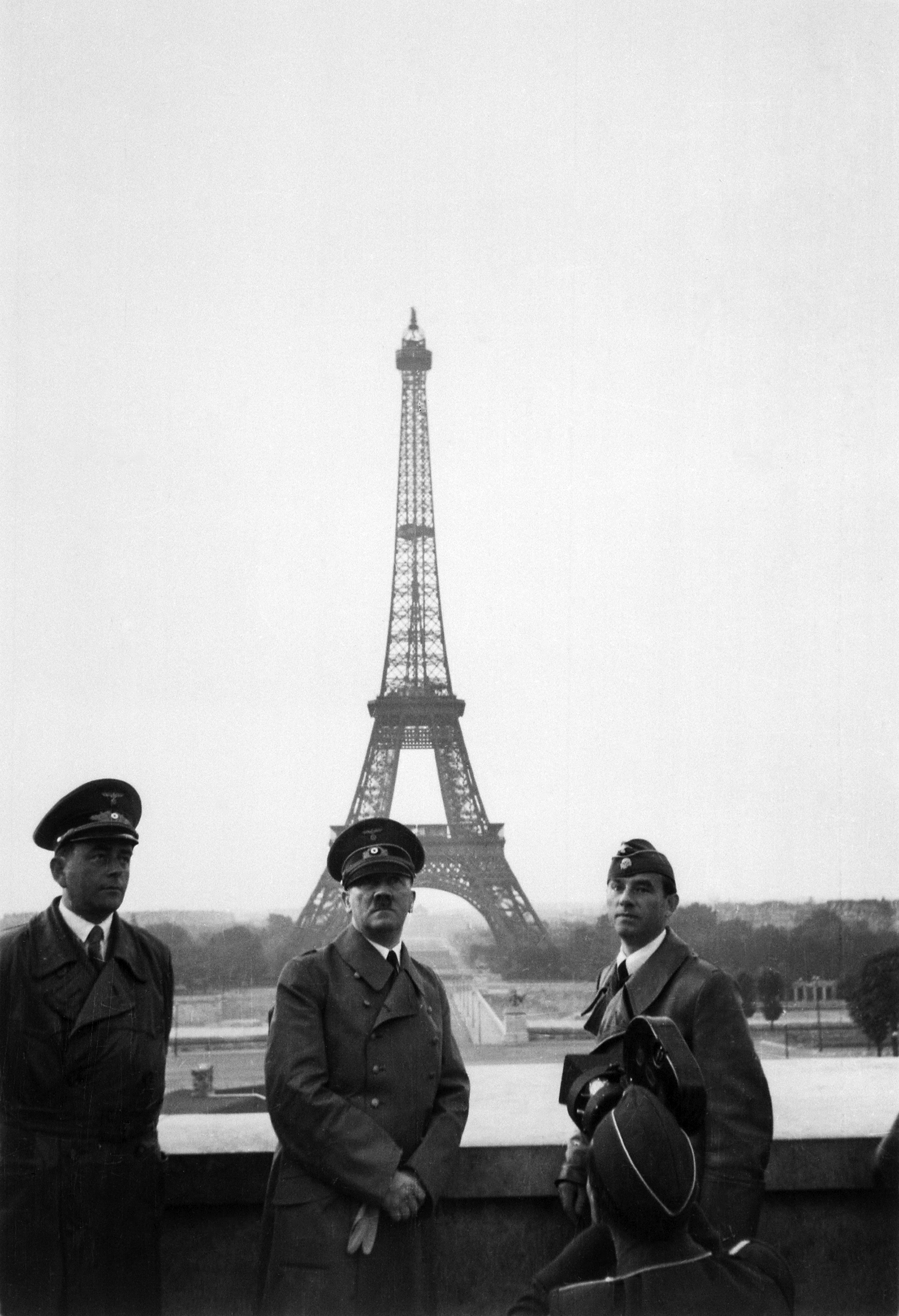
Hitler mit Speer und Breker vor dem Eiffelturm

  - 11. November: niedergeschlagene Studenten-Demonstration gegen die Besatzer auf den Champs-Élysées.
- 1941:
  - 21. August: tödliches Attentat von Pierre Georges auf einen Offiziersanwärter der Kriegsmarine in der Métro-Station Barbès.
  - 5. September: Eröffnung der Ausstellung Le Juif et La France („Der Jude und Frankreich“) des Institut d’étude des questions juives („Institut für Judenfragen“) im Palais Berlitz. Sie dauert bis zum 15. Januar 1942.
  - 16. September: erneutes Attentat gegen die Besatzer. Zu Vergeltung erschießen die Deutschen vier Tage später zwölf Geiseln.
  - 2.–3. Oktober: deutsche Attentate auf die Pariser Synagogen, insbesondere die Große Synagoge
  - 14. Dezember: Erschießung von 100 Geiseln durch die Besatzer.
- 1942:
  - 29. Mai: Zwang der Juden zum Tragen des Judensterns ab dem 7. Juni.
  - 31. Mai: Demonstration an der Rue de Buci gegen die Essensrationierung mit zwei toten Polizisten.
  - 16.–17. Juli: Razzia des Wintervelodroms und Deportierung von mehr als 13.000 Juden
- 15. September 1943: alliiertes Bombardement Paris’ und der Banlieue mit 291 Toten.
- 1944:
  - 21. April: alliiertes Bombardement der Porte de la Chapelle und Umgebung mit 641 Toten.
  - 26. April: erster Aufenthalt Philippe Pétains in Paris seit 1940.
  - 19.–25. August: Befreiung von Paris durch die Forces françaises de l’intérieur und die 2e division blindée. Kapitulation der deutschen Truppen.
  - 22. August: Erste Ausgabe der Zeitung Le Parisien Libéré.
  - 26. August: Triumphzug auf den Champs Élysées, bejubelt von 1.000.000 Parisern. In der Nacht letztes Bombardement der Luftwaffe im Norden und Osten der Stadt, dabei Zerstörung der Halle aux vins mit etwa 200 Toten.Champs Élysées am 26. August 1944

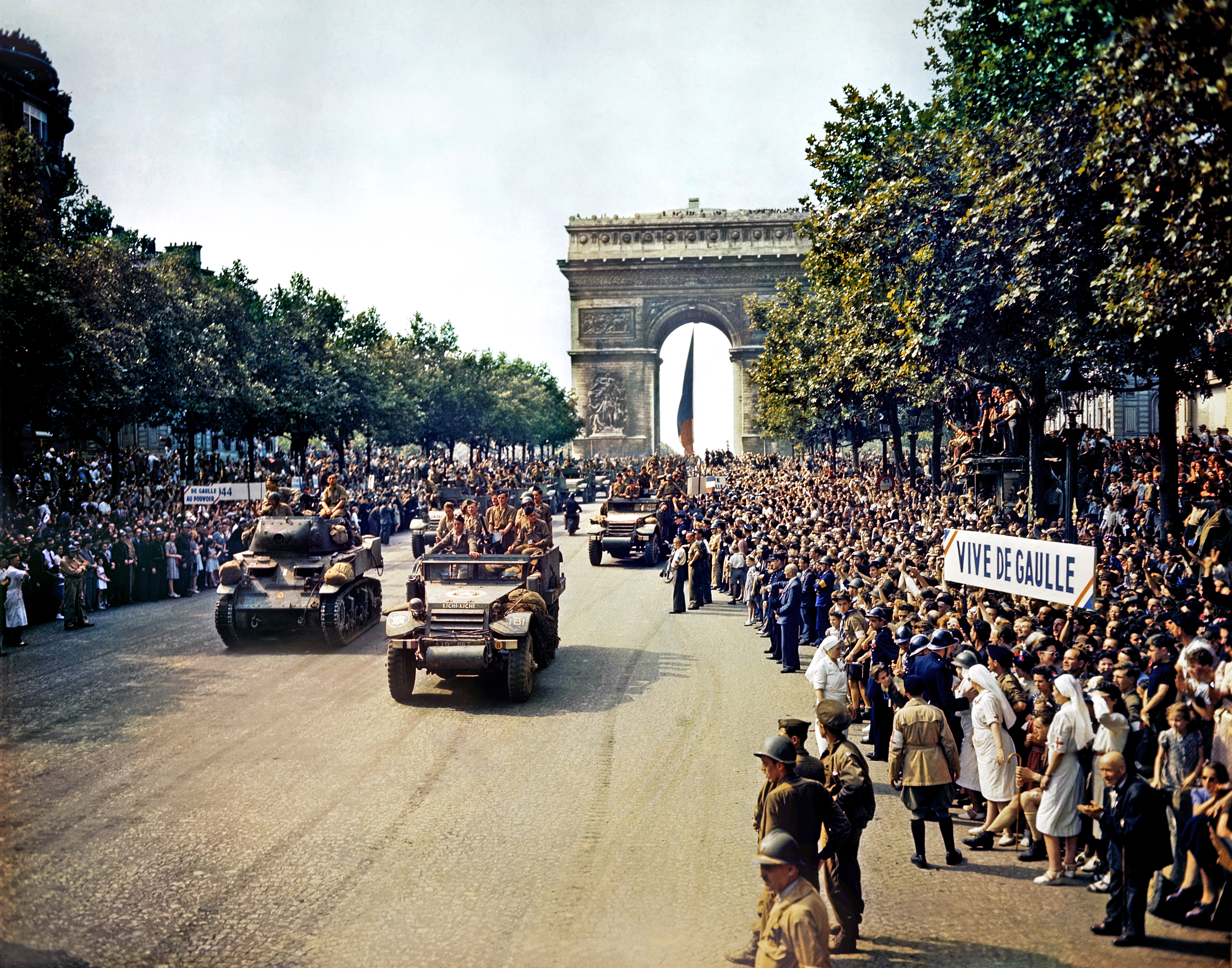
Champs Élysées am 26. August 1944

  - 18. Dezember: erste Ausgabe der Tageszeitung Le Monde.
- 1945:
  - Seinehochwasser
  - 8. Mai: Feier der deutschen Kapitulation. Lily Pons singt die Marseillaise auf dem Balkon der Opéra Garnier vor 250.000 Personen.
- 13. April 1946: Schließung und Illegalisierung der Bordelle
- 12. Februar 1947: Erste Präsentation der Haute Couture (Christian Dior).
- 1. Januar 1949: Gründung der RATP, dem staatlichen Betreiber des öffentlichen Nahverkehrs in Paris.
- 1951:
  - 18. April: Unterzeichnung des EGKS-Vertrags
  - 6. Juli: Feier des 2000-jährigen Stadtjubiläums
- 28. Mai 1952: Niederschlagung einer kommunistischen Demonstration gegen den Besuch von Matthew B. Ridgway mit zwei Toten.
- 14. Juli 1953: Niederschlagung einer Demonstration für die Unabhängigkeit Algeriens mit sieben Toten.
- 1955: Seinehochwasser
- 3. November 1958: Einweihung des Sitzes der UNESCO hinter der École militaire.
- 27. April 1959: Beginn des Abrisses des Vélodrome d’Hiver
- 1960:
  - 12. April: Einweihung des Pariser Teilstücks der Autoroute A6, der sogenannten „Sonnen-Autobahn“
  - 6.–10. Juli: mehrere Spiele der Fußball-Europameisterschaft im Prinzenpark.
- 17. Oktober 1961: „Massaker von Paris“: gewaltsame Niederschlagung einer friedlichen, nicht genehmigten Demonstration, organisiert von der Nationalen Befreiungsfront für die Unabhängigkeit Algeriens durch die Pariser Polizei mit mindestens 200 Toten.
- 1962:
  - 17. Januar: „Blaue Nacht“ der Organisation de l’armée secrète (OAS) mit etwa zwanzig Bombenattentaten.
  - 8. Februar: Massaker in der Metrostation Charonne bei der Niederschlagung einer verbotenen Demonstration gegen die OAS und den Algerienkrieg mit neun Toten.
- 1963:
  - 18. April: Erschießung des militanten OAS-Mitglieds Jean de Brem durch die Polizei auf dem Montagne Sainte-Geneviève.
  - 14. Dezember: Einweihung der Maison de la Radio
- 29. November 1967: Einweihung der Autoroute A1
- 1968:
  - 3. Mai: Intervention der Compagnies Républicaines de Sécurité an der Sorbonne, Anfang mehrerer Wochen anhaltender Studentenproteste
  - 10. Mai: „Nacht der Barrikaden“ im Quartier Latin
  - 30. Mai: Demonstration pro Charles de Gaulle mit 300.000 bis 1.000.000 Teilnehmern auf den Champs Élysées
  - 1. Oktober: Einführung der einheitlichen Fahrscheine in Bussen und Métro
- 1969:
  - 27. Februar–1. März: „Umzug des Jahrhunderts“ des Großmarkts vom Quartier des Halles nach Rungis
  - Juni–September: Abriss des Palais Rose de l’avenue Foch
- 1971:
  - Beginn des Abrisses des Großmarkthallen im Quartier des Halles (Pavillon Baltard), der bis 1973 andauert. Versetzung einer der Hallen nach Nogent-sur-Marne.
  - 15. September: Inbetriebnahme des ersten Parkscheinautomaten von Paris
- 28. November 1972: Ausführung der letzten Todesurteile in Paris mit der Guillotinierung von Roger Bontems und Claude Buffet im Gefängnis La Santé.
- 1973:
  - 6. Februar: Feuer durch Brandstiftung im Collège Édouard-Pailleron mit 20 Toten.
  - 25. April: Einweihung des letzten Teilstücks des Boulevard périphériqueBoulevard périphérique

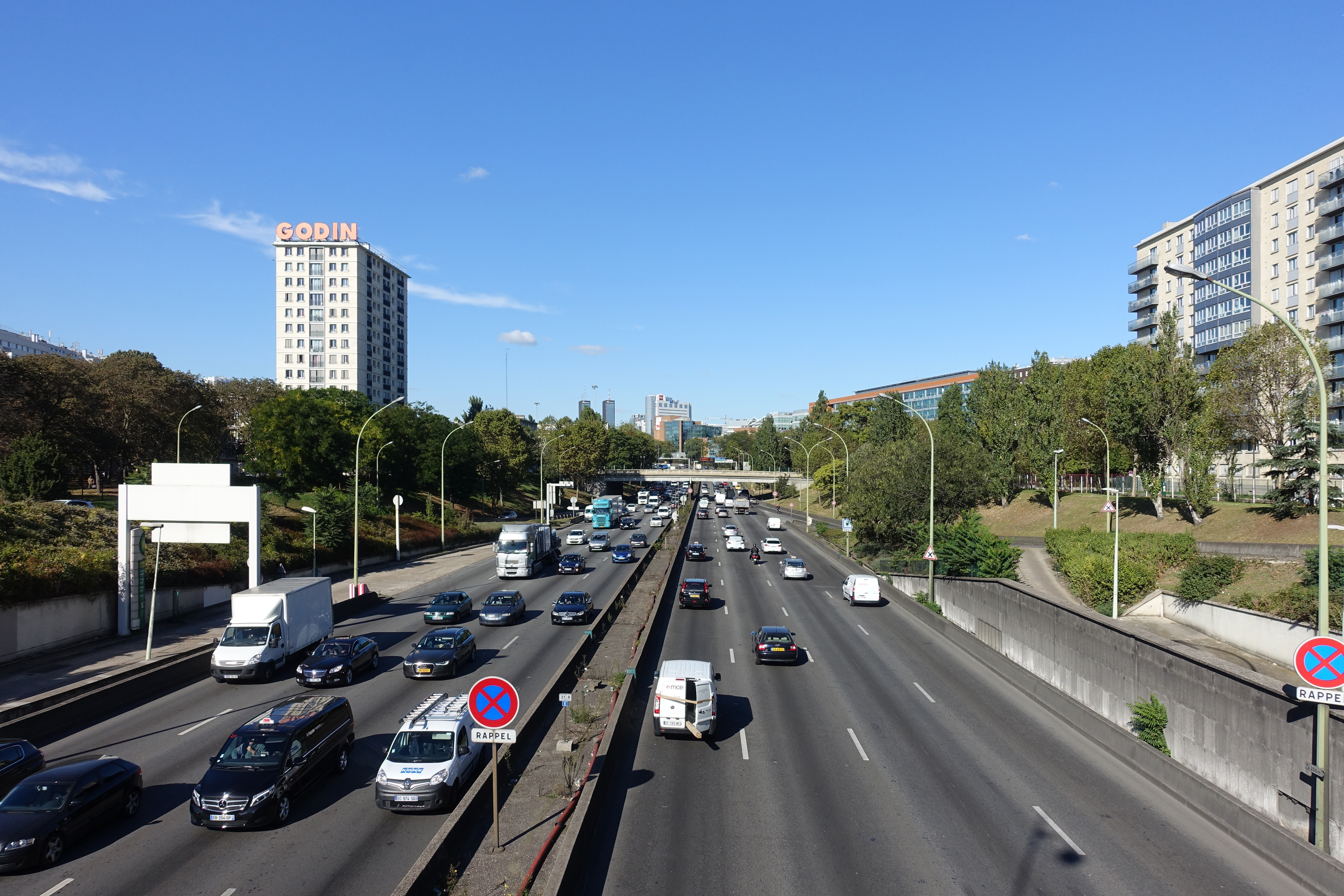
Boulevard périphérique

  - 13. September: Einweihung des Tour Montparnasse, des höchsten Gebäudes in Frankreich
- 15. September 1974: Granatenattentat im Drugstore Publicis im Boulevard Saint-Germain durch den venezolanischen Terroristen Carlos mit zwei Toten.
- 1975:
  - 9. März: Bombenattentat am Bahnhof Paris-Est durch Carlos mit einem Toten.
  - 27. Juni: Carlos erschießt zwei Inspekteure der Direction de la surveillance du territoire und deren Informanten bei einem Festnahmeversuch in der Rue Toullier.
  - 20. Juli: erstmalige Schlussetappe der Tour de France auf der Avenue des Champs-Élysées
- 1976:
  - 2. Juni: Gasflaschen-Attentat im Boulevard de Sébastopol mit vier Toten.
  - 24. Dezember: Ermordung des Abgeordneten Jean de Broglie auf offener Straße durch die Groupe Charles-Martel.
- 1977:
  - 31. Januar: Einweihung des Centre Georges-Pompidou, Museum für moderne Kunst
  - 13.–20. März: Wahl von Jacques Chirac zum ersten Bürgermeister von Paris seit 1871Jacques Chirac, 1997

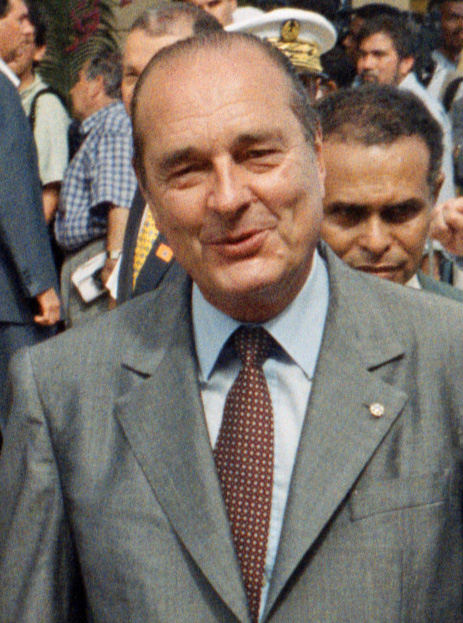
Jacques Chirac, 1997

  - 8. Dezember: Einweihung des Bahnhofs Châtelet – Les Halles. Offizielle Inbetriebnahme der Linien RER A und RER B
- 31. Juli 1978: Geiselnahme in der irakischen Botschaft durch militante Mitglieder der Palästinensische Befreiungsorganisation mit zwei Toten.
- 1979:
  - 4. September: Einweihung des Forum des Halles
  - 2. November: Tod des Kriminellen Jacques Mesrine durch Polizisten der Brigade de recherche et d’intervention an der Porte de Clignancourt
- 3. Oktober 1980: Bombenattentat auf die Synagoge der Rue Copernic mit vier Toten.
- 1981:
  - 22. September: Einweihung des ersten Abschnitts der Hochgeschwindigkeitszugstrecke Paris–Lyon.
  - 24. September: Angriff auf das türkische Konsulat durch ein Kommando der Asala mit einem Todesopfer.
- 9. August 1982: antisemitisches Attentat in einem Restaurant in der Rue des Rosiers mit sechs Toten.
- 1983:
  - Beginn der Bauarbeiten zum von Präsident François Mitterrand initiierten Projekt „Grand-Louvre“, die zehn Jahre dauern werden.
  - 6. und 13. März: Kommunalwahlen, Wiederwahl von Bürgermeister Jacques Chirac am 21. März.
- 1984:
  - 12. Januar: Einweihung der Konzerthalle Zénith und des Parc de la Villette
  - 3. Februar: Einweihung der Multifunktionsarena in Paris Bercy
  - 12.–27. Juni: mehrere Spiele der Fußball-Europameisterschaft im Prinzenparkstadion, darunter das für die französische Mannschaft siegreiche Finale.
- 6. Mai 1985: Eröffnung des Kinos La Géode im Parc de la Villette
- 1986:
  - 13. März: Einweihung der Cité des sciences et de l’industrie im Parc de la Villette
  - 17. September: Bombenattentat in der Rue de Rennes mit sieben Toten.
  - 17. Oktober: Scheitern der Pariser Kandidatur für die Spiele der XXV. Olympiade 1992 gegen Barcelona
  - 6. Dezember: Tod des 22-jährigen Studenten Malik Oussekine durch Polizeigewalt
  - 9. Dezember: Einweihung des Musée d’Orsay, das sich mit der Kunst der zweiten Hälfte des 19. Jahrhunderts befasst, im ehemaligen Bahnhof d’Orsay.
- 1987:
  - 27. September: offizielle Inbetriebnahme der Zuglinie RER D
  - 30. November: Einweihung des Institut du monde arabe
- 1988:
  - 27. Juni: Eisenbahnunfall im Gare de Lyon mit 56 Toten
  - 22. Oktober: Brandstiftung im Kino Espace Saint-Michel durch Integralisten
- 1989:
  - 12.–19. März: Kommunalwahlen, Wiederwahl von Jacques Chirac zum Bürgermeister am 24. März.
  - 30. März: Einweihung der Glaspyramide im Innenhof des Louvre
  - 10. Mai: Einweihung der Freiheitsflamme über dem Tunnel der Pont de l’Alma zum Zeichen der franko-amerikanischen Freundschaft
  - 14. Juli: Feier zum 200-jährigen Jubiläum des Sturms auf die Bastille. Mehrere Demonstrationen. Einweihung der Opéra Bastille, Ausstellungen zur Französischen Revolution.
  - 24. September: Einweihung des ersten Teilstücks der Hochgeschwindigkeitszugstrecke Paris–Tours.
- 23. Mai 1993: Einweihung des ersten Teilstücks der Hochgeschwindigkeitszugstrecke Paris–Lille.
- 1995:
  - 1. Mai: Ermordung von Brahim Bouarram durch militante Rechtsextremisten durch Stoßen in die Seine
  - 22. Mai: Jean Tiberi löst Jacques Chirac, der zum Staatspräsidenten gewählt wird, als Bürgermeister ab.
  - 11. und 18. Juni: Kommunalwahlen, Wahlsieg der Liste von Jean Tiberi
  - 25. Juli–17. Oktober: Anschlagsserie der Groupe Islamique Armé in Zügen von Métro und RER
- 1996:
  - 3. Dezember: Anschlag im Pariser Bahnhof Port-Royal mit vier Toten.
  - 17. Dezember: Einweihung und Eröffnung der Très Grande Bibliothèque, umbenannt in Bibliothèque François-Mitterrand.
- 1997:
  - 19.–24. August: XII. Weltjugendtag mit 1.200.000 Gläubigen.
  - 31. August: Unfalltod von Diana Spencer in der Alma-Unterführung beim Pont de l’Alma.
- 1998:
  - 15. Juni–12. Juli: mehrere Spiele der Fußball-Weltmeisterschaft im Prinzenparkstadion
  - 12. Juli: Finalsieg der französischen Mannschaft. 1.500.000 Personen feiern auf den Champs Élysées
  - 15. Oktober: Eröffnung der vollautomatisierten Métrolinie 14 zwischen Madeleine und Bibliothèque François Mitterrand.
- 1999:
  - 14. Juli: Eröffnung der Zuglinie RER E, die den Osten der Agglomeration Paris anfährt.
  - 27. Dezember: starker Sturm über Frankreich. Rekordwindgeschwindigkeiten von bis zu 169 km/h in Paris. Mehr als 220 km/h auf dem Eiffelturm.
- 2000:
  - Regenreichstes Jahr des 20. Jahrhunderts in Paris: 900 mm Jahresniederschlagsmenge (langjähriger Durchschnitt: 650 mm)
  - 21. Dezember: Einweihung des Hôpital européen Georges-Pompidou.

## 21. Jahrhundert
- 2001:
  - 11. und 18. März: Kommunalwahlen in Paris. Mehrheit für die Liste des Sozialisten Bertrand Delanoë. Er wird am 25. März zum Bürgermeister gewählt.
  - 13. Juli: Scheitern der Kandidatur von Paris für die Spiele der XXIX. Olympiade 2008 zu Gunsten von Peking
- 2002:
  - 21. Juli–18. August: erste Veranstaltung des Paris-Plages auf der Voie Georges-Pompidou
  - 5. Oktober: erste Veranstaltung der Nuit Blanche (‚weiße Nacht‘), die sich der zeitgenössischen Kunst widmet.
- 2003:
  - August: Hitzewelle, die viele Sterbefälle verursacht
  - November: Europäisches Sozialforum in Paris, organisiert von Altermondialisten
- 2005:
  - April–August: mehrere Brände heruntergekommener Gebäude mit etwa 50 Toten.
  - 6. Juli: Scheitern der Kandidatur für die Ausrichtung der Spiele der XXX. Olympiade 2012 zu Gunsten von London
- 2006:
  - 20. Juni: Einweihung des Musée du quai Branly für außereuropäische Kunst
  - 16. Dezember: Einweihung der Straßenbahnlinie 3a zwischen dem Pont du Garigliano und der Porte d’Ivry. Damit Wiedereinrichtung der Straßenbahn von Paris nach 70 Jahren.Neue Pariser Straßenbahn
- 2007:

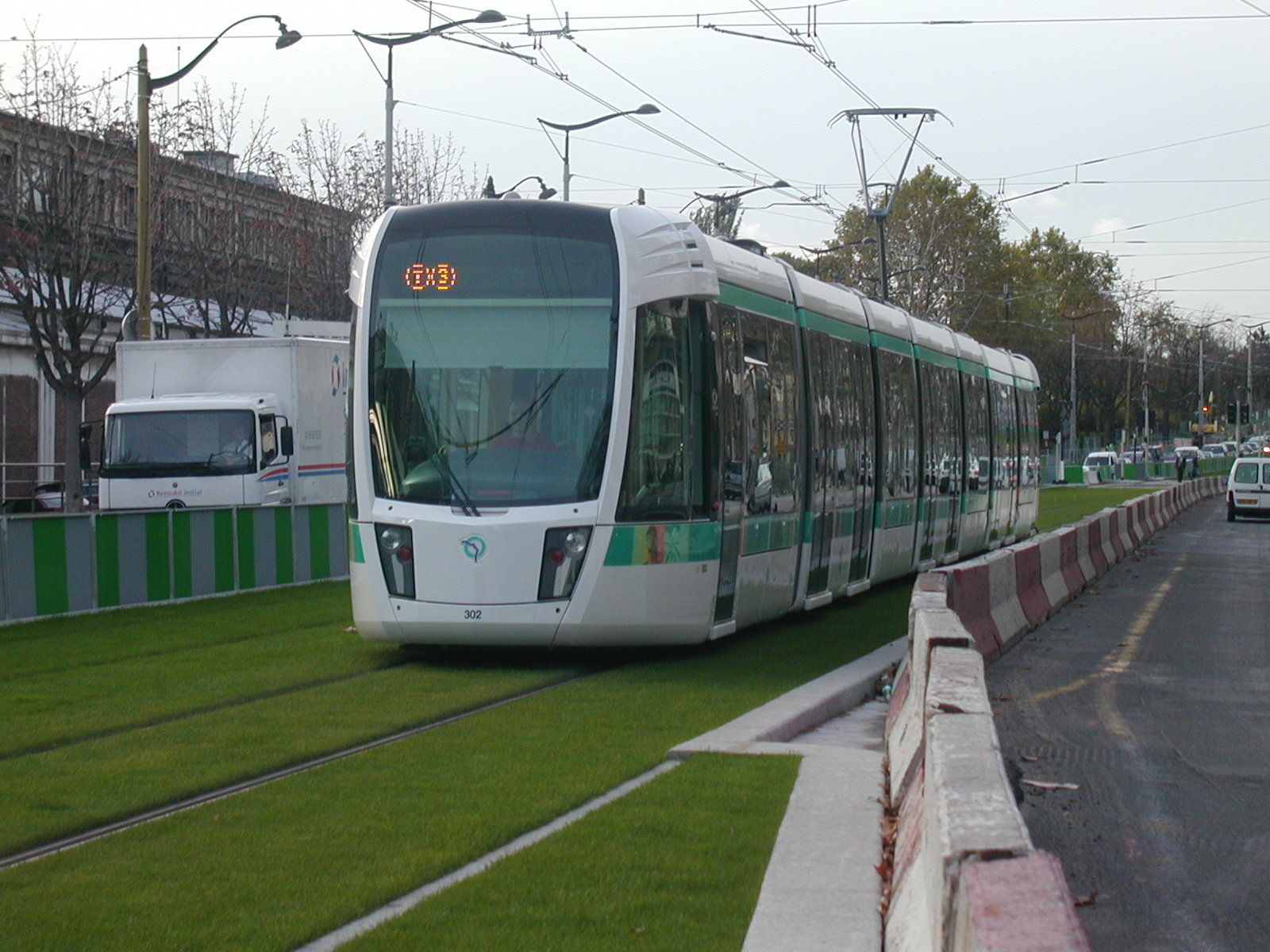
Neue Pariser Straßenbahn

  - 15. März: Einweihung des ersten Abschnitts der Hochgeschwindigkeitszugstrecke Paris–Straßburg
  - 15. Juli: Inbetriebnahme des Fahrradverleihsystems Vélib’.
  - 7. September–19. Oktober: mehrere Spiele der Rugby-Union-Weltmeisterschaft im Prinzenparkstadion, darunter das von der französischen Mannschaft verlorene Finale.
- 9.–16. März 2008: Kommunalwahlen in Paris. Sieg für die Liste des Sozialisten Bertrand Delanoë. Wiederwahl desselben zum Bürgermeister.
- 5. Dezember 2011: Start des Carsharing-Angebots Autolib’
- 15. Dezember 2012: Eröffnung der Straßenbahnlinie 3b zwischen der Porte de Vincennes und der Porte de la Chapelle
- 2014:
  - 23. und 30. März: Kommunalwahlen in Paris. Sieg für die Liste der Sozialistin Anne Hidalgo. Als erste Frau wird sie am 5. April zur Bürgermeisterin gewählt.
  - 20. Oktober: Einweihung des Museums der zeitgenössischen Kunst Fondation Louis Vuitton im Jardin d’Acclimatation im Bois de Boulogne
- 2015:
  - 7.–9. Januar: Anschlag auf Charlie Hebdo und Geiselnahme an der Porte de Vincennes (17 Tote)Solidaritätsbekundung Je suis Charlie nach dem Anschlag vom 7. Januar 2015

Solidaritätsbekundung Je suis Charlie nach dem Anschlag vom 7. Januar 2015

  - 11. Januar: „Marches républicaines“, Friedensmarsch von etwa 2.000.000 Personen, darunter auch zahlreiche internationale Politiker.
  - 14. Januar: Einweihung der Philharmonie de Paris im Parc de la Villette.
  - 5. November: Einweihung des Hexagone Balard
  - 13. November: Islamistische Terroranschläge in Paris und Saint-Denis mit etwa 130 Toten.
  - 30. November–12. Dezember: UN-Klimakonferenz mit Beschluss des Übereinkommens von Paris
- 2016:
  - 1. Januar: Gründung der Métropole du Grand Paris
  - Juni: Seinehochwasser mit einem Pegel von 6,10 m am 3. Juni
  - 12.–25. Juni: mehrere Spiele der Fußball-Europameisterschaft im Prinzenparkstadion, darunter das von der französischen Mannschaft verlorene Finale.
  - 19. Oktober: Einweihung der russisch-orthodoxen Dreifaltigkeitskathedrale mit angeschlossenem geistig-kulturellem Zentrum.
- 20. April 2017: Anschlag auf den Champs-Élysées (zwei Tote, darunter der Angreifer).
- 2018:
  - Januar: Seinehochwasser mit einem Pegel von 5,84 m am 29. Januar[30]
  - 16. April: Einweihung des Neuen Justizpalastes
- 2019:
  - 15.–16. April: Brand der Kathedrale Notre-DameBrennender Dachstuhl von Notre-Dame, 15. April 2019
- 2024:

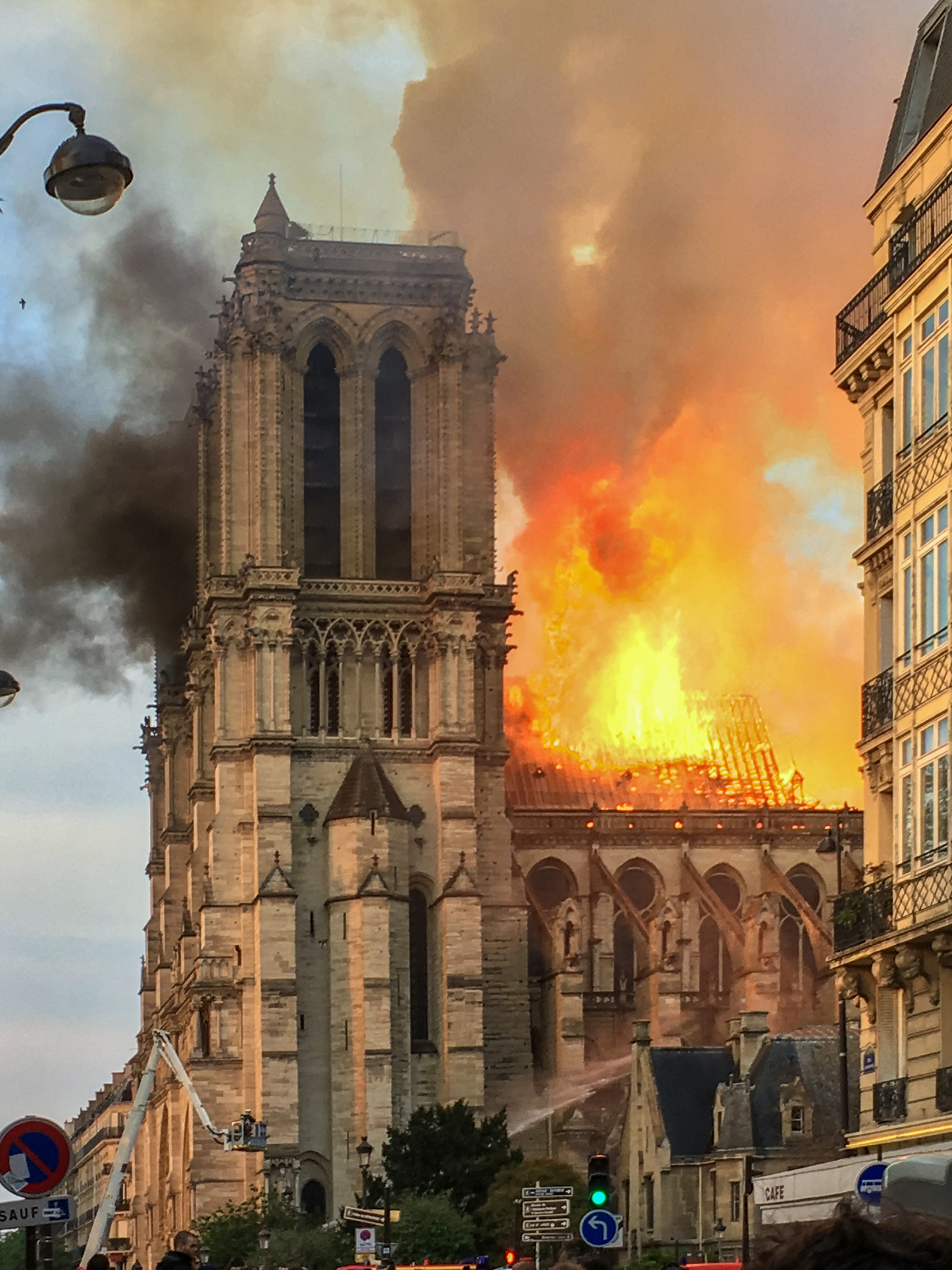
Brennender Dachstuhl von Notre-Dame, 15. April 2019

  - 26. Juli–11. August: Olympische Sommerspiele 2024